# Liste falscher Freunde
Die Liste falscher Freunde listet eine Auswahl häufiger falscher Freunde (Übersetzungsfallen bzw. Verständnisprobleme) zwischen
- Deutsch und anderen Sprachen,
- den in den deutschsprachigen Ländern jeweils gesprochenen Varietäten des Deutschen untereinander sowie
- Standarddeutsch und Dialekten des Deutschen

auf.

## Indogermanische Sprachen

### Germanische Sprachen

#### Englisch
A | B | C | D | E | F | G | H | I | J | K | L | M | N | O | P | Q | R | S | T | U | V | W | X | Y | Z
| Englisches Wort         | Bedeutet (auch) | Ähnelt dem deutschen                                                                         | Falscher Freund übersetzt                                                                   |
| ----------------------- | --- | -------------------------------------------------------------------------------------------- | ------------------------------------------------------------------------------------------- |
| abort                   | der Abbruch, die Fehlgeburt | Abort (Toilette)                                                                             | toilet                                                                                      |
| actual                  | tatsächlich, eigentlich | aktuell                                                                                      | current                                                                                     |
| also                    | auch | also                                                                                         | so, therefore                                                                               |
| ambulance               | Rettungswagen | Ambulanz                                                                                     | hospital outpatient department                                                              |
| angel                   | Engel | Angel                                                                                        | fishing rod                                                                                 |
| ankle                   | Fußknöchel, Fessel (anatom.), auch: Sprunggelenk | Enkel                                                                                        | grandson (männlich) granddaughter (weiblich), grandchild                                    |
| antic                   | lächerlich | antik                                                                                        | antique                                                                                     |
| apart                   | auseinander, abgesondert, für sich | apart                                                                                        | fancy, distinctive                                                                          |
| arbiter                 | Schlichter, Vermittler, Schiedsrichter, Arbiter | Arbeiter                                                                                     | worker                                                                                      |
| art                     | Kunst | Art (und Weise)                                                                              | (Art) kind, sort, type; (Art und Weise) fashion, manner                                     |
| artist                  | Künstler | Artist (Akrobat)                                                                             | artiste, acrobat                                                                            |
| arty                    | gekünstelt, affig | artig                                                                                        | obedient, well behaved                                                                      |
| ass                     | Esel; Arsch | Ass (Spielkarte)                                                                             | ace                                                                                         |
| axe, ax                 | Axt | Achse: Koordinatenachse, Achse (Technik)                                                     | axis (Koordinaten); axle (Fahrzeug)                                                         |
| barracks (pl.)          | Kaserne | Baracken                                                                                     | huts                                                                                        |
| to be blue (AE)         | traurig sein, niedergeschlagen sein | blau (betrunken) sein (ugs.)                                                                 | to be drunk, smashed, hammered, plastered, pissed (UK), loaded (coll.) etc.                 |
| to become               | werden | bekommen                                                                                     | to get, to receive                                                                          |
| to behold               | anschauen | behalten                                                                                     | to keep                                                                                     |
| bell                    | Glocke, Klingel, Schelle | bellen                                                                                       | to bark                                                                                     |
| benzene                 | Benzol | Benzin                                                                                       | benzine, petrol, gasoline, gas                                                              |
| to berate               | beschimpfen, ausschimpfen, schelten | beraten                                                                                      | to consult, to advise, to debate                                                            |
| to besiege              | bedrängen, belagern | besiegen                                                                                     | to defeat, to conquer                                                                       |
| billion                 | Milliarde | Billion                                                                                      | trillion                                                                                    |
| blackboard              | Kreidetafel | Schwarzes Brett                                                                              | notice board (BE), bulletin board (AE)                                                      |
| to blame                | beschuldigen, die Schuld zuschieben | blamieren                                                                                    | to embarrass                                                                                |
| blank                   | leer | blank                                                                                        | shiny, shining                                                                              |
| blender                 | Mixer | Blender (Schwindler)                                                                         | fraud, impostor, phoney                                                                     |
| blind passenger         | Passagier in Flugzeug oder Schiff mit Sehbehinderung | (übertragen:) blinder Passagier (illegal und unbemerkt Mitreisender in Schiff oder Flugzeug) | stowaway                                                                                    |
| blitz                   | Blitzkrieg (daher das englische Wort), starker Luftangriff, Blitz (defensive Spielstrategie im American Football), im Schach ebenso: blitz (game) = Blitz(-partie) | Blitz                                                                                        | lightning, flash                                                                            |
| boot                    | Stiefel; Gepäckraum | Boot                                                                                         | boat                                                                                        |
| branch                  | Zweigstelle, Filiale; [geol.:] Apophyse, Ausläufer; [geogr.:] Seitenarm (eines Flusses)                                                                            | Branche                                                                                      | industry                                                                                    |
| brand                   | Marke | Brand                                                                                        | fire                                                                                        |
| brave                   | mutig, tapfer | brav                                                                                         | well behaved                                                                                |
| briefcase               | Aktentasche | Briefkasten                                                                                  | letter box, mail box                                                                        |
| to bring up             | erziehen, großziehen, aufziehen | aufbringen, wütend machen                                                                    | to infuriate, enrage sb.                                                                    |
| bugger                  | ein sehr obszönes Schimpfwort | Bagger                                                                                       | excavator, (mechanical) digger                                                              |
| canine                  | Hunde und Verwandte | Kaninchen                                                                                    | rabbit, bunny                                                                               |
| canopy                  | Abdeckung, Stoffdach | Kanapee                                                                                      | settee, sofa                                                                                |
| caution                 | hauptsächlich: Achtung, Vorsicht, Warnung | Kaution                                                                                      | bail (law), security (fin.), deposit (rent)                                                 |
| cell phone              | Mobiltelefon, Handy | Telefonzelle                                                                                 | phone booth                                                                                 |
| chalk                   | Kreide | Kalk                                                                                         | lime, whitewash                                                                             |
| chef                    | Koch, Küchenchef | Chef                                                                                         | superior, boss, chief                                                                       |
| chips (BE, pl.)         | Pommes frites (pl.) | Chips (pl., Knabberei)                                                                       | crisps (BE, pl.)                                                                            |
| circle                  | Kreis | Zirkel                                                                                       | compass                                                                                     |
| clang                   | Klirren | Klang                                                                                        | sound                                                                                       |
| clay                    | Ton, Lehm | Klee                                                                                         | clover                                                                                      |
| clean                   | rein, sauber | klein                                                                                        | small, little                                                                               |
| to cling                | (zusammen-)halten, (fest-)halten, (an etwas) hängen, haften, klammern, (clinging to his/her/its life = in höchster Lebensgefahr schwebend)                         | klingen                                                                                      | to clink, to jingle, to ring, to sound                                                      |
| clock                   | Uhr | Glocke                                                                                       | bell                                                                                        |
| closet                  | Wandschrank | Klosett                                                                                      | toilet                                                                                      |
| coffin                  | Sarg | Koffer                                                                                       | suitcase, case, trunk                                                                       |
| to commandeer           | etw. beschlagnahmen, kapern, (evtl. widerrechtlich) in Besitz nehmen                                                                                               | kommandieren                                                                                 | (Militär, Flug-/Seewesen) to command; (allgemeinspr. auch) to boss                          |
| concurrent              | gleichzeitig, übereinstimmend | Konkurrent                                                                                   | competitor                                                                                  |
| confession              | Geständnis, Beichte | Konfession                                                                                   | denomination                                                                                |
| consequently            | folglich | konsequent (strikt)                                                                          | throughout / strictly                                                                       |
| corpse                  | Leiche, Leichnam | Korps                                                                                        | corps                                                                                       |
| craft                   | Handwerk, Gewerbe, Fahrzeug (insbesondere Schiff), Gerissenheit | Kraft                                                                                        | power, force                                                                                |
| crank                   | Kurbel | krank                                                                                        | ill                                                                                         |
| critic                  | Kritiker | Kritik                                                                                       | criticism, critique                                                                         |
| crone                   | alte Frau | Krone                                                                                        | crown                                                                                       |
| curious                 | neugierig, gespannt | kurios                                                                                       | strange, odd, quaint                                                                        |
| cyclone                 | Zyklone | Zyklon                                                                                       | cyclonic storm                                                                              |
| deacon                  | Diakon | Dekan                                                                                        | dean                                                                                        |
| deadbeat                | Versager, Schnorrer | Totschlag                                                                                    | manslaughter                                                                                |
| decent                  | anständig, ordentlich, nett, freundlich, angemessen | dezent                                                                                       | discreet                                                                                    |
| dick                    | Schwanz, Penis | dick                                                                                         | fat, big, thick                                                                             |
| dog                     | Hund | Dogge                                                                                        | mastiff                                                                                     |
| dome                    | Kuppel | Dom (Kathedrale)                                                                             | cathedral                                                                                   |
| douche                  | Einlauf, Intimdusche, Spülung | Dusche                                                                                       | shower                                                                                      |
| dry                     | trocken | drei                                                                                         | three                                                                                       |
| eagle                   | Adler | Igel                                                                                         | hedgehog                                                                                    |
| edge                    | Kante, Abgrund | Ecke                                                                                         | corner                                                                                      |
| eventually              | schließlich, letztendlich | eventuell                                                                                    | perhaps, possible, possibly                                                                 |
| fabric                  | Gewebe, Stoff | Fabrik                                                                                       | factory, plant                                                                              |
| factual                 | sachlich | faktisch                                                                                     | real, effective, actual                                                                     |
| faggot                  | Schwuchtel (pejorativ); Holz-, Reisigbündel | Fagott                                                                                       | bassoon                                                                                     |
| familiar                | bekannt, vertraut | familiär                                                                                     | familial                                                                                    |
| fart                    | Furz | Fahrt                                                                                        | journey, ride                                                                               |
| fast                    | schnell | fast                                                                                         | almost, nearly                                                                              |
| to fasten               | befestigen | fasten                                                                                       | to fast                                                                                     |
| fee                     | Gebühr, Entgelt, Honorar, Provision, Abgabe [finanz.]; Grundeigentum [jur.]                                                                                        | Fee                                                                                          | fairy, fay                                                                                  |
| first                   | erster | First; Fürst                                                                                 | ridge; prince                                                                               |
| flock                   | Schwarm (Vögel), Herde (Schafe) | Flocke                                                                                       | flake                                                                                       |
| flipper                 | Flosse | Flipperautomat                                                                               | pinball machine                                                                             |
| foosball                | Tischfußball | Fußball                                                                                      | soccer                                                                                      |
| to foresee              | vorhersehen | vorsehen                                                                                     | to provide, to design for                                                                   |
| foresight               | Voraussicht, Weitsicht, | Vorsicht                                                                                     | caution                                                                                     |
| fort                    | Festung, Kastell | fort                                                                                         | away                                                                                        |
| forth                   | vorwärts, voran, weiter | fort                                                                                         | away                                                                                        |
| freedom                 | Freiheit | Frieden                                                                                      | peace                                                                                       |
| gaffer                  | (BE) Vorarbeiter; (Filmbranche) Beleuchter | Gaffer (ugs.)                                                                                | rubberneck, rubbernecker (coll.)                                                            |
| gang                    | Abteilung, Trupp, Rotte, Bande | Gang                                                                                         | walk, movement, motion, action                                                              |
| garb                    | Kleidung, Gewand | Garbe                                                                                        | sheaf                                                                                       |
| gas                     | in den USA kurz für: gasoline (Benzin, ugs. „Sprit“) | Gas                                                                                          | auch gas                                                                                    |
| genial                  | freundlich | genial                                                                                       | ingenious                                                                                   |
| genie                   | Dschinn, Flaschengeist | Genie                                                                                        | genius                                                                                      |
| gift                    | Gabe, Geschenk | Gift                                                                                         | poison, venom                                                                               |
| to give sb. a rest      | jemandem Ruhe gönnen | jemandem den Rest geben                                                                      | to finish sb. off, to do for sb.                                                            |
| glad                    | froh, erfreulich | glatt                                                                                        | smooth, even, polished                                                                      |
| gross                   | u. a. plump, derb, anstößig, ekelhaft; (Handelswesen) brutto | groß                                                                                         | big, large, tall, vast                                                                      |
| guilty                  | schuldig | gültig                                                                                       | valid                                                                                       |
| gymnasium               | Sporthalle, Trainingsraum (meist gym) | Gymnasium                                                                                    | high school, grammar school                                                                 |
| handle                  | Griff | Handel                                                                                       | Trade, Deal                                                                                 |
| to handle               | anfassen, handhaben, behandeln | handeln                                                                                      | to act, to trade, to deal, to bargain                                                       |
| handy                   | geschickt, passend, handlich | Handy (Mobiltelefon)                                                                         | mobile phone (BE), cell(ular) phone (AE)                                                    |
| haze                    | Dunst | Hase                                                                                         | hare, bunny, rabbit                                                                         |
| heads up!               | Vorsicht! Augen auf! | Kopf hoch!                                                                                   | cheer up! chin up! don’t worry!                                                             |
| headstone               | Grabstein | Kopfstein                                                                                    | cobble                                                                                      |
| heaven                  | Himmel (religiös) | Hafen                                                                                        | harbour, port, haven                                                                        |
| heck                    | verhüllend Hölle („What the heck?“) | Heck                                                                                         | [naut.:] stern; (Auto) rear, rear end                                                       |
| heft                    | Gewicht | Heft                                                                                         | notebook                                                                                    |
| hell                    | Hölle | hell                                                                                         | bright                                                                                      |
| helm                    | das Steuer beim Schiff; auch veraltetes Wort für helmet, das noch benutzt wird, wenn eine Handlung im Mittelalter spielt.                                          | Helm                                                                                         | helmet                                                                                      |
| heroine                 | Heldin | Heroin                                                                                       | heroin                                                                                      |
| high school             | Weiterführende Schule | Hochschule                                                                                   | university, college                                                                         |
| hole                    | Loch | Höhle                                                                                        | cave                                                                                        |
| hoop                    | Reifen (Spielzeug) | Hupe                                                                                         | horn                                                                                        |
| hose                    | (Wasser-)Schlauch | Hose                                                                                         | pants, trousers                                                                             |
| housemaster             | Heimleiter (Internat) | Hausmeister                                                                                  | janitor (insbes. AE), caretaker                                                             |
| hut                     | Hütte | Hut                                                                                          | hat                                                                                         |
| hymn                    | Choral, Kirchenlied | Hymne                                                                                        | anthem                                                                                      |
| to impress              | beeindrucken, eindrücken, prägen | Impressum                                                                                    | imprint, masthead (für Zeitungen und Zeitschriften) (AE), colophon (Bücher)                 |
| integer                 | ganzzahlig, Ganzzahl | integer                                                                                      | upright, of/with integrity                                                                  |
| to irritate             | auch: ärgern, reizen (auch Chemikalien) | irritieren                                                                                   | to confuse, to bewilder                                                                     |
| island                  | Insel | Island                                                                                       | Iceland                                                                                     |
| kerosene                | Petroleum | Kerosin                                                                                      | jet fuel                                                                                    |
| kind                    | Art | Kind                                                                                         | child                                                                                       |
| labor                   | Arbeit, im beruflichen Sinn | Labor                                                                                        | laboratory, lab                                                                             |
| last straw              | Tropfen, der das Fass zum Überlaufen bringt | letzter Strohhalm                                                                            | last hope; (to clutch/grasp) at straws                                                      |
| lecture                 | Vortrag; Vorlesung (an einer Hochschule), Lektion | Lektüre                                                                                      | reading                                                                                     |
| litter                  | Müll, Abfall | Liter                                                                                        | litre                                                                                       |
| living will             | Patientenverfügung | Lebenswille                                                                                  | will to live                                                                                |
| loan                    | Kredit, Darlehen | Lohn                                                                                         | wages, salary                                                                               |
| locker                  | Spind, Garderobenschrank, Schließfach | locker                                                                                       | loose, casual                                                                               |
| to look forward to      | sich freuen auf, erwarten | nach vorne sehen                                                                             | to look ahead                                                                               |
| loop                    | Öse, Schlaufe | Lupe                                                                                         | magnifier, loupe                                                                            |
| lunge                   | Vorwärtssprung | Lunge                                                                                        | lung                                                                                        |
| lusty                   | herzhaft, kernig, kraftvoll | lustig; lüstern, lustvoll                                                                    | funny; lustful, lascivious, voluptuous                                                      |
| mannequin               | Schaufensterpuppe | Mannequin                                                                                    | model                                                                                       |
| map                     | Landkarte | Mappe                                                                                        | folder                                                                                      |
| marsh                   | Sumpf | Marsch                                                                                       | march                                                                                       |
| meaning                 | Sinn, Bedeutung | Meinung                                                                                      | opinion                                                                                     |
| meerkat                 | Erdmännchen | Meerkatze (Affengattung)                                                                     | guenon, long-tailed monkey                                                                  |
| mimic                   | nachäffen | Mimik                                                                                        | facial expression                                                                           |
| mince                   | Gehacktes | Minze                                                                                        | mint                                                                                        |
| mint (s. o.)            | Minze, auch: Pfefferminz-Bonbon, Münze (Prägestätte, Prägeamt), Adj.: postfrisch, neu, ungestempelt, Verb: prägen                                                  | Minze                                                                                        | mint                                                                                        |
| mist                    | Nebel | Mist                                                                                         | manure                                                                                      |
| molasses                | Melasse | Molasse                                                                                      | molasse                                                                                     |
| momentum (Physik)       | Impuls, Triebkraft; Eigendynamik | Moment                                                                                       | moment, torque                                                                              |
| mood                    | Stimmung, Laune | Mut                                                                                          | courage                                                                                     |
| moose                   | Elch | Moos                                                                                         | moss                                                                                        |
| mundane                 | alltäglich, banal | mondän                                                                                       | glamorous                                                                                   |
| murder                  | Mord | Mörder                                                                                       | murderer, killer, assassin                                                                  |
| must not                | darf nicht | muss nicht                                                                                   | need not, don't have to                                                                     |
| neck                    | Hals | Nacken                                                                                       | nape                                                                                        |
| novel                   | Roman; neuartig | Novelle                                                                                      | short story, novella                                                                        |
| nun                     | Nonne | nun                                                                                          | now                                                                                         |
| old-timer               | älterer Mensch | Oldtimer                                                                                     | classic car; veteran car                                                                    |
| out of the question     | indiskutabel, unmöglich | außer Frage, zweifelsohne                                                                    | undoubtedly                                                                                 |
| outstanding             | hervorragend | ausstehend                                                                                   | pending                                                                                     |
| overhead                | oben, über den Köpfen | überhaupt                                                                                    | at all                                                                                      |
| to overhear             | belauschen, zufällig mit anhören | überhören (absichtlich nicht zur Kenntnis nehmen, nicht hören)                               | to ignore, to miss                                                                          |
| to oversee              | beaufsichtigen | übersehen                                                                                    | to overlook                                                                                 |
| to oversleep            | verschlafen | überschlafen (= bis zum nächsten Tag überdenken)                                             | to sleep on                                                                                 |
| pamphlet                | Broschüre, Prospekt, Heftchen, Flugblatt | Pamphlet                                                                                     | lampoon, pasquil, libel                                                                     |
| pathetic                | erbärmlich, kläglich, erbarmungswürdig | pathetisch                                                                                   | dramatic, lofty, impassioned                                                                |
| pepperoni               | scharfe Salami | Peperoni                                                                                     | chili pepper, hot pepper                                                                    |
| personal                | persönlich | Personal                                                                                     | staff, personnel, employees                                                                 |
| petroleum               | Erdöl | Petroleum                                                                                    | kerosene (AE), Paraffin (BE)                                                                |
| photograph              | Fotografie | Fotograf                                                                                     | photographer                                                                                |
| physician               | Arzt, Physikus | Physiker                                                                                     | physicist                                                                                   |
| pickle                  | sauer eingelegtes Gemüse | Pickel                                                                                       | spot, pimple                                                                                |
| pimpernel               | Gauchheil | Pimpernell                                                                                   | Sanguisorba minor                                                                           |
| to placate              | beschwichtigen | plakatieren                                                                                  | to put up (a) poster(s)                                                                     |
| plane                   | Flugzeug | Plane                                                                                        | tarpaulin                                                                                   |
| plump                   | drall, prall, mollig, dick | plump                                                                                        | clumsy                                                                                      |
| porridge                | Haferbrei | Porree                                                                                       | leek                                                                                        |
| posse                   | Trupp, Mannschaftsaufgebot | Posse                                                                                        | burlesque, farce                                                                            |
| predict                 | vorhersagen | Predigt                                                                                      | sermon                                                                                      |
| pregnant                | schwanger | prägnant                                                                                     | concise                                                                                     |
| preservative            | Konservierungsstoff | Präservativ                                                                                  | condom                                                                                      |
| privateer               | Freibeuter | Privatier                                                                                    | independent gentleman                                                                       |
| probe                   | Sonde, Messfühler | Probe                                                                                        | rehearsal (Aufführung); sample, specimen (Muster); test; [chem.], (ggf. auch [biol.]) assay |
| procurer                | Zuhälter | Prokurist                                                                                    | [comm.] proxy (holder); authorised person holding a power of attorney                       |
| promotion               | Beförderung, Ernennung | Promotion                                                                                    | graduation, conferral of a doctorate                                                        |
| prospect                | Aussicht | Prospekt                                                                                     | brochure, leaflet                                                                           |
| provision               | Versorgung, Bereitstellung, Vorkehrung | Provision                                                                                    | commission                                                                                  |
| puppy                   | junger Hund | Puppe                                                                                        | doll, puppet                                                                                |
| puzzle                  | Rätsel, Geduldsspiel, Ungereimtheit | Puzzle                                                                                       | jigsaw, jigsaw puzzle                                                                       |
| qualm                   | Skrupel | Qualm                                                                                        | smoke                                                                                       |
| to quell                | bezwingen, unterdrücken | Quelle                                                                                       | source, spring, well                                                                        |
| queue                   | Pufferinhalt, Reihe, Warteschlange (BE) | Queue (Billard)                                                                              | cue, cue stick                                                                              |
| quote / to quote        | Zitat, zitieren | Quote                                                                                        | quota, proportion, rate                                                                     |
| receipt                 | Quittung, Beleg | Rezept                                                                                       | prescription; recipe                                                                        |
| reclamation             | Renaturierung; Urbarmachung; Wiederverwertung | Reklamation                                                                                  | complaint                                                                                   |
| recorder                | Blockflöte | Videorekorder                                                                                | videocassette recorder                                                                      |
| regal                   | königlich, royal | Regal                                                                                        | bookcase, shelf                                                                             |
| rent                    | Miete, vermieten | Rente                                                                                        | pension                                                                                     |
| rentable                | (ver)mietbar | rentabel                                                                                     | profitable                                                                                  |
| restless                | unruhig, rastlos | restlos                                                                                      | completely, without remainder                                                               |
| reverend                | Geistlicher | Referent                                                                                     | speaker, reporter                                                                           |
| reuse                   | Wiederverwendung | Reuse                                                                                        | fyke, fish trap                                                                             |
| rheumy                  | feucht, schleimig, verklebt | rheumatisch                                                                                  | rheumatic                                                                                   |
| ringer                  | Glöckner, auch Telefonklingel | Ringer                                                                                       | wrestler                                                                                    |
| to rise                 | aufstehen, sich erheben, aufgehen (Sonne, Teig), (auf/an)steigen                                                                                                   | Reise / reisen                                                                               | (to) travel, journey                                                                        |
| rock                    | Fels, Klippe, Stein | Rock                                                                                         | coat, skirt                                                                                 |
| rocker                  | Schaukelstuhl, Babywippe; Rockmusiker | Rocker                                                                                       | member of an outlaw motorcycle club, outlaw biker, motorcycle gang member                   |
| Roman                   | Römer, römisch | Roman                                                                                        | novel                                                                                       |
| rumour                  | Gerücht | rumoren                                                                                      | rumble, make a noise                                                                        |
| scholar                 | Gelehrter, akadem. Experte; Student | Schüler                                                                                      | pupil, student                                                                              |
| schmuck                 | Trottel, Schwachkopf (vgl. Schmock) | Schmuck                                                                                      | jewel(le)ry                                                                                 |
| scrupulous              | gewissenhaft, pingelig | skrupellos                                                                                   | unscrupulous                                                                                |
| sea                     | (die) See, Meer | (der) See                                                                                    | lake                                                                                        |
| secret                  | Geheimnis | Sekret                                                                                       | secretion, discharge                                                                        |
| self-satisfaction       | Selbstzufriedenheit, Selbstgerechtigkeit | Selbstbefriedigung                                                                           | masturbation                                                                                |
| sense                   | Sinn | Sense                                                                                        | scythe                                                                                      |
| serious                 | ernst(haft, -lich), erheblich | seriös                                                                                       | respectable, reliable                                                                       |
| sexual relations        | Geschlechtsverkehr, Koitus | sexuelle Beziehung, sexuelles Verhältnis                                                     | sexual relationship                                                                         |
| shall                   | beabsichtigen, sollen, werden | Schall                                                                                       | sound                                                                                       |
| shawl                   | Schultertuch, Umhängetuch | Schal                                                                                        | scarf                                                                                       |
| shellfish               | Schalentier | Schellfisch                                                                                  | haddock                                                                                     |
| shepherd                | Schäfer | Schafherde                                                                                   | flock (of sheep)                                                                            |
| siege/besieged          | Belagerung/belagert, bedrängt (mit) | Sieg/besiegt                                                                                 | victory/defeated                                                                            |
| sidearm                 | Seitenwaffe | Seitenarm                                                                                    | anabranch                                                                                   |
| silicon                 | Silicium | Silikon                                                                                      | silicone                                                                                    |
| site                    | Platz, Ort, Grundstück, Baustelle | Seite                                                                                        | side, page                                                                                  |
| to sleep in             | länger schlafen als normal oder geplant, verschlafen | einschlafen                                                                                  | to fall asleep                                                                              |
| slip / to slip          | Versehen; Unterrock; (aus)rutschen | Slip (Schlüpfer)                                                                             | briefs                                                                                      |
| slipper                 | Hausschuh | Slipper (Schuh ohne Schnürsenkel)                                                            | slip-on, loafers, casuals                                                                   |
| small                   | klein | schmal                                                                                       | narrow                                                                                      |
| smoking                 | rauchend; Rauchen | Smoking (Abendanzug)                                                                         | dinner jacket (BE), tuxedo (AE)                                                             |
| snake                   | Schlange | Schnecke                                                                                     | snail, slug                                                                                 |
| sodium                  | Natrium (chemisches Element) | Soda, Na2CO3                                                                                 | soda, sodium carbonate                                                                      |
| solid                   | fest, massiv | solide                                                                                       | sturdy, sound                                                                               |
| spanning                | aufspannend | spannend                                                                                     | exciting, fascinating                                                                       |
| to spend                | (Geld) ausgeben; (Zeit) verbringen | spenden                                                                                      | donate, give                                                                                |
| spinner                 | Kreisel | Spinner                                                                                      | weirdo, nutcase                                                                             |
| spot                    | Fleck, Pickel, Punkt | Spott                                                                                        | mockery                                                                                     |
| spur                    | Sporn | Spur                                                                                         | track, trace                                                                                |
| stadium                 | Stadion | Stadium                                                                                      | stage                                                                                       |
| stall                   | (Verkaufs-)Stand; abnehmen, ausbleiben; in der Fliegerei: Strömungsabriss; (eine Maschine) abwürgen                                                                | Stall                                                                                        | sty, stable                                                                                 |
| stapler                 | Hefter, Tacker, Bostich (Schweiz) | Stapler                                                                                      | forklift, lift truck; stacker                                                               |
| steer                   | (Mast-)Ochse (kastriert) | Stier                                                                                        | bull, ox                                                                                    |
| stein                   | Bierkrug, Maßkrug | Stein                                                                                        | stone, rock, brick                                                                          |
| stern                   | streng; Heck (eines Schiffes) | Stern                                                                                        | star                                                                                        |
| sticky                  | klebrig | stickig, schwül                                                                              | muggy                                                                                       |
| stock                   | Brühe (zum Essen); Vorrat, Wertpapier | Stock                                                                                        | stick, cane                                                                                 |
| stool                   | Hocker, Schemel | Stuhl                                                                                        | chair                                                                                       |
| to strafe               | unter Beschuss nehmen (milit.) | strafen                                                                                      | to punish                                                                                   |
| strand                  | Faden, Strang, Draht | Strand                                                                                       | beach                                                                                       |
| stream                  | Bach, kleinerer Fluss, Wasserlauf | Strom                                                                                        | current; river, main stem                                                                   |
| strife                  | Streit, Unfrieden, Zank | Streifen                                                                                     | strip, streak                                                                               |
| strong                  | stark | streng                                                                                       | strict                                                                                      |
| stuffed animal          | Stofftier, Plüschtier, Kuscheltier | ausgestopftes Tier                                                                           | animal preparation                                                                          |
| sympathetic             | mitfühlend, wohlwollend | sympathisch                                                                                  | likeable, pleasant                                                                          |
| tachometer              | Drehzahlmesser | Tachometer                                                                                   | Speedometer                                                                                 |
| tag                     | Etikett, Schild, Anhänger, Tag | Tag                                                                                          | day                                                                                         |
| taste                   | Geschmack | Taste                                                                                        | key                                                                                         |
| teller                  | Bankangestellter | Teller                                                                                       | plate                                                                                       |
| textbook                | Lehrbuch | Textbuch                                                                                     | libretto                                                                                    |
| therefore               | daher, deshalb, folglich | dafür                                                                                        | for that, therefor (obs.); instead                                                          |
| tier                    | Rang, Stufe | Tier                                                                                         | animal                                                                                      |
| tip                     | Spitze; Trinkgeld | Tipp                                                                                         | hint, lead                                                                                  |
| tor                     | steiler Felshügel | Tor                                                                                          | gate; door; Fußball = goal; Narr = fool                                                     |
| troops                  | Soldaten | Truppen                                                                                      | forces                                                                                      |
| trouble                 | Schwierigkeiten, Ärger | Trubel                                                                                       | bustle                                                                                      |
| UG (upper ground floor) | HP (Hochparterre) | UG (Untergeschoss)                                                                           | B (basement)                                                                                |
| undertaker              | Bestatter | Unternehmer                                                                                  | entrepreneur                                                                                |
| ventilator              | Beatmungsgerät | Ventilator                                                                                   | fan                                                                                         |
| wand                    | Stab Zauberstab, Lesestift, Stiftscanner | Wand                                                                                         | wall                                                                                        |
| warehouse               | Lagerhalle | Warenhaus                                                                                    | department store                                                                            |
| well                    | Quelle, Brunnen; wohl, gut | Welle                                                                                        | wave                                                                                        |
| welt                    | Rand, Rahmen, Einfassung; Strieme | Welt                                                                                         | world                                                                                       |
| wharf                   | Kai, Landesteg | Werft                                                                                        | shipyard                                                                                    |
| when                    | wann | wenn                                                                                         | if                                                                                          |
| where                   | wo | wer                                                                                          | who                                                                                         |
| while                   | während | weil                                                                                         | because                                                                                     |
| whimper                 | wimmern | Wimper                                                                                       | eyelash                                                                                     |
| Whit Sunday             | Pfingstsonntag | Weißer Sonntag                                                                               | Octave Day of Easter, White Sunday, Low Sunday                                              |
| who                     | wer | wo                                                                                           | where                                                                                       |
| will                    | auch: letzter Wille, Testament | Wille                                                                                        | will                                                                                        |
| to wink                 | zwinkern | winken                                                                                       | to wave, to beckon                                                                          |
| to wish                 | wünschen | wischen                                                                                      | to wipe                                                                                     |
| You are welcome.        | Gern geschehen! / Nichts zu danken! | Willkommen!                                                                                  | welcome                                                                                     |

#### Skandinavische Sprachen
| Wort                                                 | Bedeutet (u. a.)                                                                                  | Ähnelt jedoch                                                                                      | Fehlübersetzung rückübersetzt (u. a.)                                                                     |
| ---------------------------------------------------- | ------------------------------------------------------------------------------------------------- | -------------------------------------------------------------------------------------------------- | --- |
| æde (da), ete (no-bm)                                | fressen                                                                                           | essen                                                                                              | spise |
| afslappet (da)                                       | entspannt, ausgeglichen                                                                           | abgeschlafft, erschöpft                                                                            | udmattet                                                                                                  |
| alfons (da)                                          | Zuhälter                                                                                          | Alfons (Vorname)                                                                                   | |
| ålderdom (sv)                                        | Alter                                                                                             | Altertum                                                                                           | forntiden                                                                                                 |
| alm (sv)                                             | Ulme                                                                                              | Alm                                                                                                | fjälläng, fäbodsvall                                                                                      |
| anmoda (sv)                                          | ersuchen, auffordern                                                                              | anmuten                                                                                            | förefalla                                                                                                 |
| ansigt (da), ansikt (no), ansikte (sv)               | Gesicht                                                                                           | Ansicht                                                                                            | meining (no), mening (da, no-bm), opfattelse (da), oppfatning, betraktning (no), åsikt (sv)               |
| anständig (sv)                                       | anständig (im Sinne von: „den Sitten / geltenden Moralbegriffen entsprechend; ehrbar, korrekt“)   | anständig (im Sinne von: „sehr gut, zufriedenstellend, durchaus genügend, beträchtlich, ziemlich“) | hyfsat (sv)                                                                                               |
| artig (sv)                                           | höflich                                                                                           | artig                                                                                              | snäll, lydig                                                                                              |
| artig (no)                                           | lustig                                                                                            | artig                                                                                              | snill |
| autograf                                             | Autogramm                                                                                         | Autograf                                                                                           | originalmanuskript                                                                                        |
| bakke (da, no); backe (sv)                           | Hügel                                                                                             | Backe                                                                                              | (Wange) = kind (Gesäßbacke) = endebalde (da)                                                              |
| befalla (sv)                                         | befehlen                                                                                          | befallen                                                                                           | drabba |
| behaglig (sv)                                        | angenehm                                                                                          | behaglich                                                                                          | gemytlig                                                                                                  |
| berg (fo)                                            | senkrechte Klippe                                                                                 | Berg                                                                                               | fjall |
| beskäftig (sv)                                       | geschäftig                                                                                        | beschäftigt                                                                                        | sysselsatt                                                                                                |
| bier (da, no)                                        | Bienen                                                                                            | Bier                                                                                               | øl |
| biograf (da), bio (sv)                               | Kino                                                                                              | Biograph                                                                                           | biograf (da), biograf (sv)                                                                                |
| blød (da), bløt (no-bm)                              | weich, sanft, zart                                                                                | blöd                                                                                               | undselig, genert; sløv, fjollet                                                                           |
| bløde kinder (da)                                    | zarte Wangen                                                                                      | blöde Kinder                                                                                       | idiotiske børn                                                                                            |
| blöt (sv)                                            | nass                                                                                              | blöd                                                                                               | dum, svagsint                                                                                             |
| bløder (da, no-bm)                                   | Bluter                                                                                            | blöder                                                                                             | fjollete, fårete                                                                                          |
| bord (da, no, sv)                                    | Tisch                                                                                             | Bord (Wandbrett)                                                                                   | hylde (da), hylle (no), hylla (sv)                                                                        |
| borste (sv)                                          | Bürste                                                                                            | Borste                                                                                             | borst |
| braut (is)                                           | Bahn                                                                                              | Braut                                                                                              | brúður |
| bukse (da, no)                                       | Hose                                                                                              | Buchse                                                                                             | bøsning                                                                                                   |
| bumser (da)                                          | Pickel (Pl.)                                                                                      | bumsen                                                                                             | (krachen) = dunke, dumpe (ficken) = kneppe, bolle                                                         |
| bunt (no)                                            | Bündel                                                                                            | bunt                                                                                               | broket |
| byrå (sv)                                            | Kommode                                                                                           | Büro                                                                                               | kontor |
| dagning (sv)                                         | Tagesanbruch                                                                                      | Tagung                                                                                             | sammanträde, möte, kongress                                                                               |
| dirk (da, no)                                        | Dietrich (Universalschlüssel)                                                                     | Dirk (Vorname)                                                                                     | |
| dom (da, sv)                                         | Urteil                                                                                            | Dom                                                                                                | domkirke (da), domkyrka (sv)                                                                              |
| dränka (sv)                                          | ertränken                                                                                         | tränken                                                                                            | vattna, dränka in                                                                                         |
| dragt (da)                                           | auch: Kostüm, Kleidung, Anzug                                                                     | Tracht                                                                                             | Folkedragt                                                                                                |
| droppe (da)                                          | fallen lassen, aufgeben                                                                           | tropfen, Tropfen                                                                                   | dryppe, dryp                                                                                              |
| dværgfalk (da)                                       | Merlin                                                                                            | Zwergfalke                                                                                         | |
| egg (sv)                                             | Schneide                                                                                          | Egge                                                                                               | harv |
| enkel (da, no, sv)                                   | einfach                                                                                           | Enkel                                                                                              | barnebarn (da, no), barnbarn (sv)                                                                         |
| fagurbókmentir (fo)                                  | Schöne Literatur (fagur, schön, bók, Buch, mentir, Künste)                                        | Fachliteratur                                                                                      | Yrkisbókmentir (yrking = Gedicht, aber yrki = Fach)                                                       |
| farstu (sv)                                          | Hausflur                                                                                          | Fahrstuhl                                                                                          | hiss |
| fast (da, no, sv)                                    | fest (isv. befestigt, nicht isv. Feier)                                                           | fast                                                                                               | næsten (da), nesten (no), nästan (sv)                                                                     |
| ficka (sv)                                           | Tasche (in Hosen, Jacken, Mänteln)                                                                | ficken                                                                                             | knulla |
| fik (da), fikk (no-bm), fick (sv)                    | bekam                                                                                             | ficken; Fick                                                                                       | kneppe (da); knulle; knull                                                                                |
| fil (da, no, sv)                                     | Feile; Datei                                                                                      | viel                                                                                               | meget (da, no), mycket (sv)                                                                               |
| fil (sv)                                             | Sauermilch; Feile; Fahrspur; Datei                                                                | viel                                                                                               | mycket |
| flæsk (da), fläsk (sv)                               | Speck                                                                                             | Fleisch                                                                                            | kød (da), kött (sv)                                                                                       |
| fläder (sv)                                          | Holunder (norddt. Flieder)                                                                        | Flieder                                                                                            | syren |
| flok (da), flock (sv)                                | Schar, Herde, Haufen (i. S. v. Menschenansammlung)                                                | Flocke                                                                                             | flage (da); flinga, flaga (sv)                                                                            |
| flenna (fo)                                          | lachen                                                                                            | flennen (weinen)                                                                                   | gráta |
| flink (no)                                           | tüchtig                                                                                           | flink                                                                                              | kjapp |
| fløde (da), fløte (no-bm)                            | Sahne                                                                                             | Flöte                                                                                              | fløjte (da), fløyte (no)                                                                                  |
| forgive (da)                                         | vergiften                                                                                         | vergeben                                                                                           | (verzeihen:) tilgive, (hergeben:) bortgive                                                                |
| forpagter (da)                                       | Pächter                                                                                           | Verpächter                                                                                         | udlejer                                                                                                   |
| forsinket (da, no-bm)                                | verspätet                                                                                         | versunken                                                                                          | sunket (da, no-bm), sokket (no-bm), sokke (no-nn)                                                         |
| frisk (sv, no)                                       | gesund                                                                                            | frisch                                                                                             | färsk (sv), fersk (no)                                                                                    |
| frokost (da)                                         | Mittagessen                                                                                       | Frühkost                                                                                           | morgenmad                                                                                                 |
| forbløde (da, no), förblöda (sv)                     | verbluten                                                                                         | verblöden                                                                                          | fordumme (da, no), fördumma (sv)                                                                          |
| förhöra sig (sv)                                     | sich erkundigen                                                                                   | sich verhören                                                                                      | höra fel                                                                                                  |
| förnämlig (sv)                                       | vornehm                                                                                           | vornehmlich                                                                                        | företrädesvis                                                                                             |
| förtona (sv)                                         | verklingen, verhallen                                                                             | vertonen                                                                                           | tonsätta                                                                                                  |
| gammel (da, no-bm), gammal (sv, no-nn)               | alt                                                                                               | gammel(ig)                                                                                         | rådden (da), råtten (no-bm), roten (no-nn), rutten (sv)                                                   |
| ganske (da, no), ganska (sv)                         | ziemlich (Adverb)                                                                                 | ganz                                                                                               | hel(t) (da, no); heil(t) (no); helt, alldeles (sv)                                                        |
| ganske vist (da)                                     | zwar                                                                                              | ganz gewiss                                                                                        | vist |
| gift (da, no, sv)                                    | verheiratet (at gifte sig = heiraten); Gift                                                       | Gift                                                                                               | gift (z. B. slangegift (da, no), ormgift (sv); rottegift (da, no), råttgift (sv))                         |
| glasögon (sv)                                        | Brille                                                                                            | Glasauge                                                                                           | ögonprotes                                                                                                |
| gosse (sv)                                           | Junge (Knabe)                                                                                     | Gosse                                                                                              | rännsten                                                                                                  |
| granne (sv)                                          | Nachbar                                                                                           | Granne                                                                                             | agn (sv)                                                                                                  |
| gris (da, no, sv)                                    | Schwein                                                                                           | Grieß                                                                                              | grus (da, no); mannagryn (sv)                                                                             |
| gæld (da), gjeld (no)                                | Schulden                                                                                          | Geld                                                                                               | penge (da), penger (no-bm), pengar (no-nn)                                                                |
| haka (sv)                                            | Kinn                                                                                              | Hacken                                                                                             | hake, hasp                                                                                                |
| halm (sv)                                            | Stroh                                                                                             | Halm                                                                                               | strå |
| haven (da)                                           | Garten                                                                                            | Hafen                                                                                              | havn |
| helvede (da); helvete (no, sv)                       | Hölle (vgl. auch finnisch helvetti)                                                               | Helvetia                                                                                           | Sveits (no); Schweiz (da, sv)                                                                             |
| herde (sv)                                           | Hirte                                                                                             | Herd                                                                                               | spis |
| hyggelig (da, no-bm); hyggeleg (no-nn), hygglig (sv) | gemütlich, angenehm, nett                                                                         | hügelig                                                                                            | bakket (da, no), backig (sv)                                                                              |
| igle (da, no), igel (sv)                             | Egel                                                                                              | Igel                                                                                               | pindsvin (da, wörtl.: Stachelschwein); pinnsvin (no); igelkott (sv)                                       |
| indlægge (da)                                        | auch: einweisen (in ein Krankenhaus)                                                              | einlegen (z. B. Gurken, Hering)                                                                    | sylte, nedsalte                                                                                           |
| innerlig(sv)                                         | innig                                                                                             | innerlich                                                                                          | inre, invärtes                                                                                            |
| irritere (da)                                        | reizen, ärgern                                                                                    | auch: irritieren                                                                                   | bringe nogen fra koncepterne                                                                              |
| irritera ngn. (sv)                                   | jmd. nerven                                                                                       | irritieren                                                                                         | förbistra                                                                                                 |
| „Jeg betakker mig.“ (da) „Jag betackar mig.“ (sv)    | „Nein danke, ich verzichte.“ (ablehnend)                                                          | „Ich bedanke mich.“ (anerkennend)                                                                  | „Mange tak!“ (da) „Tack så mycket!“ (sv)                                                                  |
| jyde (da)                                            | Jüte                                                                                              | Jude                                                                                               | jøde |
| kaka (sv)                                            | Kuchen                                                                                            | „Kacka“ (Kinderwort für Kot)                                                                       | Avföring                                                                                                  |
| kappa (sv)                                           | Frauenmantel                                                                                      | Kappe                                                                                              | mössa |
| kappe (da)                                           | Umhang                                                                                            | Kappe                                                                                              | hætte |
| kasse (da)                                           | auch: Kiste, Karton                                                                               | Kasse                                                                                              | kasse |
| kind (is)                                            | Schaf                                                                                             | Kind                                                                                               | barn (pl. börn)                                                                                           |
| kind (da, sv)                                        | Wange                                                                                             | Kind                                                                                               | barn (da,sv)                                                                                              |
| kinn (no)                                            | Wange                                                                                             | Kinn                                                                                               | hake |
| kirkeskib (da)                                       | Schiffsmodell in einer Kirche                                                                     | Kirchenschiff                                                                                      | skib, langskib                                                                                            |
| kiste (da), (lik)kista (sv)                          | Sarg                                                                                              | Kiste                                                                                              | kasse (da), låda (sv)                                                                                     |
| kittel (sv)                                          | Kessel                                                                                            | Kittel                                                                                             | arbetsblus, arbetsrock                                                                                    |
| klo (sv)                                             | Kralle                                                                                            | Klo                                                                                                | toa, klosett                                                                                              |
| knacka (sv)                                          | klopfen                                                                                           | knacken                                                                                            | knaka, knäppa; bryta upp                                                                                  |
| knulla (sprich: knülla) (sv)                         | (vulg.) ficken                                                                                    | knüllen                                                                                            | skrynkla                                                                                                  |
| knulle (sprich: knülle) (no)                         | ficken                                                                                            | knülle (dialektal für betrunken bzw. erschöpft)                                                    | full |
| kostym (sv)                                          | Anzug                                                                                             | Kostüm                                                                                             | dräkt |
| kraftaverk (is)                                      | Wunder                                                                                            | Kraftwerk                                                                                          | virkjun, orkuver                                                                                          |
| kreatur (da,sv)                                      | Rind, Vieh (pl.)                                                                                  | Kreatur (Geschöpf)                                                                                 | skapning (da), varelse (sv)                                                                               |
| kundskab (da), kunnskap (no), kunskap (sv)           | Wissen, Kenntnis (vgl. kundig)                                                                    | Kundschaft                                                                                         | klientell (no), kundekreds (da), kundkrets (sv)                                                           |
| kväll (sv)                                           | Abend                                                                                             | Quelle                                                                                             | källa |
| kvast (sv)                                           | Besen                                                                                             | Quaste                                                                                             | tofs, vippa                                                                                               |
| kæmpe (da)                                           | Riese                                                                                             | campen, campieren                                                                                  | campere                                                                                                   |
| læber (da)                                           | Lippen (pl.)                                                                                      | Leber                                                                                              | lever |
| læge (da), lege (no)                                 | Arzt                                                                                              | legen                                                                                              | lægge (da), sette (no)                                                                                    |
| Läderlappen (sv); läderlappar (sv)                   | Batman (Comic-Figur); Fledermaus                                                                  | Lederlappen                                                                                        | sämskskinn                                                                                                |
| langfinger (da, no), långfinger (sv)                 | Mittelfinger                                                                                      | Langfinger (scherzh. für [Taschen-]Dieb)                                                           | (Dieb) tyv, (da, no-bm), tjuv (no, sv); (Taschendieb) lommetyv (da, no-bm), lommetjuv (no), ficktjuv (sv) |
| ledig (da, no, sv)                                   | frei, unbesetzt (z. B.: Platz, Arbeitsstelle), arbeitslos                                         | ledig (unverheiratet)                                                                              | ugift (no), ogift (sv)                                                                                    |
| lege (da)                                            | spielen                                                                                           | legen                                                                                              | lægge |
| leje (da), leie (no)                                 | mieten                                                                                            | leihen                                                                                             | låne (no, da)                                                                                             |
| list (is)                                            | Kunst                                                                                             | List, Liste                                                                                        | Listinn                                                                                                   |
| lokal (da)                                           | Nebenstelle (Telefon), Abteilung (Behörde)                                                        | Lokal (Gaststätte)                                                                                 | værtshus, kro                                                                                             |
| lustig (sv)                                          | komisch                                                                                           | lustig                                                                                             | glad, munter                                                                                              |
| lumpen (sv)                                          | Wehrdienst                                                                                        | Lumpen                                                                                             | lump, trasa                                                                                               |
| lån (sv)                                             | Darlehen                                                                                          | Lohn                                                                                               | lön |
| löv (sv)                                             | Blatt, Laub                                                                                       | Löwe                                                                                               | lejon |
| mannanafn (is)                                       | Personenname (vom Geschlecht unabhängig)                                                          | Männername                                                                                         | karlmannanafn                                                                                             |
| materie (da)                                         | auch: Eiter                                                                                       | Materie                                                                                            | stof |
| merkelig (no-bm), merkeleg (no-nn), märklig (sv)     | merkwürdig, sonderbar                                                                             | merklich                                                                                           | merkbar, følbar (no), følelig (no-bm), märkbar, påtåglig (sv)                                             |
| middag (da, no, sv)                                  | Mittag, Mittagessen, auch warmes Abendessen                                                       | Mittag                                                                                             | lunch, lunchtid (sv)                                                                                      |
| moderera (sv)                                        | mäßigen                                                                                           | moderieren                                                                                         | fungera som programledare                                                                                 |
| möglig (sv)                                          | verschimmelt                                                                                      | möglich                                                                                            | möjlig |
| morsk (sv)                                           | kühn, mutig, verwegen                                                                             | morsch                                                                                             | murken, rutten                                                                                            |
| motvilja (sv)                                        | Widerwille                                                                                        | Mutwille                                                                                           | övermod, okynne                                                                                           |
| myndighet (sv)                                       | Behörde                                                                                           | Mündigkeit                                                                                         | att vara myndig                                                                                           |
| myndir (fo)                                          | Bilder                                                                                            | Münder                                                                                             | munnar |
| og (da, no), och (sv)                                | und                                                                                               | auch                                                                                               | også (da, no), också (sv)                                                                                 |
| øl (da, no), öl (sv)                                 | Bier                                                                                              | Öl                                                                                                 | olie (da), olje (no), olja (sv)                                                                           |
| ordfører (no-bm), ordførar (no-nn)                   | Bürgermeister                                                                                     | Wortführer, Sprecher                                                                               | |
| ordinär (sv)                                         | normal, gewöhnlich, durchschnittlich                                                              | ordinär                                                                                            | travlig, vulgär                                                                                           |
| ost (dk,sv)                                          | Käse                                                                                              | Osten, östlich                                                                                     | östlig (sv)                                                                                               |
| oyra, oyrur (fo)                                     | Öre                                                                                               | Euro                                                                                               | evra (sg.), evrur (pl.) oder euro [äwro]                                                                  |
| pampig (sv)                                          | großartig, prächtig, prunkvoll, pompös                                                            | pampig (ugs. für: ausfällig, patzig)                                                               | smädlig, högdragen, mallig                                                                                |
| planera (sv)                                         | planen                                                                                            | planieren                                                                                          | jämna, göra plan                                                                                          |
| pupper, puppar (no)                                  | Busen                                                                                             | Puppe                                                                                              | dukke |
| praktik (sv)                                         | Praktikum, Praxis                                                                                 | Praktik                                                                                            | förfaringssätt, praxis, knep                                                                              |
| pryde (no), pryda (sv)                               | schmücken, zieren                                                                                 | prüde                                                                                              | prippen (no), pryd (sv)                                                                                   |
| rabat (da), rabatt (no)                              | Beet, auch: Rabatt (no)                                                                           | Rabatt                                                                                             | |
| rad (da, no)                                         | Reihe; Kerl                                                                                       | Rad                                                                                                | hjul (no, da) cykel (da)                                                                                  |
| rädsla (sv)                                          | Angst                                                                                             | Rätsel                                                                                             | gåta |
| ramme (da, no)                                       | Rahmen; treffen (im Sinne von „aufeinander treffen“; bei Personen sagt man møde (da) / møte (no)) | rammen                                                                                             | hamre, slå (da, no), trykke (no); [naut.] vædre (da), vedre (no)                                          |
| ränta (sv), rente (da, no)                           | Zinsen                                                                                            | Rente                                                                                              | pension (sv), pensjon (no), trygd (no)                                                                    |
| rar (da, sv)                                         | nett, freundlich                                                                                  | rar (selten)                                                                                       | sällsynt (sv), sjælden (da)                                                                               |
| rar (no)                                             | seltsam, merkwürdig (vgl. niederländ. raar)                                                       | rar (selten)                                                                                       | sjelden                                                                                                   |
| rasera (sv)                                          | abreißen                                                                                          | rasieren                                                                                           | raka |
| reserverad (sv)                                      | reserviert                                                                                        | Reserverad                                                                                         | reservhjul                                                                                                |
| resonera (sv)                                        | sich unterhalten, erörtern, besprechen                                                            | räsonieren                                                                                         | gorma, kverulera                                                                                          |
| ringa (sv)                                           | läuten, klingeln, anrufen                                                                         | ringen                                                                                             | brottas, kämpa                                                                                            |
| rock (sv)                                            | Mantel                                                                                            | Rock                                                                                               | kjol |
| rolig, roleg (no)                                    | ruhig                                                                                             | rollig                                                                                             | kåt |
| rolig (sv)                                           | lustig                                                                                            | rollig                                                                                             | brunstig                                                                                                  |
| sau (no)                                             | Schaf                                                                                             | Sau                                                                                                | purke |
| sauer (no-bm)                                        | Schafe                                                                                            | sauer                                                                                              | sur |
| semester (sv)                                        | Urlaub, Ferien                                                                                    | Semester                                                                                           | termin |
| sex (sv)                                             | sechs                                                                                             | Sex                                                                                                | samlag |
| skicklig (sv)                                        | geschickt, gewandt                                                                                | schicklich                                                                                         | passande, tillhörig                                                                                       |
| slang (sv)                                           | Schlauch                                                                                          | Schlange                                                                                           | orm (Tier), kö (Menschenschlange)                                                                         |
| slange (da)                                          | Schlauch                                                                                          | Schlange                                                                                           | slange (Tier), kø (Menschenschlange)                                                                      |
| slukke (da, no-bm)                                   | löschen (Feuer, elektr. Licht)                                                                    | schlucken                                                                                          | synke (da), sluge (da), svelge (no)                                                                       |
| snabel (da, no, sv)                                  | Rüssel                                                                                            | Schnabel                                                                                           | næb (da), nebb (no), näbb (sv)                                                                            |
| snöman (sv)                                          | Yeti                                                                                              | Schneemann                                                                                         | snögubbe (sv)                                                                                             |
| spotta (sv)                                          | spucken                                                                                           | spotten                                                                                            | håna |
| springa (sv), springe (da, no)                       | laufen, rennen                                                                                    | springen                                                                                           | hoppe (da, no), hoppa (sv)                                                                                |
| strid (sv)                                           | Kampf                                                                                             | Streit                                                                                             | tvist, bråk                                                                                               |
| strå (sv)                                            | Halm                                                                                              | Stroh                                                                                              | halm |
| student (da)                                         | auch: Abiturient                                                                                  | Student                                                                                            | |
| studentereksamen (da)                                | Abitur                                                                                            | Universitätsabschluss                                                                              | |
| studenten (sv)                                       | Abitur                                                                                            | Studenten                                                                                          | studenter                                                                                                 |
| stund (da, sv, no)                                   | Weile, Augenblick                                                                                 | Stunde                                                                                             | time (da, no); timma, timme (sv)                                                                          |
| stut (no)                                            | Stier                                                                                             | Stute                                                                                              | hoppe |
| svangur (fo, is)                                     | hungrig                                                                                           | schwanger                                                                                          | uppá vegin („auf dem Wege“), is: ófrísk                                                                   |
| svimma (sv), svime av (no)                           | ohnmächtig werden                                                                                 | schwimmen                                                                                          | simma (sv), svømme (no)                                                                                   |
| synd (da, no, sv)                                    | auch: schade (det er/är synd = das ist schade)                                                    | Sünde                                                                                              | en synd                                                                                                   |
| tag (da)                                             | Dach; nimm!                                                                                       | Tag                                                                                                | dag |
| tätort (sv)                                          | (dicht bebaute) Ortschaft                                                                         | Tatort                                                                                             | brottsplats                                                                                               |
| tappa (sv)                                           | fallen lassen, verlieren                                                                          | tappen                                                                                             | treva, famla                                                                                              |
| termin (sv)                                          | Semester                                                                                          | Termin                                                                                             | (bestämd) tid                                                                                             |
| trafik (da, sv), trafikk (no)                        | Verkehr                                                                                           | Trafik (österr.)                                                                                   | pressbyrå (sv)                                                                                            |
| ungefärlig (sv)                                      | ungefähr                                                                                          | ungefährlich                                                                                       | ofarlig, harmlös                                                                                          |
| vakker, vakkar (no), vacker (sv)                     | schön, ansehnlich                                                                                 | wacker                                                                                             | modige (no, sv)                                                                                           |
| vaktmästare (sv)                                     | Hausmeister                                                                                       | Wachtmeister                                                                                       | polis |
| vana (sv)                                            | Gewohnheit                                                                                        | Wahn                                                                                               | villfarelse, vanföreställning                                                                             |
| vand (da), vann (no)                                 | Wasser                                                                                            | Wand                                                                                               | væg (da), vegg (no)                                                                                       |
| verksamhet (sv)                                      | Tätigkeit                                                                                         | Wirksamkeit                                                                                        | effektivitet                                                                                              |
| vikarie (sv)                                         | Stellvertreter                                                                                    | Vikar                                                                                              | prästvikarie                                                                                              |
| vilkår (da), villkor (sv)                            | Bedingung                                                                                         | Willkür                                                                                            | forgodtbefindelse (da), vilkårlighed (da), godtycke (sv)                                                  |
| vinde (da)                                           | auch: gewinnen                                                                                    | Winde                                                                                              | |
| vingar (sv) (pl.)                                    | Flügel (Pl.)                                                                                      | Finger                                                                                             | finger (sg.), fingrar (pl.)                                                                               |
| vintergatan (sv)                                     | Milchstraße                                                                                       | Wintergarten                                                                                       | vinterträdgård, konservatoriet                                                                            |

#### Niederländisch
| Niederländisches Wort                                    | Bedeutet (auch)                                                                                            | Ähnelt dem deutschen                                                                       | Freund übersetzt                                                                                      |
| -------------------------------------------------------- | --- | ------------------------------------------------------------------------------------------ | --- |
| aandacht                                                 | Zuwendung, Beachtung                                                                                       | Andacht                                                                                    | godsdienstoefening                                                                                    |
| aanfluiting                                              | Hohn, Spott                                                                                                | Anpfiff                                                                                    | startsein, fluitsignaal                                                                               |
| aangebracht                                              | aufgebracht, befestigt                                                                                     | angebracht                                                                                 | passend, geschikt, zinvol                                                                             |
| aangedaan (ik ben daarvan)                               | gerührt (ich bin dadurch)                                                                                  | ich bin davon angetan                                                                      | ik ben daar van gecharmeerd                                                                           |
| aangever                                                 | Stichwortgeber                                                                                             | Angeber                                                                                    | opschepper                                                                                            |
| aangezien                                                | nachdem, weil                                                                                              | angesehen                                                                                  | gerenommeerd, vooraanstaand, gezien                                                                   |
| aanhouden                                                | festnehmen, stoppen, (Entscheidung) aufschieben, (Lampe) brennen lassen                                    | anhalten                                                                                   | stoppen                                                                                               |
| aanhouder                                                | jemand, der beharrlich ist, Liebhaber, Ehebrecher                                                          | Anhalter                                                                                   | lifter                                                                                                |
| aanleiding                                               | Anlass | Anleitung                                                                                  | aanwijziging                                                                                          |
| aanrecht                                                 | Spüle, Anrichte                                                                                            | Anrecht                                                                                    | aanspraak                                                                                             |
| aanrijden                                                | jmd., etw. anfahren, losreiten                                                                             | anfahren                                                                                   | gaan rijden, beginnen te rijden                                                                       |
| aanschijn                                                | Antlitz, Angesicht                                                                                         | Anschein                                                                                   | schijn, indruk                                                                                        |
| aanstellerig                                             | übertrieben, exaltiert                                                                                     | anstellig                                                                                  | handig                                                                                                |
| aanvaard                                                 | akzeptiert                                                                                                 | Anfahrt                                                                                    | route                                                                                                 |
| aanzegger                                                | Ausrufer (veraltetes Mitteilungsorgan)                                                                     | Ansager                                                                                    | presentator                                                                                           |
| aardig                                                   | nett, sympathisch                                                                                          | artig                                                                                      | zoet (kind), welgemanierd, hoffelijk                                                                  |
| accu                                                     | Batterie (Auto)                                                                                            | Akku (Handy)                                                                               | batterij                                                                                              |
| achterban                                                | Anhängerschaft, Basis                                                                                      | Achterbahn                                                                                 | achtbaan                                                                                              |
| afdanken                                                 | entlassen, kündigen                                                                                        | abdanken                                                                                   | aftreden (actief, zelfbestemd)                                                                        |
| afdrijven                                                | davonschwimmen, davontreiben                                                                               | abtreiben                                                                                  | aborteren                                                                                             |
| afgetrokken (Vergangenheit von „aftrekken“)              | abgezogen, subtrahiert, masturbiert, abgesetzt                                                             | abgetrocknet                                                                               | afgedroogd                                                                                            |
| afgezakt                                                 | eingetütet, abgesackt                                                                                      | abgesagt                                                                                   | afgezegd                                                                                              |
| afhaken                                                  | nicht mehr mitmachen, zurückbleiben, aufgeben                                                              | abhaken                                                                                    | aanvinken, aanhalen, gereed melden                                                                    |
| afkomen                                                  | wegkommen, zukommen auf                                                                                    | abkommen                                                                                   | afdwalen                                                                                              |
| afleren                                                  | aus (dem Kopf) treiben                                                                                     | ablehren (= Ermittlungen von Abweichungen mit einer Schieblehre)                           | afwijkingen t.o.v. specificatie vaststellen                                                           |
| afmaken                                                  | töten, erledigen, schlachten                                                                               | abfertigen                                                                                 | inchecken, verzendklaar maken, inklaren                                                               |
| afnemen                                                  | nachlassen, kürzer, weniger werden, abnehmen (Handschellen, Hut, Blut, Geld, Führerschein, Gelöbnis usw.)  | abnehmen (i.S. von Gewichtsreduktion)                                                      | afvallen                                                                                              |
| afpakken                                                 | wegnehmen                                                                                                  | abpacken                                                                                   | in porties verpakken                                                                                  |
| afstoffen                                                | entstauben                                                                                                 | abstauben                                                                                  | weggraaien, inpikken                                                                                  |
| afzichtelijk                                             | scheußlich                                                                                                 | absichtlich                                                                                | opzettelijk                                                                                           |
| akelig                                                   | schrecklich, schlimm                                                                                       | eklig                                                                                      | walgelijk, vies                                                                                       |
| akkoord                                                  | Übereinkommen, Vergleich, Einverständnis                                                                   | Akkord                                                                                     | samenklank, harmonie (muziek), op akkoordloon werken                                                  |
| alen                                                     | Glasaale                                                                                                   | (sich) aalen                                                                               | zich behaaglijk uitrekken                                                                             |
| allemaal                                                 | alle (adj. und pron.)                                                                                      | allemal (adv.)                                                                             | ja zeker, in ieder geval                                                                              |
| Alles klaar!                                             | Alles fertig!                                                                                              | Alles klar!                                                                                | (Dat is) duidelijk.                                                                                   |
| als                                                      | wenn, wie                                                                                                  | als                                                                                        | toen, dan                                                                                             |
| ampel                                                    | ausführlich, weitläufig                                                                                    | Ampel                                                                                      | verkeerslicht, stoplicht, hanglamp, ampel (schaal voor hangplanten)                                   |
| angel                                                    | Stachel, Stechapparat, (von Wespen, Bienen)                                                                | Angel                                                                                      | hengel                                                                                                |
| appel                                                    | Apfel | Appell                                                                                     | appèl                                                                                                 |
| as                                                       | Achse | Ass                                                                                        | aas (Karte), ace (Tennis), kei (Person)                                                               |
| automat                                                  | Fußmatte im Auto                                                                                           | Automat                                                                                    | automaat                                                                                              |
| baan                                                     | (Stoff-)Bahn; Pfad, Spur, Route; Job (in Festanstellung); (im Sport:) (abgesteckte) Strecke                | (Eisen-)Bahn, Zug                                                                          | trein                                                                                                 |
| babs (afk. Buitengewoon ambtenaar van burgerlijke stand) | Standesbeamte                                                                                              | Babs                                                                                       | Babs (vrouwelijke voornaam, korte vorm voor Barbara)                                                  |
| bad                                                      | Badewanne                                                                                                  | Bad                                                                                        | badkamer                                                                                              |
| bagage                                                   | Gepäck | Bagage                                                                                     | kliek                                                                                                 |
| bagger                                                   | Schlamm (auch Fischart: Schlammbeißer)                                                                     | Bagger                                                                                     | dragline, graafmachine                                                                                |
| bak                                                      | Kasten | Backe                                                                                      | wang, bil                                                                                             |
| ballen (mv.)                                             | Kugeln | Ballen                                                                                     | kluit                                                                                                 |
| band                                                     | Reifen | (Pop)Band, Band                                                                            | (pop)band, band                                                                                       |
| banden                                                   | Reifen, Stoffstreifen, Beziehungen, Bindungen Einbände, Bindegewebsstränge                                 | Banden                                                                                     | benden, troepen, biljartbanden                                                                        |
| bederf                                                   | Fäulnis | Bedarf                                                                                     | behoefte                                                                                              |
| bedoeling                                                | Absicht | Bedeutung                                                                                  | betekenis                                                                                             |
| beduiden                                                 | zeigen, erklären                                                                                           | bedeuten                                                                                   | betekenen                                                                                             |
| beeld                                                    | Skulptur, Plastik                                                                                          | Bild                                                                                       | schilderij, foto                                                                                      |
| beet                                                     | Bissen | Beet                                                                                       | perk, bloembed                                                                                        |
| behangen                                                 | tapezieren                                                                                                 | behängen                                                                                   | ophangen, volhangen (b.v. kerstboom met versierselen)                                                 |
| bekakt                                                   | eingebildet, affektiert, stinkvornehm [sl.]                                                                | bekackt                                                                                    | (klote-)miserabel, (lit.) volgekakt                                                                   |
| beker                                                    | Becher | Bäcker                                                                                     | bakker                                                                                                |
| bekocht                                                  | hereingelegt, hintergangen, betrogen                                                                       | bekocht                                                                                    | voor iemand werd gekocht                                                                              |
| bekwaam                                                  | fähig, tüchtig                                                                                             | bequem                                                                                     | (ge)makkelijk                                                                                         |
| bekwaamheid                                              | Fähigkeit, Können                                                                                          | Bequemlichkeit                                                                             | gemakzucht                                                                                            |
| belangeloos                                              | selbstlos                                                                                                  | belanglos                                                                                  | onbelangrijk, niet interessant                                                                        |
| belasting                                                | Steuer | Belastung                                                                                  | last, belasting (vracht)                                                                              |
| beleefd                                                  | höflich | belebt                                                                                     | druk                                                                                                  |
| beleg                                                    | Belagerung; Brotbelag                                                                                      | Beleg                                                                                      | bewijsstuk                                                                                            |
| belegen                                                  | abgelagert (ausgegorenes Bier, mittelalter Käse, abgelagerte Zigarren, abgelagerte Weine)                  | belegen                                                                                    | gelegen, bewijzen, aantonen, bezet houden                                                             |
| belemmeren                                               | hindern, behindern, versperren                                                                             | belämmern                                                                                  | lastig vallen, beet nemen                                                                             |
| beleven                                                  | erleben | beleben                                                                                    | tot leven brengen, doen opleven                                                                       |
| bellen                                                   | klingeln, telefonieren                                                                                     | bellen                                                                                     | blaffen                                                                                               |
| bemalen                                                  | entwässern                                                                                                 | bemalen                                                                                    | beschilderen                                                                                          |
| bende                                                    | Unrat, Bande, Rotte                                                                                        | Bände                                                                                      | banden, delen (de)                                                                                    |
| Bent u hier bekend?                                      | Kennen Sie sich hier aus?                                                                                  | Sind Sie hier bekannt?                                                                     | Kent men u hier?                                                                                      |
| beren                                                    | Bären | Beeren                                                                                     | bessen                                                                                                |
| bergeend                                                 | Brandente, Brandgans                                                                                       | Bergente                                                                                   | toppereend                                                                                            |
| beroerd                                                  | erbärmlich                                                                                                 | berührt                                                                                    | aangeraakt                                                                                            |
| beschildering                                            | Malerei | Beschilderung                                                                              | bebording, bewegwijzering langs een weg                                                               |
| beschuldigen                                             | (häufiger:) jmdm. einen Vorwurf machen                                                                     | beschuldigen                                                                               | aanklagen                                                                                             |
| bestanden                                                | Dateien, Bestände                                                                                          | bestanden (Partizip)                                                                       | gehaald                                                                                               |
| bestek                                                   | auch: Leistungsbeschreibung, Konzept, Rahmen                                                               | Besteck                                                                                    | bestek                                                                                                |
| betekenen                                                | bedeuten, heißen                                                                                           | bezeichnen                                                                                 | aanduiden, kenmerken, typeren                                                                         |
| betrachten                                               | nachkommen, erfüllen, üben, bewahren                                                                       | betrachten                                                                                 | bekijken                                                                                              |
| beul                                                     | Henker | Beule                                                                                      | bult, deuk                                                                                            |
| bevallen                                                 | entbinden, gebären, gefallen                                                                               | befallen                                                                                   | overkomen, aantasten, overvallen                                                                      |
| bewaren                                                  | aufheben = aufbewahren                                                                                     | bewahren = behüten vor                                                                     | behoeden voor                                                                                         |
| bewerken                                                 | bearbeiten                                                                                                 | bewirken, bewerkstelligen                                                                  | tot stand brengen                                                                                     |
| bezichtigen                                              | besichtigen                                                                                                | bezichtigen                                                                                | betichten, beschuldigen                                                                               |
| bezig                                                    | beschäftigt                                                                                                | bissig                                                                                     | bijterig                                                                                              |
| bidden – bad – gebeden                                   | beten – betete – gebetet                                                                                   | bitten – bat – gebeten                                                                     | vragen, verzoeken                                                                                     |
| bieten                                                   | Zuckerrüben, rote Beeten                                                                                   | bieten                                                                                     | bieden                                                                                                |
| bijlage                                                  | Anlage, Beilage                                                                                            | Beilage                                                                                    | bijgerecht, bijlage                                                                                   |
| bijslapen                                                | Schlaf nachholen                                                                                           | beischlafen                                                                                | seks hebben, vrijen                                                                                   |
| bis                                                      | Zugabe, noch einmal!                                                                                       | bis                                                                                        | tot                                                                                                   |
| blaffen                                                  | bellen | (an)blaffen                                                                                | tegen iemand foeteren                                                                                 |
| blauwe maandag                                           | blauer Mond, sehr kurz                                                                                     | blauer Montag                                                                              | luie maandag                                                                                          |
| blender                                                  | Standmixer                                                                                                 | Blender                                                                                    | opschepper                                                                                            |
| blij                                                     | froh | Blei                                                                                       | lood                                                                                                  |
| blijken                                                  | herausstellen (sich)                                                                                       | bleichen                                                                                   | bleken                                                                                                |
| blik                                                     | auch: Dose                                                                                                 | Blick                                                                                      | blik, kijk                                                                                            |
| bloed, het                                               | Blut, das                                                                                                  | blöd                                                                                       | gek, stom                                                                                             |
| bloemig                                                  | mehlig (Kartoffeln)                                                                                        | blumig                                                                                     | bloemrijk                                                                                             |
| bloot                                                    | nackt | blöd; bloß                                                                                 | gek, stom; enkel, alleen                                                                              |
| blubber                                                  | Matsch | Blubber                                                                                    | walvisvet                                                                                             |
| blut                                                     | abgebrannt, pleite, blank                                                                                  | Blut; blöd                                                                                 | bloed; gek, stom                                                                                      |
| bodem                                                    | Boden (Kurzform v. Erdboden, Synonym f. Grund)                                                             | (Dach-)Boden                                                                               | zolder                                                                                                |
| bonbon                                                   | Praline | Bonbon                                                                                     | zuurtje, snoepje                                                                                      |
| boodschap                                                | Botschaft (Nachricht), Einkauf                                                                             | Botschaft (eines Landes)                                                                   | ambassade                                                                                             |
| boodschappen (doen)                                      | einkaufen gehen                                                                                            | eine Botschaft überbringen, Botengänge machen                                              | een boodschap overbrengen, een bericht afleveren/bezorgen                                             |
| boodschappen inladen                                     | Einkäufe einladen                                                                                          | Botschafter einladen                                                                       | ambassadeurs uitnodigen                                                                               |
| bord                                                     | Teller | Bord                                                                                       | plank, boord, reep                                                                                    |
| borgen                                                   | sichern, garantieren, verbürgen, bürgen                                                                    | borgen                                                                                     | lenen                                                                                                 |
| borsten                                                  | Brüste | Borsten                                                                                    | borstels                                                                                              |
| bos                                                      | Wald | Boss                                                                                       | baas                                                                                                  |
| bovenleiding                                             | Oberleitung                                                                                                | Überleitung                                                                                | overgang, transitie                                                                                   |
| box                                                      | Laufstall                                                                                                  | Box                                                                                        | doos                                                                                                  |
| brandgans                                                | Nonnengans                                                                                                 | Brandgans                                                                                  | bergeend                                                                                              |
| broeikas                                                 | Gewächshaus                                                                                                | Brutkasten                                                                                 | couveuse                                                                                              |
| broek                                                    | Hose | Bruch                                                                                      | breuk                                                                                                 |
| brombeer                                                 | Brummbär, Nörgler                                                                                          | Brombeere                                                                                  | braam                                                                                                 |
| brug                                                     | Brücke | Bruch                                                                                      | breuk                                                                                                 |
| brutaal                                                  | frech | brutal                                                                                     | bruut                                                                                                 |
| bruut                                                    | brutal | Brut                                                                                       | nest                                                                                                  |
| buitel                                                   | purzel! (Imp.)                                                                                             | Beutel                                                                                     | zak, buidel                                                                                           |
| bureau                                                   | Schreibtisch                                                                                               | Büro                                                                                       | kantoor                                                                                               |
| café                                                     | Kneipe, Wirtschaft                                                                                         | Café                                                                                       | lunchroom                                                                                             |
| chauvinist                                               | Patriot | Chauvinist                                                                                 | macho                                                                                                 |
| cirkel                                                   | Kreis | Zirkel                                                                                     | passer                                                                                                |
| dag                                                      | Tag | Dach                                                                                       | dak                                                                                                   |
| das                                                      | Dachs, Krawatte                                                                                            | das, dass                                                                                  | het, dat                                                                                              |
| dat is egaal                                             | das ist gleichmäßig                                                                                        | ist egal                                                                                   | dat maakt niet uit                                                                                    |
| dat is maar                                              | ist nur | ist aber                                                                                   | dat is nog eens                                                                                       |
| dauw                                                     | der Tau | das Tau                                                                                    | touw                                                                                                  |
| dealer                                                   | Händler, Fachhändler                                                                                       | Dealer                                                                                     | drugsdealer                                                                                           |
| decoupeerzaag                                            | Stichsäge                                                                                                  | Dekupiersäge                                                                               | figuurzaagmachine                                                                                     |
| deftig                                                   | vornehm | deftig                                                                                     | stevig                                                                                                |
| deinen                                                   | wogen, schaukeln, wiegen                                                                                   | deinen                                                                                     | jouw                                                                                                  |
| dek                                                      | Deck | Decke                                                                                      | dek, plafond, boekomslag, kleedje                                                                     |
| del                                                      | Schlampe                                                                                                   | Delle                                                                                      | deuk                                                                                                  |
| dementeren                                               | verkalken, dement werden                                                                                   | dementieren                                                                                | ontkennen, tegenspreken                                                                               |
| den                                                      | Tannenbaum (Kiefer)                                                                                        | den                                                                                        | de |
| denneboom                                                | Föhre, Kiefer                                                                                              | Tannenbaum                                                                                 | spar                                                                                                  |
| deppen                                                   | tupfen, abtupfen                                                                                           | Deppen                                                                                     | sukkels                                                                                               |
| deren                                                    | schaden, anhaben (können), berühren                                                                        | deren                                                                                      | diens                                                                                                 |
| die                                                      | jene | die                                                                                        | de |
| dieven                                                   | Diebe | Diven                                                                                      | diva’s                                                                                                |
| dom                                                      | auch: dumm                                                                                                 | Dom                                                                                        | dom, domkerk                                                                                          |
| domina                                                   | auch: Pfarrerin, Pastorin                                                                                  | Domina                                                                                     | domina (BDSM)                                                                                         |
| doof                                                     | taub (vgl. das plattdeutsche doof, das ursprünglich ebenfalls taub bedeutete; vgl. ferner auch engl. dumb) | doof                                                                                       | dom, stom                                                                                             |
| doofheid                                                 | Taubheit                                                                                                   | Doofheit                                                                                   | stommiteit                                                                                            |
| doos                                                     | Karton, Kiste, Schachtel                                                                                   | Dose                                                                                       | blik                                                                                                  |
| dopen                                                    | taufen | dopen                                                                                      | drogeren                                                                                              |
| draagbaar                                                | auch: Bahre                                                                                                | tragbar                                                                                    | draagbaar                                                                                             |
| drek                                                     | Kot | Dreck                                                                                      | vuilnis, viezigheid, rotzooi                                                                          |
| droge                                                    | Witzbold, Spaßvogel, Trockene                                                                              | Droge                                                                                      | drug, verdovend middel                                                                                |
| drogen                                                   | trocknen, dörren                                                                                           | Drogen                                                                                     | drugs, medicamenten                                                                                   |
| drop                                                     | Lakritze                                                                                                   | Drops; Tropfen                                                                             | zuurtje, snoepje; druppel                                                                             |
| duiken                                                   | einen Kopfsprung machen                                                                                    | tauchen                                                                                    | onder water zwemmen, zeeduiken                                                                        |
| duizend                                                  | tausend | Dutzend                                                                                    | dozijn                                                                                                |
| dunst (superlatief)                                      | am dünnsten                                                                                                | Dunst                                                                                      | damp, nevel, wasem, stank                                                                             |
| durven                                                   | sich trauen/wagen (vgl. trouwen)                                                                           | dürfen                                                                                     | mogen                                                                                                 |
| echt                                                     | Ehe | echt                                                                                       | onvervalst, echt                                                                                      |
| een gedicht van buiten kennen                            | ein Gedicht auswendig können                                                                               | ein Gedicht kennen                                                                         | bekend zijn met een gedicht                                                                           |
| eenloop                                                  | Einläufer, (Gewehr mit einem Lauf)                                                                         | Einlauf                                                                                    | darmspoeling                                                                                          |
| eenvoudig                                                | einfach, simpel                                                                                            | einfältig                                                                                  | onnozel, naïef, simpel van geest                                                                      |
| egel                                                     | Igel | Egel                                                                                       | bloedzuiger                                                                                           |
| eis                                                      | Forderung, Anspruch                                                                                        | Eis                                                                                        | ijs                                                                                                   |
| eisen                                                    | fordern, verlangen, heischen                                                                               | Eisen                                                                                      | ijzer                                                                                                 |
| eng                                                      | gruselig                                                                                                   | eng                                                                                        | nauw                                                                                                  |
| enkel                                                    | einzig, einfach, nur bzw. Knöchel                                                                          | Enkel                                                                                      | kleinkind                                                                                             |
| er                                                       | da, dort (häufig unübersetzt)                                                                              | er                                                                                         | hij                                                                                                   |
| erkennen                                                 | anerkennen                                                                                                 | erkennen                                                                                   | herkennen                                                                                             |
| erna                                                     | danach | Erna                                                                                       | Erna (Duitse vrouwelijke voornaam)                                                                    |
| ervaren                                                  | erleben | erfahren                                                                                   | te weten komen, vernemen                                                                              |
| essaai                                                   | Feinprobe                                                                                                  | Essay                                                                                      | essay                                                                                                 |
| essen                                                    | Eschen | essen                                                                                      | eten                                                                                                  |
| extra                                                    | zusätzlich                                                                                                 | extra                                                                                      | expres, apart                                                                                         |
| ezel                                                     | auch: Gestell, Staffelei                                                                                   | Esel                                                                                       | ezel                                                                                                  |
| factoor                                                  | Handelsbevollmächtigter, Agent                                                                             | Faktor                                                                                     | factor                                                                                                |
| faden                                                    | überblenden, schwinden                                                                                     | Faden                                                                                      | draad                                                                                                 |
| falen                                                    | versagen, scheitern, misslingen, fehlschlagen                                                              | fallen                                                                                     | vallen                                                                                                |
| familie                                                  | (fast immer) Großfamilie; (ugs.:) „Sippe“                                                                  | Familie                                                                                    | gezin                                                                                                 |
| fel                                                      | heftig, grimmig, klirrend, gleisend, grell, scharf, vernarrt in, scharf auf                                | Fell                                                                                       | vacht                                                                                                 |
| fik                                                      | Pfote | Fick                                                                                       | vrijpartij, neuk                                                                                      |
| fikken                                                   | in Flammen stehen, brennen                                                                                 | ficken                                                                                     | naaien, neuken                                                                                        |
| Fikkie                                                   | häufiger Hundename (bedeutet etwa: „Pfötchen“)                                                             | Ficker                                                                                     | neuker                                                                                                |
| fiks                                                     | groß | fix                                                                                        | vast, snel                                                                                            |
| fingeren (Betonung zweite Silbe)                         | fingieren, türken                                                                                          | fingern                                                                                    | vingeren                                                                                              |
| flatteren                                                | schmeicheln                                                                                                | flattern                                                                                   | golven, wapperen, klapperen, fladderen                                                                |
| flink                                                    | ordentlich, kräftig, tüchtig, beherzt, gehörig                                                             | flink                                                                                      | vlug, rap, behendig, gauw, snel, spoedig                                                              |
| flitsen                                                  | blitzen | flitzen                                                                                    | razen, snellen                                                                                        |
| foei                                                     | Schäm dich, darfst du nicht!                                                                               | pfui                                                                                       | Bah, vies!                                                                                            |
| formulieren                                              | Formulare                                                                                                  | formulieren                                                                                | formuleren                                                                                            |
| fraai                                                    | schön, erfolgreich                                                                                         | frei                                                                                       | vrij                                                                                                  |
| frisse neus                                              | frische Luft (schnappen)                                                                                   | frische Nase (Wein)                                                                        | frisse geur                                                                                           |
| gaan                                                     | fahren, fliegen, vergehen (Zeit)                                                                           | gehen                                                                                      | lopen                                                                                                 |
| gaas                                                     | Gaze | Gas                                                                                        | gas                                                                                                   |
| gammel                                                   | klapprig, wackelig, baufällig, schlapp, schlaff, matt                                                      | Gammel                                                                                     | rommel, rotzooi, slons, sloddervos, sloerie                                                           |
| gangbaar                                                 | gängig | gangbar                                                                                    | begaanbaar                                                                                            |
| gans                                                     | Gans | ganz                                                                                       | helemaal, erg, totaal, Belgien auch gans                                                              |
| ganzenbloem                                              | Wucherblume                                                                                                | Gänseblümchen                                                                              | madeliefje                                                                                            |
| garage                                                   | auch: Autowerkstatt                                                                                        | Garage                                                                                     | garage                                                                                                |
| garstig                                                  | ranzig | garstig                                                                                    | vervelend, naar, akelig                                                                               |
| gassen                                                   | Gase | Gassen                                                                                     | straatjes, steegjes, slopen                                                                           |
| gebekerd                                                 | ein Pokalspiel ausgetragen                                                                                 | gebechert                                                                                  | gepimpeld                                                                                             |
| geesten                                                  | Geister | Gesten (Pl.)                                                                               | gebaren                                                                                               |
| geestig                                                  | geistreich, witzig                                                                                         | geistig                                                                                    | geestelijk, mentaal, intellectueel                                                                    |
| geïrriteerd                                              | verärgert                                                                                                  | irritiert                                                                                  | in de war gebracht                                                                                    |
| gek                                                      | verrückt                                                                                                   | keck                                                                                       | vlot, parmant                                                                                         |
| gekanteeld                                               | zinnengekrönt, mit Zinnen versehen                                                                         | gekantelt                                                                                  | met overhandse steek afgewerkt                                                                        |
| gekocht                                                  | gekauft | gekocht                                                                                    | gekookt                                                                                               |
| gelenk                                                   | gelenkig                                                                                                   | Gelenk                                                                                     | gewricht                                                                                              |
| gelijk                                                   | eben, gleich, gelijk hebben = recht haben                                                                  | gleich (zeitlich)                                                                          | straks                                                                                                |
| gemaal                                                   | Wasserwerk, (früher auch: Gruppe von Mühlen)                                                               | Gemahl                                                                                     | echtgenoot, eega, gemaal                                                                              |
| gemeentehuis                                             | Rathaus | Gemeindehaus                                                                               | parociehuis                                                                                           |
| gemoedelijk                                              | gutmütig                                                                                                   | gemütlich                                                                                  | gezellig                                                                                              |
| genadig                                                  | großzügig, milde, barmherzig                                                                               | gnädig                                                                                     | minzaam, welwillend                                                                                   |
| genie                                                    | auch: Pioniertruppe                                                                                        | Genie                                                                                      | genie                                                                                                 |
| gepimpeld                                                | gebechert                                                                                                  | gepimpert                                                                                  | geneukt                                                                                               |
| geraden                                                  | ratsam, empfehlenswert                                                                                     | gerade                                                                                     | recht                                                                                                 |
| gerecht                                                  | Gericht (Essen)                                                                                            | Gericht (Justiz)                                                                           | rechtbank                                                                                             |
| gesaust                                                  | in Strömen geregnet, getüncht                                                                              | gesaust                                                                                    | geraasd                                                                                               |
| geschieden                                               | sich ereignen, widerfahren                                                                                 | geschieden                                                                                 | gescheiden                                                                                            |
| geschikt                                                 | geeignet                                                                                                   | geschickt                                                                                  | handig, vaardig                                                                                       |
| gesjeesd                                                 | vorzeitig aus dem Studium ausgeschieden                                                                    | geschasst                                                                                  | oneervol ontslagen, eruitgegooid                                                                      |
| getier                                                   | Gezeter, Getobe, Gebrüll                                                                                   | Getier                                                                                     | gedierte                                                                                              |
| geweldig                                                 | großartig                                                                                                  | gewaltig                                                                                   | enorm                                                                                                 |
| gezellig                                                 | Nicht übersetzbar. Typisch niederländisches Lebensgefühl, vgl. hyggelig, gemütlich.                        | gesellig                                                                                   | sociaal; in kudden levend                                                                             |
| gezelschap                                               | Gesellschaft (nur im Sinne: Begleitung, geselliger Kreis)                                                  | Gesellschaft (soziologisch; Handelsgesellschaft)                                           | maatschappij                                                                                          |
| gier                                                     | Geier, Jauche                                                                                              | Gier                                                                                       | begeerigheid, begeerte                                                                                |
| gierig                                                   | geizig | gierig                                                                                     | gulzig                                                                                                |
| gift                                                     | Gabe, Spende                                                                                               | Gift                                                                                       | gif                                                                                                   |
| glazuur                                                  | auch: Zahnschmelz                                                                                          | Glasur                                                                                     | glazuur                                                                                               |
| glimmen                                                  | glänzen, leuchten, strahlen, blinken                                                                       | glimmen                                                                                    | gloeien, smeulen                                                                                      |
| godsdienst                                               | Religion                                                                                                   | Gottesdienst                                                                               | kerkdienst                                                                                            |
| golf                                                     | auch: Welle                                                                                                | Golf                                                                                       | golf                                                                                                  |
| golfplaat                                                | Wellblech                                                                                                  | Golfplatz                                                                                  | golfbaan                                                                                              |
| gordijn                                                  | Vorhang | Gardine                                                                                    | vitrage                                                                                               |
| goudvink                                                 | Dompfaff                                                                                                   | Goldfink (besser: Goldzeisig)                                                              | goudsijs                                                                                              |
| graat                                                    | Fischgräte                                                                                                 | Grat                                                                                       | braam                                                                                                 |
| graf                                                     | Grab | Graf                                                                                       | graaf                                                                                                 |
| gram                                                     | Gramm | Gram                                                                                       | verdriet                                                                                              |
| grauw                                                    | Anschiss, Grau (Öde, aber auch: Farbe), fahl, trübe                                                        | grau                                                                                       | grijs                                                                                                 |
| grif                                                     | sofort, prompt                                                                                             | Griff                                                                                      | greep                                                                                                 |
| grijs                                                    | grau | Greis                                                                                      | grijsaard                                                                                             |
| grille                                                   | Kühlergrill                                                                                                | Grille                                                                                     | krekel                                                                                                |
| grillen                                                  | schaudern, grillen                                                                                         | grillen                                                                                    | barbecueën                                                                                            |
| grind                                                    | Kies | Grind (Schorf)                                                                             | korst                                                                                                 |
| groene kool                                              | Wirsing | Grünkohl                                                                                   | boerenkool                                                                                            |
| groenteboer                                              | Gemüsehändler                                                                                              | Gemüsebauer                                                                                | tuinder                                                                                               |
| groezelig                                                | schmutziggrau                                                                                              | gruselig                                                                                   | griezelig                                                                                             |
| grond                                                    | Boden | Grund                                                                                      | reden, bodem                                                                                          |
| gunstig                                                  | wohlgesinnt, geneigt                                                                                       | günstig                                                                                    | goedkoop, voordelig                                                                                   |
| gut                                                      | na, sowas                                                                                                  | gut                                                                                        | goed                                                                                                  |
| haast                                                    | auch: beinahe, fast, nahezu                                                                                | Hast                                                                                       | haast, gehaast, haastige spoed                                                                        |
| haatdragend                                              | nachtragend                                                                                                | hasserfüllt                                                                                | vol (van) haat                                                                                        |
| had                                                      | hatte | hat                                                                                        | heeft                                                                                                 |
| hagelslag                                                | Schokoladenstreusel                                                                                        | Hagelschlag                                                                                | heftige hagelbuien (met schade)                                                                       |
| halve haan                                               | halbe Hähnchen                                                                                             | halve Hahn (Köln)                                                                          | roggebrood met kaas                                                                                   |
| handhaven                                                | sich behaupten                                                                                             | handhaben                                                                                  | toepassen, gebruiken, bedienen, behandelen                                                            |
| handschel                                                | Tischglöckchen                                                                                             | Handschelle                                                                                | handboei                                                                                              |
| handzaam                                                 | handlich, griffig, gefügig                                                                                 | handzahm                                                                                   | tam, mak, getemd                                                                                      |
| hart                                                     | Hirsch / Herz                                                                                              | hart                                                                                       | hard                                                                                                  |
| harten                                                   | Herz (Spielfarbe)                                                                                          | härten                                                                                     | hard maken                                                                                            |
| hartfalen                                                | Herzversagen                                                                                               | hart fallen                                                                                | hard vallen                                                                                           |
| hecht                                                    | fest, stabil, unerschütterlich                                                                             | Hecht                                                                                      | snoek                                                                                                 |
| heen en weer                                             | hin und zurück                                                                                             | hin und wieder                                                                             | (zo) nu en dan                                                                                        |
| heer                                                     | Herr | Heer                                                                                       | leger, strijdkrachten                                                                                 |
| heerschap                                                | Typ, komischer Kauz                                                                                        | Herrschaft                                                                                 | heerschappij, heer en/of vrouw des huizes                                                             |
| heft                                                     | Schaft, Griff                                                                                              | Heft                                                                                       | boekje, schrift                                                                                       |
| heften                                                   | Griffe, Schäfte                                                                                            | heften                                                                                     | rijgen (twee stoflappen met rijggaren aan elkaar zetten)                                              |
| heimelijk                                                | heimlich, verhohlen, geheim                                                                                | heimelig                                                                                   | gezellig, knus, huiselijk                                                                             |
| hek                                                      | Gitter, Gartentür, Lattenzaun                                                                              | Hecke                                                                                      | heg, haag                                                                                             |
| hel                                                      | Hölle | hell                                                                                       | helder, klaar                                                                                         |
| hengen                                                   | megalithische Monumente („Stonehenge“)                                                                     | hängen (Verb)                                                                              | hangen                                                                                                |
| herstellen (Betonung zweite Silbe)                       | sich erholen                                                                                               | herstellen                                                                                 | vervaardigen                                                                                          |
| hert                                                     | Hirsch | Herd                                                                                       | fornuis                                                                                               |
| heulen                                                   | gemeinsame Sache machen (mit)                                                                              | heulen                                                                                     | huilen                                                                                                |
| hobbel                                                   | Buckel, Unebenheit                                                                                         | Hobel                                                                                      | schaaf                                                                                                |
| hoeren                                                   | Huren, huren                                                                                               | hören                                                                                      | horen                                                                                                 |
| hoogsteigen (hoogst•eigen)                               | höchstpersönlich                                                                                           | hochsteigen (hoch•steigen)                                                                 | omhoogklimmen                                                                                         |
| houden van iets, iemand                                  | etw., jmd. lieben                                                                                          | (z. B. viel) halten von etw., jmd.                                                         | iemand, iets (b.v. leuk) vinden                                                                       |
| hout                                                     | Holz | Haut                                                                                       | huid                                                                                                  |
| hummel                                                   | kleines Kind                                                                                               | Hummel                                                                                     | hommel                                                                                                |
| huren                                                    | mieten | Huren, huren                                                                               | hoeren                                                                                                |
| hut                                                      | Hütte | Hut                                                                                        | hoed                                                                                                  |
| huurling                                                 | Söldner | Heuerling                                                                                  | dagloner                                                                                              |
| iemand heeft met iemand te doen                          | jemandem tut es für jemanden leid                                                                          | es mit jemandem zu tun haben                                                               | met iemand te maken hebben                                                                            |
| iglo                                                     | Iglu | Iglo                                                                                       | Iglo (Duitse merknaam voor diepvriesproducten)                                                        |
| ijsberen                                                 | auch: rastlos auf und ab laufen                                                                            | Eisbären                                                                                   | ijsberen                                                                                              |
| indien                                                   | falls | Indien                                                                                     | India                                                                                                 |
| Indisch                                                  | indonesisch                                                                                                | indisch                                                                                    | Indiaas                                                                                               |
| ingewikkeld                                              | kompliziert                                                                                                | eingewickelt                                                                               | ingepakt                                                                                              |
| inkeer                                                   | Buße, Reue                                                                                                 | Einkehr                                                                                    | rustpunt (tijdens een tocht waar je ook wat kunt eten of drinken)                                     |
| inkleden                                                 | einrichten, in Worte kleiden                                                                               | einkleiden                                                                                 | aankleden                                                                                             |
| inladen                                                  | laden, beladen, verladen                                                                                   | (jmd.) einladen                                                                            | uitnodigen                                                                                            |
| inlichten                                                | informieren                                                                                                | einleuchten                                                                                | duidelijk zijn                                                                                        |
| inrekenen                                                | verhaften                                                                                                  | einrechnen                                                                                 | meerekenen, erbij rekenen                                                                             |
| inwikkelen                                               | einpacken, einwickeln                                                                                      | (sich) einwickeln (lassen)                                                                 | vleien                                                                                                |
| inzakken                                                 | einsinken, einstürzen                                                                                      | einsacken (einpacken)                                                                      | in zijn zak stekken                                                                                   |
| irriteren                                                | ärgeren | irritieren                                                                                 | in de war brengen                                                                                     |
| jaloezie                                                 | Eifersucht                                                                                                 | Jalousie                                                                                   | zonwering, jaloezie                                                                                   |
| japon                                                    | Kleid (Damenkleid)                                                                                         | Japon                                                                                      | Japanse zijde                                                                                         |
| je                                                       | Du als vertraute Form der Anrede                                                                           | je, (pro)                                                                                  | voor elk                                                                                              |
| jongere                                                  | Jugendliche                                                                                                | Jünger                                                                                     | volgeling                                                                                             |
| jood                                                     | Jude | Jod                                                                                        | jodium                                                                                                |
| kachel                                                   | Ofen | Kachel                                                                                     | tegel                                                                                                 |
| kaf                                                      | Spreu, Hülse                                                                                               | Kaff                                                                                       | dorpje                                                                                                |
| kantoor                                                  | Büro | Kantor                                                                                     | cantor                                                                                                |
| kapsel                                                   | Haarschnitt, Frisur (von kappen = kürzen)                                                                  | Kapsel                                                                                     | capsule                                                                                               |
| karten                                                   | Gokart fahren                                                                                              | karten; Karten                                                                             | kaartspelen, kaarten; kaarten                                                                         |
| karton                                                   | Pappe, Karton (Material)                                                                                   | Karton                                                                                     | doos                                                                                                  |
| kast                                                     | Schrank | Kasten                                                                                     | bak                                                                                                   |
| kavel                                                    | Grundstück, Parzelle                                                                                       | Kabel                                                                                      | snoer, kabel                                                                                          |
| kengetal                                                 | Vorwahl, Netzvorwahl                                                                                       | Kennzahl                                                                                   | kental, kencijfer                                                                                     |
| kennissen                                                | Bekannte                                                                                                   | Kenntnisse                                                                                 | kennis (nur Singular)                                                                                 |
| keren                                                    | wenden, umdrehen                                                                                           | kehren                                                                                     | vegen                                                                                                 |
| kerkelijk                                                | kirchlich                                                                                                  | kärglich                                                                                   | karig                                                                                                 |
| Keulen                                                   | Köln | Keulen; keulen                                                                             | bouten (kulinarisch), knotsen; (dieren) doden                                                         |
| keuter                                                   | Bewohner einer Kate                                                                                        | Köter                                                                                      | rothond, mormel                                                                                       |
| kiel                                                     | Kittel, Hemd, (Schiffs-)Kiel                                                                               | (Feder-)Kiel                                                                               | schacht                                                                                               |
| kiemen                                                   | Keime | Kiemen                                                                                     | kieuwen                                                                                               |
| kien                                                     | pfiffig, schlau, gescheit,                                                                                 | Kien                                                                                       | grove den, pijnboom                                                                                   |
| kies                                                     | (Substantiv) Backenzahn; (Verb) Imperativ Sing. von kiezen (auswählen): „Wähle!“/„Wählen Sie!“             | Kies                                                                                       | grind                                                                                                 |
| kikker                                                   | Frosch | Kicker                                                                                     | voetballer                                                                                            |
| kippen                                                   | Hühner | kippen; Kippen                                                                             | storten; peuk                                                                                         |
| klaar                                                    | fertig | klar                                                                                       | duidelijk                                                                                             |
| klaar komen                                              | Orgasmus (einen – haben)                                                                                   | klarkommen (miteinander)                                                                   | overweg komen met iemand                                                                              |
| klakkeloos                                               | unbesehen, ohne Weiteres, kritiklos, bedenkenlos                                                           | klaglos                                                                                    | zonder te klagen                                                                                      |
| klappen                                                  | applaudieren, klatschen                                                                                    | klappen, zuklappen                                                                         | in orde zijn, werken, dichtklappen, dichtslaan                                                        |
| klappen (in je handen)                                   | klatschen (in die Hände)                                                                                   | klappen                                                                                    | lukken                                                                                                |
| kleed                                                    | Teppich, Tischdecke, Federkleid                                                                            | Kleid                                                                                      | jurk                                                                                                  |
| kleedkamer, kleedruimte                                  | auch: Umkleideraum                                                                                         | Ankleideraum                                                                               | kleedkamer, kleedruimte                                                                               |
| kleinkind                                                | Enkelkind, Enkel                                                                                           | Kleinkind                                                                                  | kleuter, peuter                                                                                       |
| kleren                                                   | Kleider | klären                                                                                     | klaren, oplossen                                                                                      |
| kletteren                                                | klirren, rasseln, prasseln                                                                                 | klettern                                                                                   | klimmen                                                                                               |
| kleuteren                                                | Kind sein                                                                                                  | klötern                                                                                    | plassen (reg. ook: (aan)klooien)                                                                      |
| klinker                                                  | auch: Vokal                                                                                                | Klinker                                                                                    | klinker                                                                                               |
| klompen                                                  | Holzschuhe                                                                                                 | Klumpen                                                                                    | homp, klont                                                                                           |
| kloppen                                                  | stimmen, klopfen                                                                                           | kloppen (hauen, schlagen)                                                                  | vechten, knokken                                                                                      |
| knap                                                     | hübsch, klug, gescheit, fähig, gewandt                                                                     | knapp                                                                                      | vlak, dicht, nauw, beknopt                                                                            |
| knoest                                                   | Knorren, Astloch                                                                                           | Knust                                                                                      | kapje (brood), korst                                                                                  |
| knorrig                                                  | griesgrämig, knurrig, nörgelig                                                                             | knorrig                                                                                    | knoestig, kwastig, warrig                                                                             |
| kocht – gekocht                                          | kaufte – gekauft                                                                                           | kochte – gekocht                                                                           | kookte – gekookt (koken)                                                                              |
| koeken                                                   | Kekse | kucken, gucken                                                                             | kijken                                                                                                |
| koeren                                                   | gurren | Kuren; kuren                                                                               | kuren; een kuur doen, kuren                                                                           |
| koetshuis                                                | Kutschhaus                                                                                                 | Gutshaus                                                                                   | grote boerderij of huis op een landgoed                                                               |
| koken, kookte, gekookt                                   | kochen, kochte, h. gekocht                                                                                 | koksen, kokste, gekokst                                                                    | cocaïne gebruiken                                                                                     |
| koks                                                     | Köche | Koks                                                                                       | cocaïne, cokes                                                                                        |
| komisch                                                  | komisch, drollig, spaßig                                                                                   | komisch (seltsam)                                                                          | raar, vreemd, eigenaardig                                                                             |
| koolraap                                                 | Steckrübe                                                                                                  | Kohlrabi                                                                                   | koolrabi                                                                                              |
| kop                                                      | Tasse; Kopf (nur Tiere außer Pferden)                                                                      | Kopf                                                                                       | hoofd (Menschen und Pferde)                                                                           |
| kot                                                      | Hütte, Schuppen, Bude                                                                                      | Kot                                                                                        | excrementen, drek                                                                                     |
| kozijn                                                   | Fenster-, Türrahmen                                                                                        | Cousin                                                                                     | neef, Belgien auch: kozijn                                                                            |
| kraam                                                    | Bude | Kram                                                                                       | rommel                                                                                                |
| krab                                                     | Strandkrabbe                                                                                               | Krabbe                                                                                     | garnaal                                                                                               |
| krabben                                                  | kratzen | Krabben                                                                                    | garnalen                                                                                              |
| kram                                                     | Öse, Klammer                                                                                               | Kram                                                                                       | rommel                                                                                                |
| krammen                                                  | festklammern, anklammern, verklammern                                                                      | kramen                                                                                     | snuffelen, scharrelen, rommelen, zoeken                                                               |
| kranig                                                   | tüchtig, beherzt, stramm                                                                                   | Kranich                                                                                    | kraan(vogel)                                                                                          |
| krentenkakker                                            | Geizkragen                                                                                                 | Korinthenkacker                                                                            | mierenneuker                                                                                          |
| kreunen                                                  | ächzen, stöhnen                                                                                            | krönen                                                                                     | bekronen                                                                                              |
| kriebelen                                                | kitzeln | kribbeln                                                                                   | tintelen                                                                                              |
| kriek                                                    | Herz-, Sauerkirsche                                                                                        | Krieg                                                                                      | oorlog                                                                                                |
| krijsen                                                  | kreischen                                                                                                  | kreisen                                                                                    | circuleren                                                                                            |
| kringloop                                                | Kreislauf (zyklischer Prozess)                                                                             | (Blut-)Kreislauf                                                                           | bloedsomloop                                                                                          |
| kroeg                                                    | Kneipe | Krug                                                                                       | kruik                                                                                                 |
| kruis                                                    | Geschlechtsteil, Schritt (Teil einer Hose), Kreuz                                                          | Kreuz (Teil des Rückens)                                                                   | rug                                                                                                   |
| kruisvaart, kruistocht                                   | Kreuzzug                                                                                                   | Kreuzfahrt (mit dem Schiff)                                                                | cruise(vaart)                                                                                         |
| kuchen                                                   | sich räuspern                                                                                              | Kuchen                                                                                     | taart                                                                                                 |
| kuil                                                     | Grube, Loch                                                                                                | Keule                                                                                      | knots, knuppel, bout (vlees)                                                                          |
| kunde                                                    | Könnerschaft, Wissen, Kunst                                                                                | Kunde                                                                                      | klant                                                                                                 |
| kussen                                                   | Kissen | küssen                                                                                     | zoenen                                                                                                |
| kutten                                                   | Muschis | Kutten                                                                                     | gewaden                                                                                               |
| kwartier                                                 | Viertelstunde                                                                                              | Quartier                                                                                   | (Wohnviertel) wijk, (Unterkunft) accomodatie                                                          |
| kweekschool                                              | Lehrerseminar, pädagogische Akademie                                                                       | Baumschule                                                                                 | boomkwekerij                                                                                          |
| kwetsen                                                  | verletzen, verwunden, kränken                                                                              | quetschen                                                                                  | persen, uitknijpen, fijnstampen; (plat)drukken, knellen, kneuzen, pletten                             |
| laden                                                    | Schubladen                                                                                                 | Laden                                                                                      | winkel                                                                                                |
| lager                                                    | tiefer | Lager                                                                                      | magazijn                                                                                              |
| langszij                                                 | längsseits                                                                                                 | die Längsseite                                                                             | de lange zijde                                                                                        |
| lappen                                                   | hinkriegen, ledern, flicken                                                                                | Lappen                                                                                     | lap, vod                                                                                              |
| lassen                                                   | schweißen, einfügen, verbinden                                                                             | lassen                                                                                     | laten                                                                                                 |
| ledig                                                    | müßig, leer                                                                                                | ledig                                                                                      | ongehuwd                                                                                              |
| leeftijd                                                 | Alter (eines Menschen oder eines Tieres)                                                                   | Lebenszeit; Lebensdauer (auch [tech.], z. B. Batterie)                                     | auch leeftijd; [tech.]/[elec.] gebruiksduur                                                           |
| leek                                                     | Laie | Leck                                                                                       | lek                                                                                                   |
| leer                                                     | Leder | leer                                                                                       | leeg                                                                                                  |
| leerling                                                 | Schüler | Lehrling                                                                                   | leerjongen                                                                                            |
| leesteken                                                | Satzzeichen                                                                                                | Lesezeichen                                                                                | bladwijzer (bookmark)                                                                                 |
| legen                                                    | leeren, entleeren                                                                                          | legen                                                                                      | leggen                                                                                                |
| leiden – leidde – heeft geleid                           | leiten, führen, lenken                                                                                     | leiden                                                                                     | lijden – leed – heeft geleden                                                                         |
| leider                                                   | Leiter, Führer                                                                                             | leider                                                                                     | helaas                                                                                                |
| lekker                                                   | auch: angenehm; hübsch                                                                                     | lecker                                                                                     | lekker, smakelijk                                                                                     |
| lenen                                                    | ausleihen, borgen, leihen                                                                                  | lehnen                                                                                     | leunen                                                                                                |
| leren                                                    | lernen, lehren, aus Leder                                                                                  | leeren                                                                                     | ledigen, leegmaken                                                                                    |
| levendig                                                 | lebhaft | lebendig                                                                                   | levend                                                                                                |
| lezing                                                   | Vortrag | Lesung                                                                                     | voorlezen uit eigen werk                                                                              |
| lichaam                                                  | Körper | Leichnam                                                                                   | lijk                                                                                                  |
| lid                                                      | Mitglied                                                                                                   | Lid                                                                                        | ooglid                                                                                                |
| lief                                                     | lieb | lief                                                                                       | liep                                                                                                  |
| liegen                                                   | lügen | liegen                                                                                     | liggen                                                                                                |
| link                                                     | schlau, risikovoll                                                                                         | link, Linke                                                                                | linker, links (politiek)                                                                              |
| lob                                                      | Lappen (medizinisch), (der) Lob (Sport)                                                                    | (das) Lob                                                                                  | lof, pruim                                                                                            |
| locker                                                   | Schließfach                                                                                                | locker                                                                                     | ontspannen, los                                                                                       |
| lokaal                                                   | Klassenzimmer                                                                                              | Lokal                                                                                      | café                                                                                                  |
| lood                                                     | Blei | Lot                                                                                        | schietlood                                                                                            |
| lopen                                                    | gehen, schlendern                                                                                          | laufen                                                                                     | doorlopen, hardlopen                                                                                  |
| los                                                      | lose | Los                                                                                        | lot                                                                                                   |
| lot                                                      | Los | Lot                                                                                        | lood                                                                                                  |
| lover                                                    | Blattwerk                                                                                                  | Lover                                                                                      | lover                                                                                                 |
| lullen                                                   | schwätzen, schwafeln                                                                                       | lullen                                                                                     | in slaap sussen, kalmeren                                                                             |
| lummelen                                                 | fläzen, faulenzen                                                                                          | lümmeln                                                                                    | ongegeneerd, lummelig gaan liggen, zitten                                                             |
| maagd                                                    | Jungfrau (vgl. Maid)                                                                                       | Magd                                                                                       | dienstmeid                                                                                            |
| mag                                                      | darf | mag                                                                                        | houdt van                                                                                             |
| mag (ik)                                                 | darf (ich)                                                                                                 | ich mag                                                                                    | ik hou van, ik lust                                                                                   |
| maken                                                    | herstellen                                                                                                 | machen                                                                                     | doen                                                                                                  |
| mal                                                      | töricht | mal                                                                                        | ooit, maal, eens                                                                                      |
| malen                                                    | mahlen | malen                                                                                      | schilderen                                                                                            |
| mantel                                                   | Damenmantel                                                                                                | Mantel                                                                                     | jas                                                                                                   |
| meemaken                                                 | (passiv) miterleben                                                                                        | (aktiv) mitmachen                                                                          | meedoen                                                                                               |
| meer                                                     | (Binnen-)See                                                                                               | Meer                                                                                       | zee                                                                                                   |
| meer of minder                                           | (wortwörtlich) mehr oder weniger                                                                           | mehr oder weniger                                                                          | min of meer                                                                                           |
| meisje                                                   | Mädchen | Meise                                                                                      | mees                                                                                                  |
| melig                                                    | langweilig, öde, fade, mehlig                                                                              | mehlig                                                                                     | bei Kartoffeln: kruimig                                                                               |
| melkboer                                                 | Milchmann                                                                                                  | Milchbauer                                                                                 | melkveeboer                                                                                           |
| meloen                                                   | Melone | Melone                                                                                     | meloen, bolhoed                                                                                       |
| menen                                                    | glauben | meinen                                                                                     | bedoelen                                                                                              |
| menigmaal                                                | oft | manchmal                                                                                   | soms                                                                                                  |
| mensen                                                   | Menschen                                                                                                   | Mensen                                                                                     | mensas                                                                                                |
| metselen                                                 | mauern | metzeln                                                                                    | afslachten                                                                                            |
| middag                                                   | Nachmittag (nur in NL, nicht in Flandern)                                                                  | Mittag                                                                                     | twaalf uur ’s middags                                                                                 |
| Mies                                                     | Mies (weiblicher Vorname)                                                                                  | mies                                                                                       | prut, gemeen                                                                                          |
| mieter                                                   | Arsch | Mieter                                                                                     | huurder                                                                                               |
| milieu                                                   | Umwelt | Milieu                                                                                     | leefwereld, omgeving                                                                                  |
| misselijk                                                | übel, schlecht, ekelhaft                                                                                   | misslich                                                                                   | benard, hachelijk                                                                                     |
| mist                                                     | Nebel | Mist                                                                                       | mest                                                                                                  |
| mogen                                                    | dürfen | mögen                                                                                      | houden van, lusten                                                                                    |
| monade                                                   | Monade | Monate                                                                                     | maanden                                                                                               |
| mond                                                     | Mund | Mond                                                                                       | maan                                                                                                  |
| monster                                                  | auch: Muster                                                                                               | Monster                                                                                    | monster                                                                                               |
| montuur                                                  | Brillengestell                                                                                             | Montur                                                                                     | uniform, werkkleding                                                                                  |
| mop                                                      | Witz, Mops                                                                                                 | Mopp                                                                                       | zwabber                                                                                               |
| morsen                                                   | kleckern                                                                                                   | morsen                                                                                     | seinen met morsetekens                                                                                |
| mus                                                      | Spatz, Sperling                                                                                            | Maus                                                                                       | muis                                                                                                  |
| mussen                                                   | Spatzen, Sperlinge                                                                                         | müssen                                                                                     | moeten                                                                                                |
| natie                                                    | Nation | Nazi                                                                                       | nazi, nationaal-socialist                                                                             |
| natuurkunde                                              | Physik | Naturkunde (Biologie)                                                                      | biologie                                                                                              |
| nauwkeurig                                               | genau, gründlich                                                                                           | neugierig                                                                                  | benieuwd                                                                                              |
| nederzetting                                             | Siedlung                                                                                                   | Niederlassung                                                                              | filiaal                                                                                               |
| nekken                                                   | den Hals umdrehen                                                                                          | necken                                                                                     | plagen                                                                                                |
| nerven                                                   | Blattnerven                                                                                                | nerven; Nerven                                                                             | lastig vallen, op zenuwen werken; zenuwen                                                             |
| net                                                      | (Adjektiv) sauber, gepflegt; knapp; (Adverb) gerade, eben; (Substantiv) Netz                               | nett; nicht                                                                                | aardig; niet                                                                                          |
| neu                                                      | nö (ugs.)                                                                                                  | neu                                                                                        | nieuw                                                                                                 |
| nicht                                                    | Nichte, Cousine                                                                                            | nicht                                                                                      | niet                                                                                                  |
| niet                                                     | nicht | Niet                                                                                       | klinknagel                                                                                            |
| nieten                                                   | heftklammern                                                                                               | nieten, Nieten                                                                             | klinken; mislukkeling, nul (mens), nieten (loterij)                                                   |
| nietje                                                   | Heftklammer                                                                                                | Niete                                                                                      | klinknagel                                                                                            |
| nijdig                                                   | wütend, böse                                                                                               | neidisch                                                                                   | jaloers                                                                                               |
| nikkertje                                                | Negerlein                                                                                                  | Nickerchen                                                                                 | dutje                                                                                                 |
| noga                                                     | (weißer) Nougat, türkischer Honig                                                                          | (dunkler) Nougat                                                                           | praliné                                                                                               |
| noodgang                                                 | Höllentempo                                                                                                | Notausgang                                                                                 | nooduitgang                                                                                           |
| noodweer                                                 | auch: Unwetter                                                                                             | Notwehr                                                                                    | noodweer, legitieme zelfverdediging                                                                   |
| noten                                                    | Nüsse | Noten                                                                                      | muzieknoten, cijfers                                                                                  |
| NS (Nederlandse Spoorwegen)                              | Niederländische Eisenbahnen                                                                                | NS (Nationalsozialismus)                                                                   | nationaalsocialisme                                                                                   |
| nutten                                                   | nutzen | Nutten (ugs.)                                                                              | hoeren                                                                                                |
| nuttig                                                   | nützlich                                                                                                   | nuttig                                                                                     | hoerig                                                                                                |
| oblaat                                                   | Im Kloster erzogen                                                                                         | Oblate                                                                                     | hostie (rooms-katholiek), de oblie (dun rond wafeltje)                                                |
| offeren                                                  | opfern | opperen                                                                                    | vorbringen, äußern                                                                                    |
| omhoogsteken                                             | hochrecken, aufrecken, in die Höhe ragen                                                                   | hochstecken                                                                                | opsteken                                                                                              |
| onderdeel                                                | Ersatzteil, Bestandteil, Bruchteil, Zubehörteil                                                            | Unterteil                                                                                  | onderste deel, benedendeel                                                                            |
| onderhoud                                                | Wartung; wegens onderhoud = wegen Umbau-, Wartungsarbeiten                                                 | Unterhalt (fachspr.: Alimentation)                                                         | alimentatie                                                                                           |
| onderlopen                                               | überschwemmt werden                                                                                        | unterlaufen                                                                                | tegenkomen, insluipen (fout), omzeilen (politiek), doorlopen                                          |
| onderscheiding                                           | Auszeichnung                                                                                               | Unterscheidung                                                                             | onderscheiden                                                                                         |
| ondeugend                                                | frech | Untugend                                                                                   | ondeugd                                                                                               |
| ongeluk                                                  | Unfall | Unglück                                                                                    | pech (tegendeel van geluk)                                                                            |
| onmachtig                                                | machtlos                                                                                                   | ohnmächtig                                                                                 | bewusteloos, flauwgevallen                                                                            |
| onraad                                                   | Gefahr | Unrat                                                                                      | vuil, vuilnis, afval                                                                                  |
| ontbinding                                               | Verwesung                                                                                                  | Entbindung                                                                                 | (Geburt) bevalling, (Recht) ontheffing                                                                |
| onthouden                                                | sich merken                                                                                                | enthalten                                                                                  | bevatten                                                                                              |
| ontuchtig                                                | unzüchtig                                                                                                  | untüchtig                                                                                  | onbekwaam                                                                                             |
| ontvreemden                                              | entwenden                                                                                                  | entfremden                                                                                 | vervreemden, voor een ander doel gebruiken                                                            |
| ontzorgen                                                | jmd. das Herz ausschütten, seine Sorgen überlassen                                                         | entsorgen                                                                                  | ontdoen van afval                                                                                     |
| onvatbaar                                                | unempfindlich                                                                                              | unfassbar                                                                                  | onbegrijpelijk                                                                                        |
| onweer                                                   | Gewitter                                                                                                   | Unwetter                                                                                   | noodweer                                                                                              |
| onwel                                                    | schlecht, krank                                                                                            | unwohl                                                                                     | ongemakkelijk, onzeker, niet op je gemak                                                              |
| onwezenlijk                                              | unwirklich, wirklichkeitsfremd                                                                             | unwesentlich                                                                               | irrelevant                                                                                            |
| onzeker maken                                            | verunsichern                                                                                               | unsicher machen                                                                            | onveilig maken                                                                                        |
| oorlog                                                   | Krieg | Ohrloch                                                                                    | gaatje in het oor                                                                                     |
| op                                                       | auf | ob                                                                                         | of |
| op twee na grootste                                      | drittgrößte                                                                                                | zweitgrößte                                                                                | op één na grootste                                                                                    |
| openbaar                                                 | öffentlich                                                                                                 | offenbar                                                                                   | blijkbaar                                                                                             |
| opgewassen zijn (tegen)                                  | jmd. gewachsen sein                                                                                        | aufgewachsen sein                                                                          | opgegroeid zijn                                                                                       |
| opgewekt                                                 | fröhlich                                                                                                   | aufgeweckt                                                                                 | pienter                                                                                               |
| ophouden                                                 | aufhören                                                                                                   | abhauen                                                                                    | ervandoor gaan, ophoepelen, verdwijnen, ‘m smeren                                                     |
| oploop(je)                                               | Auflauf (Menschenansammlung)                                                                               | Auflauf (kulinarisch)                                                                      | ovenschotel, soufflé                                                                                  |
| oponthoud                                                | Verzögerung                                                                                                | Aufenthalt                                                                                 | verblijf                                                                                              |
| oprecht                                                  | aufrichtig, rechtschaffen, wirklich                                                                        | aufrecht                                                                                   | rechtop, overeind                                                                                     |
| opschieten (haastmaken)                                  | sich beeilen                                                                                               | aufschießen                                                                                | opschieten (van touw), openschieten                                                                   |
| opslagruimte                                             | Speicherplatz, Stauraum, Lagerraum                                                                         | Aufschlagraum (Sport)                                                                      | ruimte op sportveld waarbinnen balopslag plaatsvindt                                                  |
| opstoten                                                 | nach oben stoßen                                                                                           | aufstoßen                                                                                  | openstoten, een boertje laten                                                                         |
| optocht                                                  | Umzug | Aufzucht                                                                                   | kweken, fokkerij                                                                                      |
| opzeggen                                                 | kündigen, abbestellen, aufsagen                                                                            | aufsagen                                                                                   | voordragen, reciteren, opzeggen                                                                       |
| opzienbarend                                             | aufsehenerregend, sensationell                                                                             | absehbar                                                                                   | afzienbaar, af te zien, te overzien                                                                   |
| ouderdom                                                 | Alter | Altertum                                                                                   | oudheid                                                                                               |
| ouwehoeren                                               | labern | alte Huren                                                                                 | oude prostituees                                                                                      |
| oven                                                     | Backofen                                                                                                   | Ofen                                                                                       | kachel                                                                                                |
| overhand                                                 | überlegen sein, dominieren                                                                                 | Überhand nehmen                                                                            | toenemen                                                                                              |
| overlast                                                 | Belästigung                                                                                                | Überlast (elektr.)                                                                         | overstroom                                                                                            |
| overleggen                                               | sich mit anderen beraten                                                                                   | überlegen                                                                                  | nadenken                                                                                              |
| overlijden                                               | Tod; sterben                                                                                               | überleiten                                                                                 | overdragen, overgaan                                                                                  |
| overschatten                                             | überschätzen                                                                                               | überschatten                                                                               | overschaduwen                                                                                         |
| overstaan                                                | stehen bleiben, übrig bleiben                                                                              | überstehen                                                                                 | doorstaan, (voor)uitsteken, uitspringen, naar voren springen                                          |
| overvloedig                                              | reichlich                                                                                                  | überflüssig                                                                                | overbodig                                                                                             |
| overzetten                                               | (hin)übersetzen                                                                                            | übersetzen (Sprache)                                                                       | vertalen                                                                                              |
| pak                                                      | Anzug | Pack (Gesindel)                                                                            | gajes                                                                                                 |
| pannen                                                   | Pfannen | Pannen                                                                                     | pech                                                                                                  |
| pap                                                      | Brei, Kleister                                                                                             | Pappe                                                                                      | karton                                                                                                |
| passeren                                                 | überschreiten, durchqueren, überqueren                                                                     | passieren (geschehen)                                                                      | gebeuren                                                                                              |
| patser                                                   | Prolet | Patzer                                                                                     | fout, misser                                                                                          |
| paus                                                     | Papst | Pause                                                                                      | pauze                                                                                                 |
| pennen                                                   | schreiben, anpinnen                                                                                        | pennen (ugs.)                                                                              | slapen                                                                                                |
| penner                                                   | Schreiber                                                                                                  | Penner (ugs.)                                                                              | slaapkop, landloper                                                                                   |
| peppelen                                                 | aus Pappelholz                                                                                             | päppeln                                                                                    | voeren, grootbrengen, iem. erbovenop helpen                                                           |
| perk                                                     | Grenze, Schranke, Blumenbeet                                                                               | Pferch                                                                                     | schaapskooi                                                                                           |
| peuter                                                   | Säugling                                                                                                   | Pöter (ugs.)                                                                               | kont                                                                                                  |
| pijn in je kruis                                         | Schmerzen im Schritt                                                                                       | Kreuzschmerzen                                                                             | pijn in je rug                                                                                        |
| pijnlijk                                                 | schmerzhaft                                                                                                | peinlich                                                                                   | gênant, onaangenaam, lastig, netelijk, pijnlijk                                                       |
| pijpen                                                   | flöten, blasen (vulg.)                                                                                     | pfeifen                                                                                    | fluiten                                                                                               |
| pik                                                      | Pech, Penis (ugs.)                                                                                         | Pik (z. B. Pik-Ass)                                                                        | schoppen (z. B. schoppenaas)                                                                          |
| pinkelen                                                 | glitzern, funkeln                                                                                          | pinkeln                                                                                    | plassen                                                                                               |
| plaatsen                                                 | platzieren                                                                                                 | platzen                                                                                    | ploffen, knappen                                                                                      |
| plak                                                     | Medaille                                                                                                   | Plaque                                                                                     | tandaanslag, plak, plaque                                                                             |
| plegen                                                   | üblicherweise tun, verüben, begehen                                                                        | pflegen                                                                                    | verplegen                                                                                             |
| pleite                                                   | verschwunden                                                                                               | pleite (ugs. mittellos, zahlungsunfähig)                                                   | failliet                                                                                              |
| pleite gaan                                              | abhauen | Pleite gehen                                                                               | failliet gaan                                                                                         |
| plok                                                     | Büschel, Bausch, Sträußchen                                                                                | Pflock                                                                                     | paaltje                                                                                               |
| po                                                       | (Nacht)topf                                                                                                | Po                                                                                         | achterwerk                                                                                            |
| poef                                                     | Sitzkissen                                                                                                 | Puff                                                                                       | bordeel                                                                                               |
| poelen                                                   | planschen                                                                                                  | pulen                                                                                      | pulken, pellen                                                                                        |
| poepen                                                   | gr. Geschäft erledigen, vulg. scheißen                                                                     | Puppen                                                                                     | poppen                                                                                                |
| Poetin                                                   | Putin | Poetin                                                                                     | dichteres                                                                                             |
| pol                                                      | Büschel | Pol                                                                                        | pool                                                                                                  |
| pomp                                                     | Pumpe | Pomp                                                                                       | pronk, statie, praal                                                                                  |
| pool                                                     | Pol, Pole, Pool (Sammlung)                                                                                 | Pool (Schwimmbecken)                                                                       | pierebadje                                                                                            |
| Poolster                                                 | Polarstern                                                                                                 | Polster                                                                                    | kussen                                                                                                |
| popelen                                                  | zittern, beben, brennen                                                                                    | popeln                                                                                     | neuspeuteren                                                                                          |
| poppen                                                   | Puppen | poppen (ugs.)                                                                              | neuken                                                                                                |
| postbus                                                  | Postfach                                                                                                   | Post(auto)bus                                                                              | (door de postdienst geëxploiteerde) bus                                                               |
| poten                                                    | auch: setzen (Stecklinge), pflanzen                                                                        | Pfoten                                                                                     | poten                                                                                                 |
| pozen                                                    | verweilen                                                                                                  | posen                                                                                      | poseren                                                                                               |
| prachtig                                                 | wunderschön                                                                                                | prächtig                                                                                   | uitstekend                                                                                            |
| preken                                                   | predigen                                                                                                   | prägen                                                                                     | stempelen, (munten) slaan, vormen, fixeren, prenten                                                   |
| proeven                                                  | probieren, kosten, versuchen                                                                               | prüfen                                                                                     | onderzoeken, keuren                                                                                   |
| pummel                                                   | Lümmel, Flegel, Kaffer, Stiesel                                                                            | Pummel                                                                                     | dikkerdje, dikzak                                                                                     |
| pups                                                     | Welpen | Pups                                                                                       | scheet, windje                                                                                        |
| put                                                      | Brunnen, Grube                                                                                             | Pfütze                                                                                     | plas                                                                                                  |
| raam                                                     | Fenster | Rahmen; Rahm (die Sahne)                                                                   | kader, (Bilderrahmen) lijst                                                                           |
| raar                                                     | wunderlich, verschroben, seltsam (vom Verhalten: raar persoon = seltsamer Mensch)                          | rar (i. S. von selten, z. B. ein Sammlerstück)                                             | zeldzaam                                                                                              |
| rage                                                     | Manie, große Mode, Kult                                                                                    | Rage                                                                                       | woede, razernij                                                                                       |
| ramp                                                     | Katastrophe                                                                                                | Rampe                                                                                      | helling                                                                                               |
| raseren                                                  | einebnen, planieren, platt machen                                                                          | rasieren                                                                                   | scheren                                                                                               |
| rat                                                      | Ratte | Rat                                                                                        | raad                                                                                                  |
| ratte                                                    | fing Ratten, klaute                                                                                        | Ratte                                                                                      | rat                                                                                                   |
| ratsen                                                   | stibitzen                                                                                                  | ratzen (fest und lange schlafen)                                                           | heel lang en diep slapen                                                                              |
| rauw                                                     | roh, wund                                                                                                  | rau                                                                                        | ruw, oneffen, behaard, ruig                                                                           |
| razen                                                    | rasen, toben, wüten, jagen, brausen                                                                        | Rasen                                                                                      | gazon, grasveld                                                                                       |
| recherche                                                | Kriminalpolizei                                                                                            | Recherche                                                                                  | zoektocht                                                                                             |
| rechtdoor                                                | geradeaus                                                                                                  | rechts durch                                                                               | rechtsaf                                                                                              |
| reden                                                    | Grund (Begründung)                                                                                         | reden                                                                                      | praten                                                                                                |
| reet                                                     | Spalt, Ritze, Arsch                                                                                        | Reet (norddt.)                                                                             | riet                                                                                                  |
| reis                                                     | Reise | Reis                                                                                       | rijst                                                                                                 |
| reizen                                                   | reisen | reizen                                                                                     | aantrekkelijk vinden, sarren                                                                          |
| reizend                                                  | reisend | reizend                                                                                    | aantrekkelijk                                                                                         |
| rekening                                                 | (Bank-)Konto; (Zusammen-)Rechnung, rechnerische Zusammenstellung (Mathematik)                              | (Liefer-)Rechnung (Handel)                                                                 | (für Güter, Dienstleistungen:) factuur (für Telefon-, Stromrechnung etc. gelegentlich auch: rekening) |
| rente                                                    | Zins | Rente                                                                                      | pensioen                                                                                              |
| rietdekker                                               | Strohdachdecker                                                                                            | Reetdächer (Pl)                                                                            | rieten daken                                                                                          |
| rijden                                                   | auch: Auto, Zug etc. fahren                                                                                | reiten                                                                                     | paardrijden                                                                                           |
| roekeloos                                                | leichtsinnig, kühn, verwegen                                                                               | ruchlos                                                                                    | laag, gemeen, godvergeten                                                                             |
| roes                                                     | Rausch | Ruß                                                                                        | roet                                                                                                  |
| roggebrood                                               | Pumpernickel                                                                                               | Roggenbrot                                                                                 | brood van roggemeel                                                                                   |
| roggen                                                   | Rochen | Roggen                                                                                     | rogge                                                                                                 |
| rollade                                                  | Rollbraten                                                                                                 | Roulade; Rolladen                                                                          | blinde vink; rolluik                                                                                  |
| rot                                                      | vergammelt, verrottet                                                                                      | rot                                                                                        | rood                                                                                                  |
| rots                                                     | Felsen | Rotz                                                                                       | snot                                                                                                  |
| rouw                                                     | Trauer | Reue                                                                                       | spijt                                                                                                 |
| ruig                                                     | rau, ruppig                                                                                                | ruhig                                                                                      | rustig                                                                                                |
| ruin                                                     | Wallach | Ruin                                                                                       | ondergang, crash                                                                                      |
| rukken                                                   | vulgär: onanieren                                                                                          | Rücken                                                                                     | rug                                                                                                   |
| rum                                                      | Rum | rum (=herum) (ugs.)                                                                        | om(heen), rond(om), voorbij, afgelopen, om, om en nabij, ongeveer                                     |
| rund                                                     | Rind | rund                                                                                       | rond                                                                                                  |
| runderfilet                                              | Rinderfilet                                                                                                | rundes Filet                                                                               | rond filet                                                                                            |
| rustig                                                   | ruhig, still, leise                                                                                        | rüstig                                                                                     | kras, kwiek                                                                                           |
| samen                                                    | zusammen                                                                                                   | Samen                                                                                      | zaad                                                                                                  |
| sauzen                                                   | Soßen | sausen                                                                                     | suizen                                                                                                |
| schaaf                                                   | Hobel | Schaf                                                                                      | schaap                                                                                                |
| schaal                                                   | Skala, Tabelle, Maßstab, Klingelbeutel                                                                     | Schal                                                                                      | sjaal (halsdoek), overgordijn                                                                         |
| schaar                                                   | auch: Schere                                                                                               | Schar                                                                                      | schaar (vogels)                                                                                       |
| schade                                                   | Schaden | schade                                                                                     | jammer, helaas                                                                                        |
| scharrelen                                               | ein Techtelmechtel haben, hin- und herlaufen,                                                              | scharren                                                                                   | krabben, schrapen (met hoeven)                                                                        |
| schatten                                                 | schätzen                                                                                                   | Schatten                                                                                   | schaduw                                                                                               |
| schattig                                                 | niedlich                                                                                                   | schattig                                                                                   | schaduwrijk                                                                                           |
| schelle                                                  | grelle | Schelle                                                                                    | bel                                                                                                   |
| schenken                                                 | gießen | schenken                                                                                   | cadeau geven                                                                                          |
| schetsen                                                 | skizzieren                                                                                                 | schätzen                                                                                   | schatten                                                                                              |
| schiet                                                   | schieße/schießt (1.-3. Person Sing.)                                                                       | Schiet (norddeutsch)                                                                       | klote                                                                                                 |
| schijt                                                   | Scheiße | Scheit                                                                                     | groot stuk gekloofd (gezaagd) (brand)hout                                                             |
| schijtert                                                | Scheißer, Angsthase                                                                                        | scheitert                                                                                  | iets, iemand faalt                                                                                    |
| schikken                                                 | ordnen, regeln                                                                                             | schicken                                                                                   | sturen                                                                                                |
| schilder                                                 | Maler | Schilder                                                                                   | borden                                                                                                |
| schilderen                                               | malern, anstreichen, malen                                                                                 | schildern                                                                                  | vertellen, beschrijven, schilderen                                                                    |
| schilderwerk                                             | Malerei, Anstrich                                                                                          | Schilderwerk                                                                               | fabriek voor naamborden, platen en verkeersborden                                                     |
| schmieren                                                | schwülstig spielen (auf Bühne)                                                                             | schmieren                                                                                  | smeren, kladden, knoeien, klieren                                                                     |
| schoen                                                   | Schuh | schön                                                                                      | mooi                                                                                                  |
| schoon                                                   | sauber, aber im flämischen Gebrauch schoon = schön                                                         | schon; schön                                                                               | al; mooi                                                                                              |
| schreien                                                 | weinen | schreien                                                                                   | schreeuwen                                                                                            |
| schroot                                                  | Schrott | Schrot                                                                                     | gries (grof gemalen volkoren graan)                                                                   |
| sein                                                     | Zeichen, Signal, Segen                                                                                     | sein                                                                                       | zijn (Verb und Pronomen)                                                                              |
| seinen                                                   | Zeichen (Pl.), signalisieren                                                                               | seinen                                                                                     | zijn                                                                                                  |
| slagen                                                   | bestehen, Erfolg haben                                                                                     | schlagen                                                                                   | slaan                                                                                                 |
| slager                                                   | Metzger | Schlager                                                                                   | schlager, topper                                                                                      |
| slagerij                                                 | Metzgerei                                                                                                  | Schlägerei                                                                                 | vechtpartij                                                                                           |
| slak                                                     | auch: Schnecke                                                                                             | Schlacke                                                                                   | slak, sintel                                                                                          |
| slaaf                                                    | auch: Sklave                                                                                               | Slawe                                                                                      | slaaf                                                                                                 |
| slechts                                                  | nur, bloß                                                                                                  | schlecht                                                                                   | erg, slecht, niet goed                                                                                |
| slim                                                     | schlau | schlimm                                                                                    | kwaad, slecht                                                                                         |
| sloot                                                    | (Wasser)graben                                                                                             | Schlot                                                                                     | (fabrieks)schoorsteen                                                                                 |
| smakker                                                  | Schmatzer (feuchter Kuss)                                                                                  | Schmackerl (Dialekt)                                                                       | lekkernij                                                                                             |
| smoren                                                   | auch: (jdn./etw.) ersticken                                                                                | schmoren                                                                                   | stoven, smoren                                                                                        |
| snappen                                                  | begreifen                                                                                                  | schnappen                                                                                  | happen                                                                                                |
| snee                                                     | Schnitt, Schnitte, Scheibe                                                                                 | Schnee                                                                                     | sneeuw                                                                                                |
| snelweg                                                  | Autobahn                                                                                                   | Schnellweg (Schnellstraße)                                                                 | autoweg                                                                                               |
| sollen (met iemand)                                      | jmd. auf Nase herumtanzen, mit jmd. spielen                                                                | sollen                                                                                     | moeten                                                                                                |
| soos                                                     | Klub, Verein                                                                                               | Soße                                                                                       | saus                                                                                                  |
| span                                                     | Gespann, Spanne (räuml.u.zeitl.)                                                                           | Span                                                                                       | spaander                                                                                              |
| spar                                                     | Tanne, Sparren                                                                                             | spar! (Imp. Sg.)                                                                           | spaar!                                                                                                |
| speculatie                                               | Spekulation                                                                                                | Spekulatius                                                                                | speculaas                                                                                             |
| spier                                                    | Muskel | (reg. das) Spier                                                                           | halm, sprietje, spiertje                                                                              |
| spijker                                                  | Nagel | Speicher                                                                                   | (Dachboden) zolder, (Informatik) geheugen                                                             |
| spijkeren                                                | nageln | speichern                                                                                  | opslaan                                                                                               |
| spijs, (amandelspijs)                                    | grobes Marzipan                                                                                            | Speis                                                                                      | specie, mortel                                                                                        |
| spinnen                                                  | schnurren (Katze), spinnen (Faden)                                                                         | spinnen (verrückt sein)                                                                    | gek zijn                                                                                              |
| spleen                                                   | Schwermut, Niedergeschlagenheit, Bedrücktheit, Weltschmerz                                                 | Spleen                                                                                     | tic, gril, kuur                                                                                       |
| spoor                                                    | auch: Gleis                                                                                                | Spur                                                                                       | spoor                                                                                                 |
| sport                                                    | auch: Sprosse                                                                                              | Sport                                                                                      | sport                                                                                                 |
| spotten                                                  | auch: einen VIP entdecken, spotten                                                                         | spotten                                                                                    | spotten                                                                                               |
| staart                                                   | Schwanz | Start                                                                                      | start                                                                                                 |
| staffel                                                  | Staffelzinsrechnung                                                                                        | Staffel                                                                                    | estafetteploeg                                                                                        |
| standje                                                  | Schelte, Rüffel                                                                                            | Ständchen                                                                                  | serenade                                                                                              |
| station                                                  | auch: Bahnhof                                                                                              | Station                                                                                    | station, (Krankenhaus) afdeling, (Haltestelle) halte                                                  |
| steeg                                                    | Gasse | Steg                                                                                       | loopplank, steiger                                                                                    |
| steiger                                                  | Gerüst, Landungsbrücke                                                                                     | Steiger (Bergbau)                                                                          | mijnopzichter                                                                                         |
| stel                                                     | Paar, Garnitur                                                                                             | Stelle                                                                                     | plaats, Arbeit: baan                                                                                  |
| stelling                                                 | These, Behauptung, Stellung (Krieg)                                                                        | Stellung                                                                                   | betrekking, baan, standje (erot.)                                                                     |
| stemmen                                                  | (ab)stimmen                                                                                                | stemmen                                                                                    | tillen                                                                                                |
| steppen                                                  | Tretroller fahren                                                                                          | steppen                                                                                    | (door)stikken, tapdansen                                                                              |
| stern                                                    | Seeschwalbe                                                                                                | Stern                                                                                      | ster                                                                                                  |
| steunen                                                  | stützen | stöhnen                                                                                    | kreunen                                                                                               |
| stiel                                                    | Fach, Handwerk                                                                                             | Stiel                                                                                      | steel                                                                                                 |
| stikken                                                  | steppen | sticken                                                                                    | borduren                                                                                              |
| stil                                                     | still | Stil                                                                                       | stijl                                                                                                 |
| stillen                                                  | beruhigen, zur Ruhe kommen                                                                                 | stillen                                                                                    | borst geven                                                                                           |
| stoer                                                    | stramm, kräftig gebaut, robust, wuchtig, stämmig                                                           | stur                                                                                       | koppig, eigenzinnig                                                                                   |
| stokbrood                                                | Stangenweißbrot                                                                                            | Stockbrot                                                                                  | aan een stokje boven een kampvuur gebakken brood                                                      |
| stort                                                    | Müllkippe                                                                                                  | Sturz                                                                                      | val                                                                                                   |
| stout                                                    | kühn, verwegen, unerzogen                                                                                  | stolz                                                                                      | trots, fier                                                                                           |
| straffen                                                 | strafen, bestrafen                                                                                         | straffen                                                                                   | strak spannen                                                                                         |
| straks                                                   | bald, demnächst                                                                                            | stracks                                                                                    | meteen, onmiddellijk                                                                                  |
| stram                                                    | steif | stramm                                                                                     | stevig, kloek                                                                                         |
| streng                                                   | auch: Haarsträhne                                                                                          | streng                                                                                     | streng, gestreng, strikt, scherp                                                                      |
| strijd                                                   | Kampf | Streit                                                                                     | ruzie                                                                                                 |
| strijken                                                 | bügeln | streiken                                                                                   | staken                                                                                                |
| strikje                                                  | Schleife, Fliege                                                                                           | Strick                                                                                     | touw                                                                                                  |
| strikken                                                 | in einer Schlinge fangen, bezirzen, ködern                                                                 | stricken                                                                                   | breien                                                                                                |
| stumper                                                  | armer Kerl                                                                                                 | Stümper                                                                                    | stuntel, prutser, prul                                                                                |
| stuur                                                    | Lenker, Lenkrad, Steuer                                                                                    | stur                                                                                       | stug, koppig, onverzettelijk                                                                          |
| suffig                                                   | dösig, schlafmützig                                                                                        | süffig                                                                                     | lekker, goed drinkbaar                                                                                |
| swingen                                                  | tanzen, swingen, hoch her gehen                                                                            | zwingen                                                                                    | dwingen                                                                                               |
| taal                                                     | Sprache | Zahl                                                                                       | getal                                                                                                 |
| tablet                                                   | Tafel Schokolade, Tablette                                                                                 | Tablett                                                                                    | dienblad                                                                                              |
| tachtig                                                  | achtzig | dachte ich                                                                                 | dacht ik                                                                                              |
| tafel                                                    | Tisch | Tafel                                                                                      | dis, schoolbord, paneel                                                                               |
| tapijt                                                   | Teppich | Tapete                                                                                     | behang                                                                                                |
| tappen                                                   | zapfen, abzapfen, ausschenken                                                                              | tappen                                                                                     | zwaar stappen, op tast lopen, tasten                                                                  |
| tas – tassen                                             | Tasche – Taschen                                                                                           | Tasse – Tassen                                                                             | kop – koppen                                                                                          |
| te geef                                                  | spotbillig                                                                                                 | wegzugeben, zu verschenken                                                                 | gratis, cadeau                                                                                        |
| tegel                                                    | Fliese, Kachel                                                                                             | Ziegel                                                                                     | dakpan, baksteen                                                                                      |
| tegenstand                                               | Widerstand                                                                                                 | Gegenstand                                                                                 | voorwerp                                                                                              |
| tehuis                                                   | Zuhause, Heim                                                                                              | Teehaus                                                                                    | theehuis                                                                                              |
| teil                                                     | Wanne | Teil                                                                                       | gedeelte                                                                                              |
| teller                                                   | Zählwerk, Dividend, Zähler                                                                                 | Teller                                                                                     | bord                                                                                                  |
| terechtkomen                                             | ankommen, landen                                                                                           | zurechtkommen (mit etw.)                                                                   | klaarspelen                                                                                           |
| terechtstellen                                           | hinrichten                                                                                                 | zurechtstellen                                                                             | klaarzetten                                                                                           |
| tier                                                     | Wachstum, Lebenskraft, Blüte, Schrei                                                                       | Tier                                                                                       | dier                                                                                                  |
| tieren                                                   | johlen, lärmen, donnern, toben, wettern, zetern; üppig wachsen, gedeihen, florieren                        | Tieren                                                                                     | dieren                                                                                                |
| tierig                                                   | johlen, lärmen, donnern, toben, lebhaft, wohlauf                                                           | tierisch                                                                                   | dierlijk                                                                                              |
| timmermeisje                                             | Tischlermädchen                                                                                            | Zimmermädchen                                                                              | kamermeisje                                                                                           |
| tippelen                                                 | auf den Strich gehen                                                                                       | tippeln                                                                                    | met kleine pasjes lopen                                                                               |
| tippen                                                   | (an)tippen, Trinkgeld geben, einen Tipp geben                                                              | tippen (auf der Tastatur)                                                                  | tikken, typen                                                                                         |
| tod                                                      | Lumpen, Fetzen                                                                                             | Tod                                                                                        | dood                                                                                                  |
| toestaan                                                 | erlauben                                                                                                   | zustehen                                                                                   | toekomen                                                                                              |
| tol                                                      | Zoll, Kreisel                                                                                              | toll                                                                                       | gek, fijn, gaaf                                                                                       |
| tollen                                                   | mit dem Kreisel spielen, taumeln, torkeln                                                                  | tollen                                                                                     | ravotten                                                                                              |
| ton                                                      | Tonne | Ton                                                                                        | toon, klei                                                                                            |
| Ton                                                      | Ton (männl. Vorname, Kurzform von Anton)                                                                   | Ton                                                                                        | toon, klei                                                                                            |
| tonen                                                    | zeigen | tönen                                                                                      | kleuren                                                                                               |
| toonaard                                                 | Tonart | Tonerde                                                                                    | steenaarpottenbakkersklei                                                                             |
| top                                                      | Spitze, Höhepunkt, Gipfel                                                                                  | Topf                                                                                       | pan, pot                                                                                              |
| tor                                                      | Käfer | Tor                                                                                        | poort (Fußball: doel)                                                                                 |
| tot                                                      | bis | tot                                                                                        | dood                                                                                                  |
| traineren                                                | in Länge ziehen                                                                                            | trainieren                                                                                 | trainen                                                                                               |
| traject                                                  | Strecke | Trajekt                                                                                    | overtocht, treinveerboot                                                                              |
| trakteren                                                | einladen                                                                                                   | traktieren                                                                                 | treiteren, van langs geven                                                                            |
| trekken                                                  | ziehen | drücken                                                                                    | duwen, drukken                                                                                        |
| trekzak                                                  | Ziehharmonika                                                                                              | Drecksack (ugs.)                                                                           | schoft, smeerlap                                                                                      |
| troebel                                                  | trübe, verhangen, fragwürdig                                                                               | Trubel                                                                                     | drukte, gewoel                                                                                        |
| trots                                                    | Stolz | Trotz                                                                                      | koppigheid                                                                                            |
| tuchtig                                                  | züchtig | tüchtig                                                                                    | bekwaam, knap, flink                                                                                  |
| tuin                                                     | Garten | Zaun                                                                                       | (om)heining, schutting                                                                                |
| tussen                                                   | zwischen                                                                                                   | Tussen (ugs.)                                                                              | wijfie, trutje                                                                                        |
| tut                                                      | Ziege, Zicke, Trödelliese, alte Jungfer                                                                    | tut                                                                                        | doet                                                                                                  |
| typen                                                    | tippen, Schreibmaschine schreiben                                                                          | Typen                                                                                      | types                                                                                                 |
| u                                                        | Sie als Höflichkeitsform der Anrede                                                                        | Du als vertraute Form der Anrede                                                           | je |
| ui                                                       | Zwiebel | ui!                                                                                        | uitroep van verbazing                                                                                 |
| uitbaten                                                 | leiten, führen, betreiben                                                                                  | ausbaden                                                                                   | bezuren, (uit)boeten, gevolgen van iets (moeten) dragen                                               |
| uitbeelden                                               | darstellen                                                                                                 | ausbilden                                                                                  | opleiden                                                                                              |
| uitdunnen                                                | ausdünnen                                                                                                  | ausdehnen                                                                                  | uitbreiden                                                                                            |
| uiteenzetting                                            | Darlegung, Argumentation                                                                                   | Auseinandersetzung                                                                         | ruzie, twistgesprek, meningsverschil                                                                  |
| uitglijden                                               | ausrutschen                                                                                                | auskleiden                                                                                 | ontkleden, uitkleden                                                                                  |
| uitkeren                                                 | auszahlen                                                                                                  | auskehren                                                                                  | aanvegen                                                                                              |
| uitknippen                                               | ausschneiden (mit Schere)                                                                                  | ausknipsen                                                                                 | uitschakelen (b.v. een lamp)                                                                          |
| uitladen                                                 | entladen, ausladen                                                                                         | ausladen                                                                                   | een uitnodiging herroepen                                                                             |
| uitlenen                                                 | verleihen, verborgen                                                                                       | ausleihen (sich)                                                                           | huren                                                                                                 |
| uitlopen                                                 | verspäten (länger dauern)                                                                                  | auslaufen                                                                                  | leeglopen, lekken                                                                                     |
| uitmeten                                                 | schildern, breittreten                                                                                     | ausmessen                                                                                  | opmeten                                                                                               |
| uitnodigen, nodigen                                      | einladen                                                                                                   | nötigen                                                                                    | noodzaken                                                                                             |
| uitrotten                                                | von innen wegrotten                                                                                        | ausrotten                                                                                  | uitroeien, verdelgen, totaal vernietigen                                                              |
| uitslag                                                  | auch: Ergebnis, z. B. bei Wahlergebnissen                                                                  | Ausschlag                                                                                  | Haut: uitslag, Pendel: uitslaan, den ~ geben: de doorslag geven                                       |
| uitstellen                                               | aufschieben                                                                                                | ausstellen                                                                                 | tentoonstellen                                                                                        |
| uitvaardigen                                             | ausstellen, erlassen, verhängen (Haftbefehl, Sanktion, Blockade)                                           | ausfertigen                                                                                | opmaken (document, contract, testament, proces-verbaal)                                               |
| uitvaart                                                 | Beerdigung, Begräbnis                                                                                      | Ausfahrt (an der Autobahn oder Schnellstraße)                                              | (Autobahn) afrit; (übrige Straßen meist) afslag                                                       |
| uitvlucht                                                | Ausrede | Ausflug                                                                                    | uitstapje                                                                                             |
| uitwendig                                                | äußerlich                                                                                                  | auswendig                                                                                  | uit het hoofd                                                                                         |
| uitzet                                                   | Aussteuer                                                                                                  | Aussatz                                                                                    | lepra                                                                                                 |
| uitzetten                                                | ausschalten, ausweisen, Ausnahme                                                                           | Aussonderung                                                                               | een beurt overslaan, schifting, afsplitsing                                                           |
| unheimisch                                               | unheimlich                                                                                                 | unheimisch                                                                                 | niet inheems                                                                                          |
| uur                                                      | Stunde, (om 12 uur) um 12 Uhr                                                                              | Uhr                                                                                        | klok                                                                                                  |
| vaarkaart                                                | Schifffahrtskarte, nautische Karte                                                                         | Fahrkarte                                                                                  | kaartje                                                                                               |
| vaart                                                    | Schifffahrt                                                                                                | Fahrt                                                                                      | rit                                                                                                   |
| vals                                                     | böse, gefälscht, künstlich                                                                                 | falls; falsch                                                                              | ingeval, indien; verkeerd                                                                             |
| varen                                                    | fahren – nur Schiffe                                                                                       | fahren                                                                                     | rijden (Autos und Züge)                                                                               |
| vast                                                     | fest, feste                                                                                                | fast                                                                                       | bijna                                                                                                 |
| vatbaar                                                  | empfänglich                                                                                                | fassbar                                                                                    | begrijpelijk, te vatten, tastbaar                                                                     |
| vechten                                                  | kämpfen, sich raufen                                                                                       | fechten                                                                                    | schermen                                                                                              |
| vedel                                                    | Fidel | Wedel                                                                                      | plumeau, vederborstel                                                                                 |
| vedelen                                                  | fideln | wedeln                                                                                     | wuiven, (Hund) kwispelen                                                                              |
| vee                                                      | Vieh | Fee                                                                                        | fee                                                                                                   |
| veen                                                     | Moor | Feen                                                                                       | feeën                                                                                                 |
| veerboot                                                 | Fährboot                                                                                                   | Verbot                                                                                     | verbod                                                                                                |
| vel                                                      | Haut | Fell                                                                                       | vacht                                                                                                 |
| verblijven                                               | verweilen, sich aufhalten, wohnen                                                                          | verbleiben                                                                                 | resteren, blijven, aanblijven                                                                         |
| verbloeden                                               | verbluten                                                                                                  | verblöden                                                                                  | versuffen, dom worden, afstompen                                                                      |
| verbouwen                                                | umbauen, renovieren                                                                                        | verbauen                                                                                   | verkeerd/slecht bouwen                                                                                |
| verdacht                                                 | verdächtig                                                                                                 | Verdacht                                                                                   | verdenking                                                                                            |
| verdampt                                                 | verdampft, verdunstet                                                                                      | verdammt                                                                                   | verdomd                                                                                               |
| verdelgen                                                | ausrotten, ausradieren                                                                                     | vertilgen                                                                                  | opeten, buffelen, verdelgen                                                                           |
| verdenken                                                | verdächtigen                                                                                               | verdenken                                                                                  | kwalijk nemen                                                                                         |
| verdieping                                               | Stockwerk                                                                                                  | Vertiefung                                                                                 | kuiltje                                                                                               |
| verdoemen                                                | verdammen                                                                                                  | verdummen                                                                                  | versuffen, dom worden, afstompen                                                                      |
| verdokteren                                              | für Arztrechnungen ausgeben                                                                                | verdoktern (Dialekt)                                                                       | behandelen                                                                                            |
| verdommen (iets)                                         | verweigern (etwas)                                                                                         | verdummen                                                                                  | versuffen, dom worden, afstompen                                                                      |
| vereisen                                                 | erfordern                                                                                                  | vereisen                                                                                   | bevriezen                                                                                             |
| verergeren                                               | verschlimmern, schlimmer machen                                                                            | verärgern                                                                                  | kwaad maken                                                                                           |
| verflucht (verf•lucht)                                   | Farbgeruch                                                                                                 | verflucht                                                                                  | vervloekt, verdomd!                                                                                   |
| vergissen                                                | sich irren                                                                                                 | vergessen                                                                                  | vergeten                                                                                              |
| verkeerd                                                 | falsch, fehlerhaft, irrig                                                                                  | verkehrt (andersherum)                                                                     | achterstevoren, averechts                                                                             |
| verkennen                                                | erkunden, aufklären                                                                                        | verkennen                                                                                  | miskennen                                                                                             |
| verklappen                                               | ausplaudern, verraten                                                                                      | verklappen                                                                                 | lossen, storten uit een klepbak, onderlosser; dumpen, storten van afval                               |
| verklaren                                                | erklären                                                                                                   | verklären                                                                                  | idealiseren, uitleggen, niet goed klikken                                                             |
| verklaring                                               | Aussage | Verklärung                                                                                 | verheerlijking                                                                                        |
| verklikken                                               | verpetzen                                                                                                  | verklickern; verklicken                                                                    | uitleggen; niet goed klikken met de muis                                                              |
| verknallen                                               | versauen, vertun, (Geld) verballern                                                                        | (sich) verknallen                                                                          | verliefd zijn, verkikkerd raken, op iem., verschieten, verpaffen                                      |
| verkocht                                                 | verkauft                                                                                                   | verkocht                                                                                   | verkokt                                                                                               |
| verkracht                                                | vergewaltigt                                                                                               | verkracht                                                                                  | met ruzie uit elkaar gegaan                                                                           |
| verlangen (naar)                                         | sich sehnen (nach)                                                                                         | verlangen                                                                                  | eisen, vorderen                                                                                       |
| verlies                                                  | Verlust | Verlies                                                                                    | kerker                                                                                                |
| verlinken                                                | verpfeifen, verraten                                                                                       | verlinken (Internet)                                                                       | linken                                                                                                |
| verlopen                                                 | ablaufen, vergehen, verstreichen, abflauen                                                                 | verlaufen                                                                                  | verdwalen, mislopen, verdolen                                                                         |
| verlossen                                                | erlösen | verlosen                                                                                   | verloten                                                                                              |
| vernemen                                                 | erfahren                                                                                                   | vernehmen                                                                                  | verhoren                                                                                              |
| vernuftig                                                | schlau, erfindungsreich                                                                                    | vernünftig                                                                                 | verstandig                                                                                            |
| verongelukken                                            | tödlich verunglücken                                                                                       | verunglücken                                                                               | een ongeluk hebben                                                                                    |
| verpatsen                                                | schnell und zu billig verkaufen                                                                            | verpatzen                                                                                  | verknoeien                                                                                            |
| verplegen                                                | pflegen | verpflegen                                                                                 | te eten geven                                                                                         |
| verpleging                                               | Krankenpflege                                                                                              | Verpflegung                                                                                | proviand                                                                                              |
| verreizen                                                | Geld für Reisen ausgeben                                                                                   | verreisen                                                                                  | op reis gaan                                                                                          |
| verrekijker                                              | Fernglas                                                                                                   | Fernseher                                                                                  | televisie                                                                                             |
| verrukken                                                | entzücken                                                                                                  | verrücken                                                                                  | verschuiven                                                                                           |
| verrukt                                                  | entzückt                                                                                                   | verrückt                                                                                   | gek                                                                                                   |
| versagen                                                 | verzagen                                                                                                   | versagen                                                                                   | tekortschieten, ontzeggen, niet functioneren, weigeren te doen                                        |
| verschieten                                              | bleichen                                                                                                   | verschießen                                                                                | verschieten (een stafschot missen)                                                                    |
| verschikken                                              | (Möbel) umstellen, aufrücken                                                                               | verschicken                                                                                | versturen                                                                                             |
| verschonen                                               | auch: wickeln/trockenlegen (Baby), wechseln (Wäsche), beziehen (Bett)                                      | verschonen                                                                                 | sparen, verschonen                                                                                    |
| verslag                                                  | Bericht | Verschlag                                                                                  | hok, schuurtje                                                                                        |
| verslagen                                                | geschlagen (total besiegt), niedergeschlagen                                                               | verschlagen                                                                                | sluw, geslepen, listig, geraffineerd                                                                  |
| verstaan                                                 | verstehen, hören                                                                                           | verstehen                                                                                  | begrijpen                                                                                             |
| verstandig                                               | klug, vernünftig                                                                                           | verständlich                                                                               | duidelijk, verstaanbaar                                                                               |
| verstek                                                  | Gehrung | Versteck                                                                                   | schuilhoek                                                                                            |
| verstoppen                                               | verstecken                                                                                                 | verstopfen                                                                                 | dicht zitten (straten), aan verstopping lijden (geneeskundig)                                         |
| vertegenwoordigen                                        | vertreten, repräsentieren, darstellen                                                                      | (sich) vergegenwärtigen                                                                    | (zich) realiseren                                                                                     |
| verteren                                                 | verdauen                                                                                                   | verzehren, (sich) verzehren                                                                | (op)eten, consumeren, gebruiken, nuttigen, verteerd worden                                            |
| vertikken                                                | an etw. nicht denken, nicht funktionieren                                                                  | verticken (ugs.)                                                                           | verkopen                                                                                              |
| vertonen                                                 | zeigen | vertonen                                                                                   | op muziek zetten                                                                                      |
| vertragen                                                | verzögern                                                                                                  | vertragen                                                                                  | verdragen, uithouden                                                                                  |
| vervangen                                                | ersetzen                                                                                                   | verfangen                                                                                  | verstrikken                                                                                           |
| vervelen                                                 | langweilen                                                                                                 | verfehlen                                                                                  | missen, mislopen                                                                                      |
| vervoeren                                                | befördern, transportieren                                                                                  | verführen                                                                                  | verleiden                                                                                             |
| vervoering                                               | Verzückung                                                                                                 | Verführung                                                                                 | verzoeking                                                                                            |
| vervolgen                                                | fortsetzen                                                                                                 | verfolgen                                                                                  | volgen                                                                                                |
| verwaand                                                 | eingebildet                                                                                                | verwandt                                                                                   | verwant                                                                                               |
| verwaarlozen                                             | vernachlässigen                                                                                            | verwahrlosen, verkommen, schäbig werden                                                    | wegrotten                                                                                             |
| verwantschap                                             | Verwandtschaft (Tatsache, dass man verwandt ist)                                                           | Verwandtschaft (verwandte Menschen)                                                        | familie                                                                                               |
| verweesd (voltooid deelwoord)                            | verwaist                                                                                                   | verwest (Partizip)                                                                         | verrot, vergaan                                                                                       |
| verwerven                                                | erwerben, erlangen                                                                                         | verwerfen                                                                                  | verwerpen                                                                                             |
| verwezen                                                 | verwiesen, hingewiesen                                                                                     | verwesen                                                                                   | rotten                                                                                                |
| verwonen                                                 | für Miete ausgeben                                                                                         | verwohnen                                                                                  | uitwonen                                                                                              |
| verzoeken                                                | beantragen, bitten um                                                                                      | versuchen, probieren                                                                       | proberen                                                                                              |
| verzoeking                                               | Verführung                                                                                                 | Verzückung                                                                                 | vervoering                                                                                            |
| verzorging                                               | Pflege | Versorgung                                                                                 | levering, bevoorrading                                                                                |
| verzwikt                                                 | verstaucht, verrenkt                                                                                       | verzwickt                                                                                  | moeilijk, gecompliceerd                                                                               |
| vete                                                     | Fehde | Fete                                                                                       | feestje, fuif, party                                                                                  |
| vetter                                                   | fetter | Vetter                                                                                     | neef                                                                                                  |
| viel                                                     | fiel | viel                                                                                       | veel                                                                                                  |
| vies                                                     | schmutzig                                                                                                  | fies                                                                                       | gemeen                                                                                                |
| vingeren (Betonung erste Silbe)                          | fingern, fummeln                                                                                           | fingieren                                                                                  | fingeren                                                                                              |
| visite                                                   | Besuch | Visite                                                                                     | doktersbezoek                                                                                         |
| vlieger                                                  | Drachen | Flieger                                                                                    | vliegtuig                                                                                             |
| vlier                                                    | Holunder                                                                                                   | Flieder                                                                                    | sering                                                                                                |
| vloer                                                    | Fußboden                                                                                                   | Flur                                                                                       | hal, gang                                                                                             |
| vlot                                                     | auch: flott, keck, zügig                                                                                   | Floß                                                                                       | vlot                                                                                                  |
| vlucht                                                   | Flug | Flucht                                                                                     | ontsnapping                                                                                           |
| vlug                                                     | rasch, schnell                                                                                             | Flug                                                                                       | vlucht, vliegtocht                                                                                    |
| vol                                                      | satt | voll (betrunken)                                                                           | zat                                                                                                   |
| volkslied                                                | Nationalhymne                                                                                              | Volkslied                                                                                  | volkslied(je)                                                                                         |
| voorjaar                                                 | Frühjahr                                                                                                   | Vorjahr                                                                                    | vorig jaar                                                                                            |
| voorleggen                                               | erbringen                                                                                                  | vorlegen                                                                                   | (eten) opscheppen                                                                                     |
| voorlezen                                                | Vorlesen                                                                                                   | Vorlesung                                                                                  | (hoor-)college                                                                                        |
| voorliegen                                               | anlügen | vorliegen                                                                                  | ter tafel liggen                                                                                      |
| voorover                                                 | kopfüber, vornüber                                                                                         | vorüber                                                                                    | voorbij                                                                                               |
| vordering                                                | Fortschritt                                                                                                | Forderung                                                                                  | eis                                                                                                   |
| vorken                                                   | Gabeln | Forken                                                                                     | compostverspreider                                                                                    |
| vorst                                                    | Frost, Monarch                                                                                             | Forst                                                                                      | bos                                                                                                   |
| vreemd                                                   | auch: seltsam                                                                                              | fremd                                                                                      | onbekend, vreemd                                                                                      |
| vrijen                                                   | mit jmd. gehen, knutschen, schmusen; mit jmd. schlafen                                                     | freien (veraltet für: um jmd. werben, jmdm. den Hof machen, um jmds. Hand anhalten/bitten) | (ver)eren, versieren (v.e. meisje)                                                                    |
| vrijer                                                   | Liebhaber                                                                                                  | Freier                                                                                     | klant van een prostituee                                                                              |
| vrijheer                                                 | Herr | Freiherr                                                                                   | baron                                                                                                 |
| vuil                                                     | schmutzig, unflätig, gemein                                                                                | faul                                                                                       | lui, verrot, bedorven                                                                                 |
| vuilnis                                                  | Müll | Fäulnis                                                                                    | (ver)rotting                                                                                          |
| waal                                                     | Wehl, Wehle                                                                                                | Wal                                                                                        | walvis                                                                                                |
| wade                                                     | Fischfanggerät                                                                                             | Wade                                                                                       | kuit                                                                                                  |
| wakker                                                   | wach | wacker                                                                                     | kranig, dapper                                                                                        |
| wandelen                                                 | wandern, spazieren gehen                                                                                   | wandeln                                                                                    | wijzigen, veranderen                                                                                  |
| war (in de war)                                          | verwirrt                                                                                                   | war                                                                                        | was                                                                                                   |
| ware                                                     | Wahre, Natürliche                                                                                          | Ware                                                                                       | (koop)waar                                                                                            |
| waren                                                    | auch: schweifen, irren                                                                                     | (wir/sie) waren, Waren                                                                     | (wij/zij) waren, koopwaren                                                                            |
| was                                                      | Wachs, Wäsche, war (Imperfekt v. sein)                                                                     | was                                                                                        | wat                                                                                                   |
| watten                                                   | aus Watte                                                                                                  | Watten                                                                                     | Beiers kaartspel                                                                                      |
| wazig                                                    | neblig, dunstig, diesig, dösig, benommen                                                                   | warzig                                                                                     | wrattig                                                                                               |
| weck                                                     | Eingemachtes, Eingewecktes                                                                                 | Weck                                                                                       | broodje                                                                                               |
| wecken                                                   | einwecken, einmachen                                                                                       | wecken                                                                                     | wakker maken, wekken                                                                                  |
| weer                                                     | Wetter, wieder                                                                                             | wer                                                                                        | wie                                                                                                   |
| wegen                                                    | Straßen | wegen                                                                                      | wegens, vanwege, omwille van                                                                          |
| wel                                                      | Quelle, wohl                                                                                               | Welle                                                                                      | golf                                                                                                  |
| welk                                                     | welche, welcher                                                                                            | welk                                                                                       | verwelkt                                                                                              |
| werden                                                   | wurden | werden                                                                                     | worden                                                                                                |
| werkplaats                                               | Werkstatt                                                                                                  | Arbeitsplatz                                                                               | werkplek, baan                                                                                        |
| werktuigbouwkunde                                        | Maschinenbau                                                                                               | Werkzeugbau                                                                                | gereedschapsbouw                                                                                      |
| werven                                                   | anwerben, anheuern                                                                                         | werben                                                                                     | reclame maken                                                                                         |
| wet                                                      | Gesetz | Wette                                                                                      | weddenschap                                                                                           |
| wetten                                                   | schärfen, schleifen; Gesetze                                                                               | wetten                                                                                     | wedden                                                                                                |
| wie                                                      | wer | wie                                                                                        | hoe                                                                                                   |
| wijnen                                                   | mehrere Gläser Wein                                                                                        | weinen                                                                                     | huilen                                                                                                |
| winkel                                                   | Geschäft, Laden                                                                                            | Winkel                                                                                     | hoek                                                                                                  |
| wissen                                                   | wischen, löschen                                                                                           | wissen                                                                                     | weten                                                                                                 |
| woonwagen                                                | Schindelwagen, Zirkuswagen                                                                                 | Wohnwagen                                                                                  | caravan                                                                                               |
| woordjes                                                 | Vokabeln                                                                                                   | (ernste) Wörtchen                                                                          | standje                                                                                               |
| worstelen                                                | ringen | wursteln                                                                                   | prutsen, klungelen                                                                                    |
| wort                                                     | Bierwürze                                                                                                  | Wort                                                                                       | woord                                                                                                 |
| zagen                                                    | sägen, sahen                                                                                               | sagen                                                                                      | zeggen                                                                                                |
| zagen, vijlen                                            | feilen | sticken, nähen                                                                             | borduren, naaien                                                                                      |
| zaken                                                    | Geschäfte                                                                                                  | Sachen                                                                                     | dingen                                                                                                |
| zandaal                                                  | Sandaal (Fisch)                                                                                            | Sandale                                                                                    | sandaal                                                                                               |
| zat                                                      | auch: voll (betrunken)                                                                                     | satt                                                                                       | zat, bei Farben: vol, nach dem Essen: vol, verzadigd                                                  |
| ze reden                                                 | sie fuhren                                                                                                 | sie reden                                                                                  | ze praten                                                                                             |
| zee                                                      | die See (das Meer)                                                                                         | der (Binnen-)See                                                                           | meer                                                                                                  |
| zege                                                     | Sieg | Segen                                                                                      | zegen                                                                                                 |
| zegel                                                    | Siegel, Stempel, Briefmarke                                                                                | Segel                                                                                      | zeil                                                                                                  |
| zeil                                                     | Segel | Zeile; Seil                                                                                | regel; touw                                                                                           |
| zeldzaam                                                 | selten | seltsam                                                                                    | vreemd, merkwaardig, raar                                                                             |
| zelfs                                                    | sogar | selbst                                                                                     | zelf                                                                                                  |
| zeperd                                                   | Reinfall                                                                                                   | Seepferd                                                                                   | zeepaardje                                                                                            |
| zetel                                                    | Sitz | Zettel; Sessel (Deutschland); Sessel (Österreich)                                          | strookje papier; fauteuil; stoel                                                                      |
| zeug                                                     | Sau | Zeug                                                                                       | rommel, spullen                                                                                       |
| zich aanstellen                                          | sich zieren, anstellen, übertreiben, jammern                                                               | sich anstellen                                                                             | achter aansluiten, of een bepaalindruk wekken                                                         |
| zich bemoeien                                            | sich einmischen                                                                                            | sich bemühen                                                                               | zich moeite geven, moeite doen                                                                        |
| zich beraden                                             | (sich) überlegen                                                                                           | (sich) beraten                                                                             | (zich) beraadslagen                                                                                   |
| ziekenhuis                                               | Krankenhaus                                                                                                | Ziegenhaus                                                                                 | huis voor geiten                                                                                      |
| ziel                                                     | Seele | Ziel                                                                                       | doel                                                                                                  |
| zielig                                                   | jämmerlich                                                                                                 | selig                                                                                      | zalig                                                                                                 |
| zin                                                      | Sinn, Satz                                                                                                 | Zinn                                                                                       | tin                                                                                                   |
| zinken                                                   | sinken, untergehen, versinken (aber auch zinken, aus Zink, Zink-)                                          | zinken                                                                                     | verraden, verlinken, verloenen, merken (maar ook zinken, van zink)                                    |
| zonde                                                    | Sünde | Sonde                                                                                      | sonde                                                                                                 |
| zonder geweer                                            | ohne Gewehr                                                                                                | ohne Gewähr                                                                                | onder voorbehoud                                                                                      |
| zucht                                                    | Sucht, Seufzer                                                                                             | Zucht; Sucht                                                                               | fokkerij; verslaving                                                                                  |
| zuchten                                                  | seufzen | züchten                                                                                    | fokken, kweken                                                                                        |
| zuiver                                                   | rein, lauter, reinrassig                                                                                   | sauber                                                                                     | schoon                                                                                                |
| zwaar                                                    | schwer | zwar                                                                                       | weliswaar                                                                                             |
| zwaarte                                                  | Schwere, Gewicht                                                                                           | Schwarte                                                                                   | zwoerd                                                                                                |
| zwam                                                     | Pilz | Schwamm                                                                                    | spons                                                                                                 |
| zweer                                                    | Geschwür                                                                                                   | schwer                                                                                     | zwaar                                                                                                 |
| zwendel                                                  | Betrug, Schwindel                                                                                          | Schwindel (Med.)                                                                           | duizeligheid, duizeling                                                                               |
| zwierig                                                  | schwungvoll                                                                                                | schwierig                                                                                  | moeilijk                                                                                              |
| zwikken                                                  | verstauchen, verrenken                                                                                     | zwicken                                                                                    | knijpen                                                                                               |
| zwindelen                                                | schwindelig werden                                                                                         | schwindeln                                                                                 | sjoemelen                                                                                             |
| zwoel                                                    | schwül | schwul                                                                                     | homo(seksueel)                                                                                        |

#### Friesisch
| Friesisches Wort | Bedeutet (auch) | Ähnelt dem deutschen | Freund übersetzt |
| ---------------- | --------------- | -------------------- | ---------------- |
| moin (von moi)   | schön           | Morgen               | Mörgen           |

#### Niederdeutsche Sprache
| Plattdeutsche(s) Wort(gruppe)     | Bedeutet (auch) | Ähnelt dem deutschen                                                                                         | Freund übersetzt               |
| --------------------------------- | --- | --- | ------------------------------ |
| Deern                             | Mädchen | Dirne | Dirn                           |
| (dat) Meer (vgl. Steinhuder Meer) | (Binnen-)See | Meer | (der) See                      |
| Mess                              | Mist | Messe |                                |
| (de) See (vgl. Nordsee)           | Meer, (die) See | (der) See | Meer (vgl. Zwischenahner Meer) |
| Pinkel                            | geräucherte, grobkörnige Grützwurst („Grünkohl mit Pinkel“ als traditionelles Wintergericht im Raum Bremen-Oldenburg und Südniedersachsen) | (feiner) Pinkel (abwertend für „gesellschaftlich hochstehender, gut gekleideter Mann“)                       | fien Pinkel                    |
| wedder                            | wieder | Wetter (daher das Sprichwort: es gibt „schönes Wetter“ -wat schoins weer-, wenn man seinen Teller leer isst) | Weer                           |
| dat Wicht                         | Mädchen | der Wicht (Unhold, Zwerg)                                                                                    | de Wicht                       |
| wo                                | wie | wo | (wo)neem, woor                 |

#### Hochdeutsch

##### Hochdeutsche(mittel- und oberdeutsche) Dialekte
| Dialektwort                                                       | Bedeutet (auch) | Ähnelt dem hochdeutschen |
| ----------------------------------------------------------------- | --- | --- |
| aarisch (Saarländisches Rheinfränkisch)                           | arg, sehr | arisch |
| akratt (Bairisch-Österreichisch)                                  | ausgerechnet | akkurat |
| arch (Südwest- und Mittelripuarisch)                              | sehr, arg, schlimm | Arsch |
| Boana/Bana (Bairisch-Österreichisch)                              | Knochen | Beine |
| bochen (Thüringisch)                                              | sich stoßen | pochen |
| Büggel (Kölsch)                                                   | Beutel, Einkaufstüte, Geldbörse, Hosensack | Bügel |
| Bühne (Bene) (Alemannisch, Schwäbisch)                            | Dachboden | Bühne (Theater) |
| Dämpen (Bergisch)                                                 | Rauchen (Zigaretten etc.) | Dämpfen |
| Ding (Kölsch)                                                     | Dein | Ding |
| dröcke (Kölsch)                                                   | Umarmen (ausschließlich) | drücken |
| Finken (Alemannisch)                                              | Hausschuhe | Finken (Vögel) |
| Fotzn (Bairisch-Österreichisch)                                   | Mund, Ohrfeige | Fotze |
| Fott/Fut (Kölsch, Rheinisch)                                      | Gesäß (harmlos gemeint) | Fotze |
| Fueß (Alemannisch, Schwäbisch)                                    | Bein | Fuß |
| gar (Bairisch-Österreichisch)                                     | aufgebraucht, aufgezehrt, zu Ende | gar (gegart) |
| Gsälz (Alemannisch, Schwäbisch)                                   | Konfitüre | Salz, Geselchtes |
| Gugg/Gugga (Alemannisch, Schwäbisch)                              | Einkaufstasche, Plastiktüte | gucken (schauen) |
| haaß’n (Oberfränkisch)                                            | heißen | Hasen |
| Häfner (Wienerisch)                                               | (ehemaliger) Gefängnisinsasse | Hafenarbeiter |
| Halve Hahn (Kölsch)                                               | ein halbes Brötchen mit Käse | halbes Hähnchen |
| Hawara (Österreichisch)                                           | Mann/Freund | Havarie |
| heben (hebe, heba) (Alemannisch, Schwäbisch, Pfälzisch, Bairisch) | halten | (an)heben |
| Hip, Hippe (Ripuarisch)                                           | Ziege, Ziegen | hip (im Sinne von angesagt); Hippe (Stangenwaffe [MA]; Gärtners- und Forstwerkzeug; (Poesie/Lyrik) Sense [des Schnitters Tod]); Hippie |
| Hosen (Oberfränkisch)                                             | Hasen | Hosen |
| Isch holl mir’s Lëwwe/Lääwe / Ich hòòl ma’s Lääwe (Saarländisch)  | Ich überanstrenge mich | Ich nehme mir das Leben |
| iggelig (Kölsch)                                                  | nervös, unruhig | eklig, igelartig |
| Kampl (Österreichisch)                                            | Freund/Mann, aber auch Kamm | Kamm |
| Kies (Kölsch)                                                     | Käse | Kies |
| Keß (Kölsch)                                                      | Kiste | kess |
| Klumpen (Bergisch)                                                | Holzschuhe, Clogs | Klumpen |
| Klümpken, Klümpchen, Klümpsken (Bergisch)                         | Guzle, Bonbon, Zuckerle, Karamelle | Klümpchen |
| kölschen (Kölsch)                                                 | heftig und mit Auswurf husten | Kölsch oder kölsch-nah sprechen |
| komisch (Rheinisch)                                               | seltsam, auffällig, ungewöhnlich (und nicht lustig)                                                                                                 | komisch |
| Kotz (Moselfränkisch)                                             | Husten (vgl. engl. „cough“) | Kotze |
| kriesche (Kölsch)                                                 | weinen, heulen | kriechen |
| laufe, loufe (Alemannisch, Schwäbisch)                            | gehen | laufen, rennen |
| Läuf (Kölsch)                                                     | Dachgeschoss, -wohnung, -boden, -stuhl | läuft |
| Lui (Kölsch)                                                      | Zuhälter | Luis, Louis (Vorname) |
| Mandl (Bairisch-Österreichisch)                                   | Männchen | Mandel |
| Mensch (das) (Bairisch-Österreichisch)                            | Mädchen | Mensch (der) |
| Mücke (Rheinhessisch)                                             | Stubenfliege | Stechmücke |
| na                                                                | ja, nein (unterschiedliche Bedeutung in verschiedenen Dialekten)                                                                                    | nein, ja (jeweils falsche Interpretation)                                                                                              |
| Ovve (Kölsch)                                                     | Ofen und Herd | offen, geöffnet; oben |
| picken (Österreichisch)                                           | kleben, anhaften (vgl. Pickerl) | pieken (im Sinne von stechen), picken (Fressbewegung z. B. von Vögeln)                                                                 |
| Platz, Blatz (Mittelripuarisch)                                   | sehr lockere weiche, meist leicht süße Weißbrotart                                                                                                  | Platz |
| pudern, budern (Österreichisch)                                   | derb auch: den Geschlechtsverkehr ausüben | (ein)pudern (mit Puder bestreuen) |
| rammeln (Obersächsisch)                                           | sich stoßen, schnell gehen z. B. In die Stadt rammeln; aber auch: (schwer) arbeiten                                                                 | rammeln (waidmännisch best. Verhalten beim Hasen; ugs. derb Ausübung des Geschlechtsverkehrs)                                          |
| Rhing (Ripuarisch)                                                | Rhein | Ring |
| Riss, Rėß (Ripuarisch)                                            | Prügel | Riss |
| Röster (Österreichisch)                                           | Espresso | Bratkartoffeln, Kartoffelpuffer (je nach Dialekt)                                                                                      |
| rüche (Ripuarisch)                                                | Riechen (aktiv+passiv), Duften, Stinken | Rüsche (wie Rosen-Dekor usw.) |
| Schaaf (Ripuarisch)                                               | Schrank, Regal | Schaf |
| Schääfjen (Ripuarisch)                                            | Riegel (zum Verschieben) | Schäfchen |
| schaffen, Geschäft (Alemannisch, Schwäbisch)                      | arbeiten, Arbeit | schaffen (erreichen), Geschäft (Kauf, Handel)                                                                                          |
| Schlouf, schloufe (Südwestripuarisch)                             | Schlaf, Schlafen | Schlaufe |
| Schmek (Kölsch)                                                   | Peitsche | schmeckt, Geschmack |
| schmöcke, schmecka (Alemannisch, Schwäbisch)                      | riechen (meist intr.); (bei Menschen) auch svw. leiden können (schwäb. dui kann i net schmecka = „die (Ez.) kann ich nicht leiden/nicht ausstehen“) | schmecken |
| schmöcke (Ripuarisch)                                             | schmücken, dekorieren, herausputzen | schmecken |
| Schnake (Rheinhessisch)                                           | Stechmücke | Schnake |
| soacha, soicha (Alemannisch, Schwäbisch, Bairisch)                | pinkeln | suchen |
| Spatzen, Spätzle (Alemannisch, Schwäbisch)                        | eine Teigwarenart | Spatzen (Vogelart) |
| springen (Schwäbisch)                                             | rennen | springen |
| Staffl (Alemannisch, Schwäbisch)                                  | Treppe | Staffel |
| Stuten (Mittel- und Ostripuarisch)                                | ein weiches Weißbrot mit süßen Zutaten | Stuten (weibliche Pferde) |
| Teppich (Schwäbisch, Pfälzisch)                                   | (Woll)decke | Teppich |
| trabig („trabig sein“, auch: „es trabig haben“) (Österreichisch)  | eilig | traben |
| verheben (Schwäbisch, Alemannisch)                                | (die Notdurft) zurückhalten; ugs. sich etwas verkneifen (z. B. eine Bemerkung)                                                                      | (sich) verheben |
| Weech (Kölsch)                                                    | Weib, Frau, (geschlechtsreifes) Mädchen | Weg |
| Zick (einige ripuarische Dialekte, einschließlich Kölsch)         | Zeit | Zicke |

##### Belgisches Hochdeutsch
| Belgisches Wort | Bedeutet (auch)                                               | Ähnelt dem bundesdeutschen                 |
| --------------- | ------------------------------------------------------------- | ------------------------------------------ |
| Fazilitäten     | Spracherleichterungen                                         | Fazilität (Einräumung eines Kreditrahmens) |
| Garage          | Autowerkstatt                                                 | Garage (Unterstellplatz für Auto)          |
| Kandidatur      | zwei- bis dreijähriger erster Studienabschnitt an Hochschulen | Kandidatur (Bewerbung um ein Mandat)       |
| Schöffe         | Beigeordneter des Bürgermeisters                              | Schöffe (ehrenamtlicher Richter)           |

##### Bundesdeutsches Hochdeutsch („Binnendeutsch“)
| Teutonismus                   | ähnelt                                                         | ähnelt                                                         | korrekte Entsprechung                    | korrekte Entsprechung                 |
| Teutonismus                   | Österreichisches Hochdeutsch                                   | Schweizer Hochdeutsch                                          | Österreichisches Hochdeutsch             | Schweizer Hochdeutsch                 |
| ----------------------------- | -------------------------------------------------------------- | -------------------------------------------------------------- | ---------------------------------------- | ------------------------------------- |
| Arme Ritter                   | armer Ritter                                                   | armer Ritter                                                   | Bofese, Pafese, Pofese                   | Fotzelschnitte                        |
| Brötchen                      | Brötchen (belegtes Brot)                                       | Brötchen (belegtes Brot)                                       | Semmel, Laibchen                         | Brötli, Bürli, Mutschli               |
| Ecke (Eckball)                | Ecke (Winkel; Kante)                                           | Ecke (Winkel; Kante)                                           | Corner, Eckball                          | Corner, Eckball                       |
| Eierkuchen                    | Kuchen                                                         | Kuchen                                                         | Omelette [omˈlɛt] (n.)                   | Omelette [ˈɔm(ə)lɛtə] (f.)            |
| Geschoss (Stockwerk)          | Geschoss [ɡeˈʃɔs] (Projektil)                                  |                                                                | Geschoß [ɡeˈʃoːs], Stockwerk             |                                       |
| Jura (f.; Rechtswissenschaft) | Jura (Gebirge, Kanton, Département, erdgeschichtliche Periode) | Jura (Gebirge, Kanton, Département, erdgeschichtliche Periode) | Jus (n.)                                 | Jus (n.)                              |
| Kalbsmilch                    | Milch                                                          | Milch                                                          | Bries                                    | Bries                                 |
| Kasten (für Getränkeflaschen) | Kasten (Möbel)                                                 | Kasten (Möbel)                                                 | Kiste, Steige                            | Harass, Harasse                       |
| Pfosten (Ballsport)           | Pfosten (Holzbalken)                                           | —                                                              | Stange                                   | —                                     |
| Sessel                        | Sessel (Stuhl)                                                 | Sessel (Stuhl; Sitz, Mandat)                                   | Fauteuil [foˈtœj] (m./n.), Polstersessel | Fauteuil [ˈfotœj] (m.), Polstersessel |
| Tüte                          | Tüte (Spitztüte, Stanitzel)                                    | Tüte (Cornet)                                                  | Sackerl, Tragtasche; Packerl             | Sack, Tragtasche; Päckli, Beutel      |
| Weißkohl                      | Kohl                                                           | Kohl                                                           | Kraut, Weißkraut                         | Kraut, Kabis, Weisskabis              |

##### Schweizer Hochdeutsch
| Schweizer Wort                       | Bedeutet (auch) | Ähnelt dem (auch) bundesdeutschen                                                                         |
| ------------------------------------ | --- | --- |
| Abrieb                               | Deckputz an Wänden und Decken | Abrieb (Materialabtrag durch Reibung)                                                                     |
| betreiben                            | jmdn. zwangsrechtlich zum Bezahlen einer Schuld veranlassen | (ein Gewerbe) betreiben; (einen Beruf) ausüben                                                            |
| Bundesgericht                        | oberstes Gericht der Schweiz | Bundesgericht (Gericht, dessen Träger der Bund und nicht ein Land ist, insgesamt sieben)                  |
| Bundesrat                            | Bundeskabinett (Gremium), Bundesminister (Einzelperson) | Bundesrat (Vertretung der Bundesländer beim Bund)                                                         |
| Bundesversammlung                    | Oberbegriff für Nationalrat + Ständerat (Legislative) | Bundesversammlung (Gremium zur Wahl des Bundespräsidenten)                                                |
| Einführungsgesetz                    | kantonales Gesetz, das Bundesrecht ergänzt und ausführt; im bundesdeutschen Sprachgebrauch: Ausführungsgesetz (Landesgesetz, das Bundesrecht ergänzt und ausführt) | Einführungsgesetz (Bundesgesetz, das Einführungsbestimmungen zu einem umfangreichen Bundesgesetz enthält) |
| Estrich                              | Dachboden | Estrich (Unterlags-/Zement-/Asphaltfußboden)                                                              |
| Fahrausweis (informell)              | Führerschein | Fahrkarte                                                                                                 |
| Federweisser                         | Weißwein aus Rotweintrauben, Blanc de Noirs | Neuer Wein                                                                                                |
| fegen                                | blank putzen, schrubben | (mit einem Besen) wischen                                                                                 |
| Finken                               | Hausschuhe | Finken (Vogelart)                                                                                         |
| Gemeindeordnung                      | Organisationsstatut, das eine politische Gemeinde autonom erlässt | Landesgesetz, das die Organisation der Gemeinden regelt                                                   |
| Gemeindeversammlung                  | Zusammenkunft der stimmberechtigten Einwohner einer politischen Gemeinde | in der Regel Zusammenkunft der Mitglieder einer Kirchengemeinde                                           |
| Gesetzessammlung                     | amtliche Zusammenstellung der Gesetze des Bundes oder eines Kantons | in der Regel nicht amtliche Zusammenstellung von Gesetzen                                                 |
| innert                               | binnen („Lieferung innert drei Tagen, zahlbar innert dreißig Tagen“) | inert (chemisch begrenzt aktiv)                                                                           |
| Kasten                               | Schrank | Kiste |
| kehren                               | wenden, umdrehen; aber nicht reinigen | kehren (mit dem Besen trocken reinigen)                                                                   |
| Kehrordnung                          | Turnus, Wechselfolge | Verordnung über die Reinigung von Feuerungsanlagen                                                        |
| Kirchenpflege                        | Exekutive einer Kirchgemeinde | Kirchenpfleger: Verwaltungsangestellter in der Kirche                                                     |
| Konfekt                              | Teegebäck | allgemeine Bezeichnung für feine Zucker- und Backwaren wie kandierte Früchte, Pralinen, Fondants          |
| Landrat                              | in einigen Kantonen das Parlament und dessen Mitglieder | oberster Beamter eines Landkreises                                                                        |
| Landsgemeinde                        | Versammlung aller Stimmberechtigten eines Kantons (unter freiem Himmel) | Landgemeinde (ländliche Kommune)                                                                          |
| lottern                              | lose sein | liederlich leben                                                                                          |
| Magistrat                            | Regierungsmitglied, hoher Staatsfunktionär | Magistrat (Stadtverwaltung, Gemeindevorstand)                                                             |
| Mittelschule                         | Gymnasium | Hauptschule mit einem Mittlere-Reife-Zug                                                                  |
| Murks; murksen                       | Kraftakt; einen Kraftakt ausüben | schlecht ausgeführte Arbeit; schlecht arbeiten                                                            |
| Nachlassverfahren                    | Verfahren, das bei drohender Zahlungsunfähigkeit eines Schuldners den Nachlass zwischen Schuldner und Gläubigern regelt, um einen Konkurs zu vermeiden | Nachlassverfahren (Verfahren in Nachlasssachen)                                                           |
| Nudeln                               | längliche Teigwaren in Streifenform | Nudeln (Teigwaren in beliebiger Formgebung)                                                               |
| die/der Paprika, die Peperoncin(o/)i | Peperoni (in der CH gilt: die Paprika ist auch ein Überbegriff, was in der Schweiz entweder Peperoni (groß und nicht scharf), Peperoncini (länglich, nicht klein und scharf), oder Chili(schote) (klein und scharf) genannt wird; veraltet, aber immer noch verwendet für Peperoncini, manchmal auch anstelle von Chili verwendet; der Paprika(-pfeffer): die getrocknete und gemahlene Paprika als Gewürzpulver) | Paprika (Gemüsepaprika)                                                                                   |
| Personalausweis                      | (i. d. R.) Ausweis für Mitarbeiter (das Personal) einer Firma; der persönliche amtliche Ausweis heißt Identitätskarte | Personalausweis                                                                                           |
| Peperoni                             | Paprika (große, nicht scharfe Gemüsepaprika; die länglichen, nicht kleinen und scharfen werden Peperoncini, die ganz kleinen, scharfen Chili(schote) genannt) | Peperoni (kleine, oft scharfe Paprika oder Chilischoten)                                                  |
| Plätzli                              | Schnitzel | Plätzchen                                                                                                 |
| posten                               | einkaufen | posten (im Internet veröffentlichen)                                                                      |
| Rain                                 | kleinerer Abhang | unbebauter Grasstreifen                                                                                   |
| Regierungsrat                        | Kantonsregierung sowie deren Mitglieder | Regierungsrat (Amtsbezeichnung eines Beamten im höheren Dienst)                                           |
| Regierungspräsident                  | Präsident einer Kantonsregierung | Regierungspräsident (Leiter einer Landesbehörde)                                                          |
| Schlips                              | Querbinder, Fliege | Schlips (Krawatte, Langbinder)                                                                            |
| Staatskanzlei                        | zentrale Stabsstelle von Regierung und oft auch Parlament eines Kantons | Staatskanzlei (Amtssitz des Ministerpräsidenten eines Bundeslandes)                                       |
| Telefon                              | auch: Telefongespräch | – |
| Trämel                               | Rundholz | dicker Klotz, Baumstrunk                                                                                  |
| vorab                                | vor allem, in erster Linie, insbesondere | zuvor, zuerst, im Voraus                                                                                  |
| Vorsorgeeinrichtung                  | Pensionskasse | Klinik oder Erholungsheim zur gesundheitlichen Vorsorge                                                   |
| wischen                              | fegen, mit dem Besen kehren (trocken) | wischen (nass reinigen)                                                                                   |
| zügeln                               | umziehen (im Sinne eines Wohnortswechsels) | zügeln (bremsen, zurückhalten)                                                                            |

##### Österreichisches Hochdeutsch
| Österreichisches Wort | Erklärung, gemeindeutsche Entsprechung bzw. entsprechender Teutonismus                                    | verwechselbarer Teutonismus         |
| --------------------- | --- | ----------------------------------- |
| abtreiben             | auch: Butter schaumig rühren und Eier zugeben (Küchenfachausdruck)                                        | abtreiben (Schwangerschaftsabbruch) |
| Dampfl                | Gärprobe (Hefeteig)                                                                                       | Dampf                               |
| Fotze                 | Ohrfeige, Mund                                                                                            | vulgär: Vulva                       |
| Klub                  | auch: (Parlaments-)Fraktion                                                                               | Klub (Verein; Diskothek)            |
| Leiberl               | Unterhemd, T-Shirt                                                                                        | Leib, Laib                          |
| Ofen                  | auch: Herd                                                                                                | Ofen (Heizung)                      |
| Professor             | auch: Beamtentitel für Lehrer an einer höheren Schule                                                     | (Hochschul)professor                |
| Sessel                | einfacher Stuhl ohne Armlehnen; was in Deutschland „Sessel“ genannt wird, heißt in Österreich „Fauteuil“. | Sessel (Polstersessel)              |
| Topfen                | Quark | Topf                                |

#### Luxemburgisch
| Luxemburgisches Wort    | Bedeutet (auch)                                               | Ähnelt dem deutschen          | Freund übersetzt  |
| ----------------------- | ------------------------------------------------------------- | ----------------------------- | ----------------- |
| Bréifboîte              | Briefkasten                                                   | Briefbote                     | Bréifdréier       |
| Bier                    | Bär                                                           | Bier                          | Béier             |
| Bier                    | Birne/Glühbirne                                               | Bier                          | Béier             |
| Djö!                    | sinngemäß: verdammte Scheiße! (vom Französischen „Dieu“/Gott) | Tschö! (tschüss)              | Salut!            |
| killen                  | kühlen                                                        | killen (umbringen)            | ebenfalls killen  |
| (mam Auto) leie bleiwen | bei einem Unfall sterben                                      | (mit dem Auto) liegen bleiben | eng Pann hunn     |
| Taart                   | Obstkuchen                                                    | Torte                         | Kuch mat Crème    |
| verhalen                | merken                                                        | verhalten                     | behuelen/verhalen |
| Äddi!                   | Auf Wiedersehen!                                              | Eddy (Name)                   | /                 |

#### Afrikaans
| Afrikaanses Wort                                 | Bedeutet                                            | Ähnelt dem deutschen      | Falscher Freund übersetzt                       |
| ------------------------------------------------ | --------------------------------------------------- | ------------------------- | ----------------------------------------------- |
| aaklig                                           | schrecklich, abscheulich                            | ekelhaft                  | walglik                                         |
| aan                                              | an                                                  | ahnen                     | vermoed                                         |
| aanbeveel                                        | empfehlen                                           | befehlen                  | beveel                                          |
| aanbid                                           | anbeten                                             | anbieten                  | aanbied                                         |
| aanbring                                         | anbringen auch: anzeigen, denunzieren               |                           |                                                 |
| aandag                                           | Aufmerksamkeit                                      | Andacht                   | anbidding                                       |
| aandagtig                                        | aufmerksam                                          | andächtig                 | passievol, eerbiedig, vroom                     |
| aangerand                                        | angegriffen, überfallen                             | angerannt                 | aangehardloop                                   |
| aanhaal                                          | zitieren                                            | herholen                  | roep                                            |
| aanleiding                                       | Anlass                                              | Anleitung                 | leiding                                         |
| aanmoedig                                        | ermuntern, anregen, Freude machen                   | anmutig                   | aantreklik, lieflik, grasieur                   |
| aanspraak                                        | Anspruch                                            | Ansprache                 | toespraak                                       |
| aanstellerig                                     | feierlich, vornehm; affektiert, wichtigtuerisch     | etwas anstellen (Kind)    | iets skokkends doen                             |
| aanvaar                                          | annehmen, akzeptieren, anerkennen                   | die Anfahrt               | die reis daarheen                               |
| aarbei                                           | Erdbeere                                            | Arbeit                    | werk                                            |
| aardig                                           | hübsch, charmant                                    | artig; artig sein         | hoflik; goed gedra                              |
| afdank                                           | jdn. entlassen                                      | abdanken                  | bedank                                          |
| als                                              | alles                                               | als                       | as, toe                                         |
| amper                                            | fast                                                | Ampere                    | ampère                                          |
| angel                                            | Stachel                                             | Angel                     | hoek, visstok                                   |
| argument                                         | Argument auch: Streit (englisch „argue“/„argument“) | Argument                  | redenasie                                       |
| baas                                             | Chef                                                | Base                      | niggie                                          |
| baba                                             | Baby                                                | Papa                      | pa                                              |
| bad                                              | das Baden auch: Badewanne                           | Badezimmer                | badkamer                                        |
| baie                                             | viel(e), sehr                                       | beide bei                 | albei by                                        |
| bak                                              | backen auch: Becken                                 |                           |                                                 |
| band                                             | Band auch: Reifen                                   |                           |                                                 |
| bederf                                           | verderben, beschädigen                              | bedürfen                  | nodig hê, behoef                                |
| bedien                                           | bedienen auch: servieren                            |                           |                                                 |
| beeste                                           | Rinder                                              | Bestie                    | wilde/wrede/bose dier, monster                  |
| behaal                                           | erreichen, gewinnen                                 | behalten                  | hou, bewaar                                     |
| behoort aan                                      | gehören zu                                          | Behörde                   | owerheid                                        |
| bekommerd                                        | besorgt                                             | bekümmert                 | benoud, terneergedruk                           |
| bel                                              | anrufen                                             | bellen                    | blaf                                            |
| bemark                                           | vermarkten                                          | bemerken                  | opmerk, sien, besef...                          |
| bereik                                           | erreichen                                           | Bereich                   | gebied, deel, aspek...                          |
| beslis                                           | bestimmt                                            | beschließen               | besluit                                         |
| bespreek                                         | besprechen auch: reservieren                        |                           |                                                 |
| bestraf                                          | bestrafen auch: rügen, tadeln                       |                           |                                                 |
| beteken                                          | bedeuten                                            | bezeichnen                | beskryf, beskou, bestempel                      |
| betoon                                           | zeigen, bekunden                                    | betonen Beton             | benadruk beton                                  |
| bevat                                            | enthalten, beinhalten                               | sich befassen mit         | bestudeer, bespreek                             |
| biljoen (umgangssprachliches Synonym zu miljard) | Milliarde                                           | Billion                   | triljoen                                        |
| billik                                           | gerecht, fair                                       | billig                    | goedkoop                                        |
| blanke                                           | Weißer                                              | blank                     | blink; blot, absoluut                           |
| bly                                              | bleiben, wohnen; froh                               | Blei                      | lood                                            |
| boete                                            | Geldstrafe                                          | Bote Buße                 | koerier berou                                   |
| boodskapper                                      | Bote (vgl. aber nl. boodschappen)                   | Botschafter               | ambassadeur                                     |
| boom                                             | Baum                                                | Boom                      | oplewing                                        |
| bord                                             | Teller                                              | an Bord                   | aan boord                                       |
| borste                                           | Brüste                                              | Borsten                   | (borsel)hare                                    |
| bote                                             | Boote                                               | Bote                      | koerier                                         |
| brand                                            | Brand auch: brennen                                 | branden                   | waai                                            |
| brûe                                             | Brücken                                             | Brühe                     | bouillon                                        |
| by die huis                                      | zuhause                                             | beim Haus                 | naby die huis                                   |
| dadelik                                          | sofort                                              | tätlich tatsächlich       | fisies                                          |
| dam                                              | Damm auch: Stausee                                  |                           |                                                 |
| darem                                            | doch, schließlich, eigentlich                       | darum                     | daroom                                          |
| dig                                              | dicht                                               | dick                      | dik                                             |
| dis                                              | das ist                                             | dies                      | hierdie                                         |
| dog                                              | dachte                                              | doch                      | tog                                             |
| dogter                                           | Tochter auch: Mädchen                               |                           |                                                 |
| doof(heid)                                       | taub / Taubheit                                     | doof                      | dom, onnosel                                    |
| droefheid                                        | Trauer                                              | Trübheit                  | somberheid                                      |
| dronk                                            | betrunken                                           | Trunk                     | drink, drankie                                  |
| duiselig                                         | schwindlig                                          | dusselig                  | dom...                                          |
| durf                                             | es wagen                                            | dürfen                    | mag, toegelaat word                             |
| eenkeer                                          | einmal                                              | einkehren                 | inkom; stop by ´n herberg                       |
| eenvoudig                                        | schlicht                                            | einfältig                 | dom, naïef,                                     |
| eetwa                                            | Speisewagen                                         | etwa                      | omtrent, enigsins                               |
| eie                                              | eigen                                               | Ei(er)                    | eier(s)                                         |
| eienaar                                          | Eigentümer                                          | Eigenart                  | eienaardigheid, kenmerkenheid                   |
| eier                                             | Ei                                                  | Eier                      | eiers                                           |
| en                                               | und                                                 | ein                       | een                                             |
| enige                                            | irgendein, jede                                     | einige einigen            | sommige, party ooreenkom, besluit, verenig      |
| ewe                                              | gleich                                              | ewig                      | ewig                                            |
| faal                                             | fahl auch: versagen                                 | fahl                      | faal, bleek                                     |
| flits                                            | Taschenlampe                                        | flitzen                   | haastig loop/ry                                 |
| fontein                                          | Fontäne auch: Springbrunnen, Quelle                 |                           |                                                 |
| gaaf                                             | nett                                                | Gabe                      | gawe                                            |
| gas                                              | Gas auch: Gast                                      |                           |                                                 |
| gasse                                            | Gase                                                | Gasse                     | stegie, gangetjie                               |
| geen                                             | Gen auch: kein                                      |                           |                                                 |
| gekwets                                          | verletzt                                            | gequetscht                | gekneus                                         |
| geleier                                          | Leiter                                              |                           |                                                 |
| geluid                                           | Laut, Ton, Gesang                                   | Geläut                    | klokslae                                        |
| gemaklik                                         | komfortabel                                         | gemächlich                | stadig, rustig                                  |
| gemoedelik                                       | belanglos; angenehm, positiv                        | gemütlich                 | gesellig; rustig                                |
| geraas                                           | Geräusch auch: Lärm                                 |                           |                                                 |
| gereed                                           | bereit                                              | Gerät                     | gereedskap, apparaat                            |
| gerus                                            | (hat) geruht; ruhig                                 | Gerüst                    | raamwerk, steier, stellasie                     |
| gesag                                            | Machtstellung, Autorität                            | gesagt                    | gesê                                            |
| gesels                                           | plaudern                                            | gesellig                  | sosial (aktief), gesellig                       |
| gesin                                            | Familie                                             | Gesinde                   | diensvolk                                       |
| geskied                                          | geschehen                                           | geschieden                | geskei                                          |
| geskiedenis                                      | Geschichte (history)                                | Scheidung                 | (eg)skeiding                                    |
| geslaag in...                                    | Erfolg gehabt bei...                                | geschlagen                | geslaan                                         |
| geslag                                           | Geschlecht, Generation                              | geschlagen                | geslaan                                         |
| geslepe                                          | gerissen, clever                                    | geschlafen                | geslaap                                         |
| gesog                                            | erstrebenswert, begehrt                             | gesogen                   | gesoog                                          |
| gespanne                                         | angespannt, gereizt                                 | gespannt                  | aandagtig, gretig; styf                         |
| gesteel                                          | gestohlen                                           | Gestell                   | raam                                            |
| gestig                                           | gegründet                                           | geistig                   | geestelik                                       |
| geurig                                           | duftend                                             | gierig                    | gretig, begerig, hebsugtig                      |
| geveg                                            | Schlacht, Kampf                                     | gefegt                    | afgestroop; aangewaai; gevee, skoon             |
| gewild                                           | beliebt, populär                                    | gewillt                   | gewillig, bereid                                |
| gewoohnte                                        | Gewohnheit                                          | gewohnt                   | gewoond                                         |
| gif                                              | Gift                                                | geben                     | gee                                             |
| glad                                             | glatt auch: überhaupt/gar                           |                           |                                                 |
| glo                                              | glauben                                             | glühen                    | gloei                                           |
| godsdiens                                        | Religion                                            | Gottesdienst              | (kerk)diens                                     |
| gou                                              | bald                                                | gehen                     | gaan                                            |
| graag                                            | gerne                                               | gerade                    | juis; nou net, pas, nou-nou; regop              |
| groente                                          | Gemüse                                              | das Grün Grünes           | die groen groenigheid                           |
| grootte                                          | Größe                                               | Grotte                    | grot                                            |
| haalbaar                                         | machbar                                             | haltbar                   | duursam                                         |
| haar                                             | Haar auch: ihr, sie                                 |                           |                                                 |
| hak                                              | Ferse                                               | Holz hacken Haken         | hout kap haak; probleem                         |
| half                                             | halb                                                | half                      | het gehelp                                      |
| hard                                             | hart auch: laut                                     |                           |                                                 |
| hardloop                                         | rennen                                              | „hartlaufen“              |                                                 |
| hare                                             | Haare auch: ihre                                    |                           |                                                 |
| hart                                             | Herz                                                | hart                      | hard                                            |
| hawe                                             | Hafen                                               | haben                     | hê                                              |
| heel                                             | ganz                                                | heilen                    | genees                                          |
| heer                                             | Herr                                                | Heer                      | leër, krygsmag                                  |
| hel                                              | Hölle                                               | hell                      | helder                                          |
| herhaal                                          | wiederholen                                         | herholen                  | roep, kry                                       |
| herroep                                          | widerrufen, aufheben                                | herrufen                  | roep; bel                                       |
| herstel                                          | zurücksetzen; reparieren, beheben                   | herstellen                | vervaardig, maak                                |
| hewel                                            | Heber                                               | Hebel                     | hefboom, rooster                                |
| hoef                                             | brauchen                                            | hoffen Huf                | hoop hoef                                       |
| hoegenaamd                                       | überhaupt                                           | „wie genannt“             |                                                 |
| hoek                                             | Ecke                                                | Haken                     | haak                                            |
| hoender                                          | Hühner                                              | Hunde                     | honde                                           |
| hoop                                             | hoffen                                              | hüpfen                    | spring, hopp, huppel                            |
| hou van                                          | mögen                                               | halten von                | voel oor; wat van...?                           |
| hou                                              | halten auch: behalten                               |                           |                                                 |
| huil                                             | heulen auch: weinen                                 | heulen                    | weeklag                                         |
| hulle                                            | sie, ihr, ihnen                                     | Hülle                     | omhulsel                                        |
| huur                                             | mieten                                              | Hure                      | hoer                                            |
| hysbak                                           | Fahrstuhl                                           | hausbacken                | tuisgebak, valerig                              |
| immers                                           | schließlich, immerhin                               | immer                     | altyd                                           |
| in die weste                                     | im Westen                                           | Weste                     | baadjie                                         |
| jol                                              | auf Partys gehen                                    | feiern                    | vier                                            |
| kaal                                             | kahl auch: bloß, nackt; unwirtlich, trostlos        | kahl                      | kaal, onvrugbar, bles                           |
| kameelperd                                       | Giraffe                                             | „Kamelpferd“              |                                                 |
| kamer                                            | Kammer auch: Zimmer                                 |                           |                                                 |
| kant                                             | Kante auch: Seite                                   |                           |                                                 |
| kar                                              | Karre auch: Auto                                    |                           |                                                 |
| keer                                             | kehren auch: Mal                                    | kehren, fegen             | keer, vee                                       |
| kennis                                           | Kenntnis auch: die Bekannten                        |                           |                                                 |
| kêrel                                            | Kerl auch: fester Freund                            |                           |                                                 |
| kers                                             | Kerze                                               | Kirsche                   | kersie                                          |
| ketel                                            | Kessel auch: Wasserkocher                           |                           |                                                 |
| kies                                             | wählen                                              | Kies                      | gruis                                           |
| klaar                                            | fertig; bereits                                     | klar                      | helder, duidelik                                |
| klap                                             | schlagen, klatschen                                 | klappen                   | werk, suksesvol wees                            |
| kleinkind                                        | Enkel                                               | Kleinkind                 | kleuter, baba                                   |
| klink                                            | klingen                                             | Klinke                    | deurknop                                        |
| klip                                             | Stein                                               | Klippe, Steilhang         | krans                                           |
| klok                                             | Glocke auch: Uhr                                    |                           |                                                 |
| knik                                             | nicken                                              | knicken                   | buig                                            |
| koek                                             | Kuchen                                              | kochen                    | kook                                            |
| kombuis                                          | Kombüse auch: Küche                                 |                           |                                                 |
| koop                                             | kaufen                                              | Kopf                      | kop                                             |
| koplig                                           | Scheinwerfer                                        | „Kopflicht“               |                                                 |
| koppie                                           | Tasse                                               | Kopie                     | afskrif, kopie                                  |
| koring                                           | Weizen                                              | Korn                      | graan                                           |
| koue                                             | kalte                                               | Kühe                      | koeie                                           |
| krag                                             | Kraft                                               | Kragen                    | kraag                                           |
| kragpunt                                         | Steckdose                                           | „Kraftpunkt“              |                                                 |
| krans                                            | Kranz auch: Klippe                                  |                           |                                                 |
| kring                                            | Kreis                                               | Kringel                   | kringel, krul                                   |
| kussing                                          | Kissen                                              | Cousin                    | neef                                            |
| kwartier                                         | Quartier auch: Viertelstunde                        |                           |                                                 |
| lag                                              | lachen                                              | lag                       | het gelê                                        |
| langs                                            | längs auch: neben                                   | längst                    | lank gelede                                     |
| leen                                             | sich leihen                                         | lehnen                    | leun                                            |
| leer                                             | lernen, lehren; Leder                               | leer                      | leeg, leë                                       |
| leerling                                         | Lehrling auch: Schüler                              |                           |                                                 |
| leier                                            | Führer                                              | Leier                     | lier                                            |
| lekker                                           | lecker auch: angenehm, schön                        |                           |                                                 |
| lemoen                                           | Apfelsine, Orange                                   | Limone                    | lemmetjie, suurlemoene                          |
| lieg                                             | lügen                                               | liegen                    | lê                                              |
| lieg                                             | lügen                                               | liegen                    | lê                                              |
| lig                                              | leicht, Licht                                       | liegen                    | lê                                              |
| ligaam                                           | Körper, Leib                                        | Leichnam                  | lyk, dooie ligaam                               |
| long                                             | Lunge                                               | lang                      | lank                                            |
| lug                                              | Luft                                                | lügen                     | lieg                                            |
| luister na                                       | anhören                                             | lüstern                   | wellus(tig)                                     |
| lus                                              | Lust                                                | Laus                      | luis                                            |
| lyf                                              | Körper                                              | Leben                     | lewe                                            |
| maag                                             | Magen                                               | mag                       | hou van                                         |
| mag                                              | darf                                                | mag                       | hou van                                         |
| makeer                                           | fehlen                                              | markieren                 | merk                                            |
| maklik                                           | leicht (easy)                                       | gemächlich                | stadig, rustig                                  |
| mal                                              | verrückt                                            | mal, Mal Mahl             | keer; merk ete                                  |
| man                                              | Mann                                                | man                       | ’n mens                                         |
| materiaal                                        | Material auch: Stoff                                |                           |                                                 |
| medisyne                                         | Medikament                                          | Medizin                   | geneeskunde                                     |
| meer                                             | der See                                             | Meer                      | see                                             |
| meisie                                           | Mädchen                                             | Meise                     | mese                                            |
| meneer                                           | (mein) Herr                                         | meiner                    | myne                                            |
| mes                                              | Messer                                              | Messe                     | mis                                             |
| middel                                           | Mittel auch: Mitte                                  |                           |                                                 |
| Midde-Ooste                                      | Naher Osten                                         | Naher und Mittlerer Osten | Midde- en Nabye-Ooste                           |
| min                                              | wenig                                               | mein                      | my                                              |
| mis                                              | Mist auch: Nebel, Messe, verfehlen                  |                           |                                                 |
| mis                                              | vermissen auch: verpassen                           | vermissen                 | verlang na                                      |
| misdaad                                          | Verbrechen                                          | Missetat                  | sonde, oortreding                               |
| mond                                             | Mund                                                | Mond                      | maan                                            |
| môre                                             | morgen, Morgen                                      | mehr                      | meer                                            |
| motor                                            | Auto                                                | Motor                     | enjin                                           |
| munt                                             | Münze                                               | Mund                      | mond                                            |
| myn                                              | Miene                                               | mein                      | my                                              |
| myne                                             | meine(r,s)                                          | Miene                     | gekyk, gesig                                    |
| na gelang van                                    | je nach, sofern ... erlaubt                         | gelangen nach             | bereik                                          |
| na                                               | nach, zu                                            | nah                       | naby                                            |
| naam                                             | Name                                                | nahm                      | het geneem                                      |
| nag                                              | Nacht                                               | nagen                     | knaag                                           |
| net                                              | nur, bloß, gerade                                   | nett nicht                | gaaf, vriendelik, angenaam, lekker nie          |
| nie eers                                         | nicht erst auch: überhaupt nicht                    |                           |                                                 |
| nie                                              | nicht                                               | nie                       | nooit                                           |
| nog                                              | noch, weder                                         | genug                     | genoeg                                          |
| nut                                              | Nutzen                                              | Nutte                     | hoer                                            |
| nuttig                                           | nützlich                                            |                           |                                                 |
| oes                                              | Ernte                                               | Öse                       | ogie                                            |
| of                                               | ob auch: oder                                       |                           |                                                 |
| onbesproke                                       | unbescholten                                        | „unbesprochen“            |                                                 |
| onderdeel                                        | Ersatzteil                                          | „Unterteil“               |                                                 |
| onderskrif                                       | Untertitel                                          | Unterschrift              | handtekening                                    |
| onderwyser                                       | Lehrer                                              | Unterweiser               | instrukteur, onderrigter                        |
| ongeluk                                          | Unfall                                              | Unglück                   | onheil, tragedie                                |
| ongelukkig                                       | unglücklich auch: leider                            |                           |                                                 |
| onthaal                                          | bewirten                                            | enthalten                 | bevat                                           |
| ontmoet                                          | treffen                                             | entmutigen                | ontmoedig                                       |
| ontstel                                          | [sich] aufregen                                     | entstellen                | verderf, verwring                               |
| oomblick                                         | Augenblick                                          | Anblick                   | gesig, skouspel...                              |
| oor                                              | Ohr auch: über, übrig                               |                           |                                                 |
| openbaar                                         | öffentlich                                          | offenbar offenbaren       | klaarblyklik, duidelik aan die dag lê, openbaar |
| opgewek                                          | auferweckt                                          | aufgeweckt                | wakker gemaak; intelligent                      |
| ophou                                            | aufhören                                            | aufhalten sich aufhalten  | stop; keer; in beslag neem woon, bly            |
| opmerk                                           | beobachten, feststellen                             | aufmerken                 | aandag gee                                      |
| oral                                             | überall                                             | oral                      | mondelings                                      |
| ouderdom                                         | Alter                                               | Altertum                  | eertyd, ou tyd                                  |
| oulik                                            | nett                                                | ältlich (alt = ou)        | bejaarde                                        |
| Paasfees                                         | Ostern                                              | Passahfest                | Pasga                                           |
| pak                                              | zusammenpacken auch: Anzug                          |                           |                                                 |
| pap                                              | leer; Brei                                          | Pappe                     | karton                                          |
| pateties                                         | pathetisch auch: jämmerlich                         |                           |                                                 |
| plaas                                            | Bauernhof, Farm                                     | Platz                     | plek, lokasie; plein                            |
| plaaslik                                         | örtlich                                             | plötzlich                 | skielik                                         |
| plek                                             | Ort, Stelle, Platz                                  | Fleck                     | vlek                                            |
| posbus                                           | Briefkasten                                         | „Postbus“                 |                                                 |
| punt                                             | Punkt                                               | Pfund                     | pond                                            |
| pyn                                              | Schmerz                                             | Pein                      | (pyn), smart, pyniginge, foltering              |
| pynlik                                           | schmerzhaft                                         | peinlich                  | ongemaklik; verleë; liefdevol                   |
| raadskamer                                       | Sitzungssaal, Chefetage                             | „Ratskammer“              | raadsaal                                        |
| ram                                              | Widder                                              | Rahmen                    | raam                                            |
| rede                                             | Grund, Ursache                                      | Rede                      | toespraak                                       |
| reël                                             | Regel                                               | reell                     | werklik                                         |
| reg                                              | richtig, Recht                                      | sich regen Regen          | beweeg; begin reën                              |
| regmaak                                          | reparieren                                          | recht machen              | tevrede stel                                    |
| reis                                             | reisen, Reise                                       | Reis                      | rys                                             |
| rekenmeester                                     | Buchhalter                                          | „Rechenmeister“           | (regenkundige meester)                          |
| rissie                                           | Paprika                                             | Reis                      | rys                                             |
| rit                                              | Ritt auch: Fahrt                                    |                           |                                                 |
| rivier                                           | Fluss                                               | Revier                    | gebied                                          |
| rok                                              | Kleid                                               | Rock                      | romp                                            |
| romp                                             | Rumpf auch: Rock                                    |                           |                                                 |
| rooi                                             | roh                                                 | roh                       | rou                                             |
| rook                                             | rauchen, Rauch                                      | Rock                      | romp                                            |
| rug                                              | Rücken                                              | rügen                     | teregwys, verwyt                                |
| ruik                                             | riechen                                             | Rauch                     | rook                                            |
| ruk                                              | Weile, Zeit                                         | Rücken                    | rug                                             |
| rus                                              | Ruhe, Pause, ruhen                                  | Ruß Russen                | roet Russe                                      |
| rustig                                           | ruhig                                               | rüstig                    | gesond, energiek, lewenslustig                  |
| ry                                               | reiten auch: fahren                                 |                           |                                                 |
| saad                                             | Saat auch: Same                                     |                           |                                                 |
| saam                                             | zusammen                                            | Same                      | saadjie                                         |
| sag                                              | weich                                               | sag!                      | sê!                                             |
| sagte                                            | weich                                               | sagte                     | het gesê                                        |
| sak                                              | Sack auch: Tasche, Tüte                             |                           |                                                 |
| sê                                               | sagen                                               | sehen                     | sien                                            |
| see                                              | Meer, die See                                       | See                       | meer                                            |
| seël                                             | Siegel auch: Briefmarke                             | Segel                     | seil                                            |
| seën                                             | segnen, Segen                                       | sehen                     | sien                                            |
| seer                                             | schmerzhaft, wund                                   | sehr                      | baie                                            |
| seisoen                                          | Saison auch: Jahreszeit                             |                           |                                                 |
| seun                                             | Sohn auch:Junge                                     |                           |                                                 |
| seuntjie                                         | Söhnlein auch: kleiner Junge                        |                           |                                                 |
| sien                                             | sehen                                               | sein                      | wees; sy                                        |
| sin                                              | Sinn auch: Bedeutung, Satz                          |                           |                                                 |
| sit                                              | sitzen auch: setzen, stellen, hintun                |                           |                                                 |
| skeer                                            | scheren auch: rasieren                              |                           |                                                 |
| skilder                                          | malen, Maler                                        | schildern Schilder        | beskryf, meld tekens                            |
| skoen                                            | Schuh                                               | schön                     | mooi                                            |
| skoon                                            | sauber                                              | schön schon               | mooi reeds                                      |
| skynbaar                                         | scheinbar auch: anscheinend, offenbar               |                           |                                                 |
| slaag                                            | gelingen                                            | schlagen                  | slaan                                           |
| slaai                                            | Salat                                               | schlagen                  | slaan                                           |
| slegs                                            | nur, lediglich                                      | schlecht                  | sleg                                            |
| slim                                             | klug                                                | schlimm                   | sleg, erg, kwaad                                |
| smart                                            | Schmerz                                             | smart (klug)              | slim                                            |
| snel                                             | rasch, rasant, rapide                               | schnell                   | vinnig                                          |
| soen                                             | küssen                                              | Söhne                     | seuns                                           |
| sommer                                           | einfach                                             | Sommer                    | somer                                           |
| son                                              | Sonne                                               | Sohn                      | seun                                            |
| sonde                                            | Sonde auch: Sünde                                   |                           |                                                 |
| sonder                                           | ohne                                                | sondern                   | maar; uitsluit                                  |
| soos                                             | wie                                                 | Soße                      | sous                                            |
| sou                                              | würde, sollte                                       | Sau                       | sog (pl. sôe)                                   |
| spaar                                            | sparen auch: verschonen                             |                           |                                                 |
| stadig                                           | langsam                                             | stetig                    | aanhoudend                                      |
| steek                                            | stecken auch: setzen, legen                         |                           |                                                 |
| steel                                            | stehlen                                             | steil                     | steil                                           |
| stelling                                         | Aussage, These                                      | Stellung                  | posisie, standpunt                              |
| stem                                             | Stimme                                              | stimmen                   | waar/presies/reg wees                           |
| stilhou                                          | anhalten                                            | stillhalten               | om nie te vroetel nie, hou nog steeds           |
| stoot                                            | stoßen auch: schieben                               |                           |                                                 |
| stout                                            | frech/unartig                                       | stolz                     | trots                                           |
| streek                                           | Gegend                                              | Strich                    | streep, lyn                                     |
| stryk                                            | bügeln                                              | streichen                 | verf                                            |
| stuur                                            | steuern auch: schicken, senden                      | stur                      | hardkoppig                                      |
| suiwer                                           | rein                                                | sauber                    | skoon                                           |
| suster                                           | Schwester                                           | Schuster                  | skoenmaker                                      |
| sy                                               | sie auch: sein, Seide, Seite                        |                           |                                                 |
| tablet                                           | Tafel, Tablette                                     | Tablett                   | skinkbord                                       |
| tafel                                            | Tisch                                               | Tafel                     | swartbord                                       |
| tande                                            | Zähne                                               | Tante                     | tannie                                          |
| tannie                                           | Tante                                               | Tanne                     | silwerspar                                      |
| tas                                              | Koffer                                              | Tasche Tasse              | sak koppie                                      |
| teen                                             | gegen, auf...zu                                     | zehn                      | tien                                            |
| teken                                            | zeichnen auch: unterschreiben                       |                           |                                                 |
| toespraak                                        | Vortrag, Ansprache                                  | Zuspruch                  | aanmoediging                                    |
| toon                                             | Ton auch: zeigen; Zeh                               | Ton, Lehm                 | klei                                            |
| tot                                              | bis                                                 | tot                       | dood                                            |
| trots                                            | stolz, Stolz                                        | trotzig trotz             | tartend ten spyte van                           |
| tydelik                                          | vorübergehend,                                      | zeitlich                  | (tydelik), tyds-, chronologies                  |
| uitnodiging                                      | Einladung                                           | „Ausnötigung“             |                                                 |
| uitsien na                                       | Lust haben auf                                      | aussehen                  | lyk                                             |
| uur                                              | Stunde                                              | Uhr                       | horlosie                                        |
| vark                                             | Schwein                                             | Ferkel                    | varkie                                          |
| vars                                             | frisch                                              | Vers                      | vers                                            |
| vas                                              | fest                                                | Fass                      | vat                                             |
| vat                                              | fassen auch: (her)nehmen, fangen                    | fassen                    | vang; skep                                      |
| veel                                             | viel                                                | Fell fühlen               | pels, diervel voel                              |
| veels geluk!                                     | gratuliere!, glückwunsch!                           | viel Glück!               | sterkte!, baie geluk!, sukses!                  |
| vel                                              | Fell auch: Haut                                     | Fell                      | pels, (dier)vel                                 |
| ver                                              | fern                                                | vier                      | vier                                            |
| verblyf                                          | Aufenthalt                                          | der Verbleib von...       | wat met ... gebeur                              |
| verduidelik                                      | erklären                                            | verdeutlichen             | duidelik maak, toon...                          |
| vergesel                                         | begleiten                                           | sich gesellen zu          | aansluit by                                     |
| vergis                                           | irren                                               | vergessen                 | vergeet                                         |
| verhaal                                          | Erzählung, erzählen                                 | Verhalten                 | gedrag                                          |
| verjaar                                          | verjähren auch: Geburtstag haben                    |                           |                                                 |
| verlang na                                       | sich sehnen nach                                    | verlangen                 | eis; aandring op, hê gesmag na                  |
| verlede                                          | vergangen, Vergangenheit                            | verleiten                 | versoek, verlok, haal                           |
| verlos                                           | befreien                                            | verlosen                  | die lot werp om                                 |
| versameling                                      | Sammlung                                            | Versammlung               | vergadering                                     |
| verskoon                                         | entschuldigen                                       | verschonen                | (op)spaar, genadig wees                         |
| verslaan                                         | erschlagen, besiegen                                | verschlagen (listig)      | slinks                                          |
| verslae                                          | Berichte                                            | verschlagen               | slinks, geslepe                                 |
| verslag                                          | Bericht, Meldung                                    | Vorschlag verschlagen     | aanbieding, wenk, voorstel slinks, agterbakse   |
| versoek                                          | Ansuchen, Ersuchen, Bitte                           | einen Versuch machen      | probeer                                         |
| vertaal                                          | übersetzen                                          | erzählen verzählen        | vertel verkeerde tel                            |
| vertoon                                          | (an)zeigen                                          | vertonen                  | toonset                                         |
| vervelig                                         | langweilig                                          | verfehlt                  | gemis, te kort geskiet...                       |
| vervoer                                          | befördern, verkehren                                | jdn. verführen            | versoek, mislei                                 |
| verwaarloos                                      | verwahrlost auch: vernachlässigt                    | verwahrlost               | auch: bouvallig                                 |
| verwyder                                         | entfernen, beseitigen                               | erweitern                 | uitbrei, verbreed                               |
| voël                                             | Vogel                                               | voll                      | vol                                             |
| voer                                             | führen, füttern                                     | vor                       | voor                                            |
| volop                                            | reichlich, ausgiebig                                | vollauf                   | heeltemal, baie                                 |
| voorstel                                         | vorschlagen, Vorschlag                              | Vorschlag                 | auch: aanbieding, wenk                          |
| vreemd                                           | fremd auch: merkwürdig                              |                           |                                                 |
| vrees                                            | Schrecken, fürchten                                 | fressen                   | vreet, eet, verteer                             |
| vrug                                             | Frucht                                              | fragen                    | vra                                             |
| vuil                                             | schmutzig                                           | voll faul                 | vol lui, vrot                                   |
| vuur                                             | Feuer                                               | für                       | vir                                             |
| waarmee                                          | womit                                               | warme                     | warme                                           |
| waarneem                                         | wahrnehmen auch: beobachten, feststellen            |                           |                                                 |
| wag                                              | warten                                              | es wagen Wagen            | waag, durf wa                                   |
| wagte                                            | Wachleute                                           | wagte                     | het gewaag                                      |
| wakker                                           | wach                                                | wacker                    | dapper, braaf, moedig                           |
| want                                             | denn                                                | Wand                      | muur                                            |
| was                                              | war, Wachs, waschen                                 | was?                      | wat?                                            |
| watter                                           | welcher?                                            | Wasser                    | water                                           |
| weer                                             | wehren auch: wieder; Wetter                         |                           |                                                 |
| wees                                             | sein                                                | Wesen                     | wese                                            |
| wen                                              | gewinnen                                            | wen?                      | vir wie?                                        |
| werd                                             | wert                                                | werden                    | word                                            |
| wes                                              | Westen                                              | wessen?                   | wie se?                                         |
| wet                                              | Gesetz                                              | wetten                    | wed                                             |
| wie                                              | wer                                                 | wie?                      | hoe?                                            |
| wit                                              | weiß                                                | Witz wissen               | grap weet                                       |
| wol                                              | Wolle                                               | wollen                    | wil                                             |
| wonderlik                                        | wunderbar, erstaunlich, vortrefflich                | wunderlich                | eienaardig, vreemd                              |
| word                                             | werden                                              | Wort                      | woord                                           |
| wortel                                           | Wurzel auch: Karotte                                |                           |                                                 |
| ydel                                             | nichtig, müßig, „eitel“                             | eitel (eingebildet)       | verwaande                                       |

### Romanische Sprachen

#### Französisch
| Französisches Wort                         | Bedeutet (auch)                                                                      | Ähnelt dem deutschen                                                                           | Freund übersetzt |
| ------------------------------------------ | ------------------------------------------------------------------------------------ | ---------------------------------------------------------------------------------------------- | --- |
| un accord                                  | Einklang                                                                             | Akkord(-arbeit)                                                                                | travail à la pièce |
| un acte                                    | Handlung                                                                             | Akte                                                                                           | document, dossier |
| actuel                                     | gegenwärtig                                                                          | aktuell                                                                                        | d’actualité |
| une alliance (de mariage)                  | auch: Trau-, Ehering                                                                 | Allianz, Bündnis                                                                               | une alliance (contrat entre deux parties)                                                                               |
| une ampoule (sur le corps)                 | auch: Glühlampe; Blase (z. B. am Fuß)                                                | Ampulle                                                                                        | une ampoule (de lampe)                                                                                                  |
| un appartement                             | Wohnung                                                                              | Appartement                                                                                    | studio |
| un arrêt                                   | Haltestelle, Unterbrechung, bestimmter Gerichtsbeschluss                             | Arrest                                                                                         | détention, arrestation                                                                                                  |
| l'Art                                      | Kunst                                                                                | Art                                                                                            | façon de faire |
| attractif,ve                               | magnetisch anziehend                                                                 | optisch/erotisch attraktiv                                                                     | attrayant,e |
| un automate                                | Roboter (der)                                                                        | Automat (der)                                                                                  | distributeur (de billets)                                                                                               |
| un baiser                                  | Kuss                                                                                 | Baiser                                                                                         | meringue |
| une balance (pour peser)                   | Waage                                                                                | Balance                                                                                        | équilibre |
| une banque                                 | Bank (Geldinstitut)                                                                  | Bank (Sitzmöbel)                                                                               | un banc |
| une batterie (de musique)                  | Schlagzeug, Akku                                                                     | Batterie                                                                                       | pile |
| bémol                                      | b (Notenschrift)                                                                     | b-Moll                                                                                         | si bémol mineur |
| blâmable                                   | tadelnswert                                                                          | blamabel                                                                                       | honteux, humiliant |
| blâmer                                     | tadeln                                                                               | blamieren                                                                                      | ridiculiser |
| une blatte                                 | Schabe                                                                               | Blatt                                                                                          | une feuille (d'arbre)                                                                                                   |
| un blindé                                  | gepanzert / volltrunken                                                              | blind                                                                                          | aveugle |
| un blitz                                   | Überfall                                                                             | Blitz                                                                                          | éclair |
| une bombe (aérosol)                        | auch: Sprühdose                                                                      | Bombe                                                                                          | une bombe (explosive)                                                                                                   |
| un bordel                                  | ugs. i. d. R. Sauhaufen, Saustall, Durcheinander, Chaos; auch veraltend für: Bordell | Bordell                                                                                        | (formell) maison close, maison des plaisirs, lupanar, (Wallonie) privé; (ugs.) bobinard, claque, veraltend auch: bordel |
| brave                                      | mutig                                                                                | brav                                                                                           | gentil(le) |
| un bureau (ou table)                       | auch: Schreibtisch                                                                   | Büro                                                                                           | un bureau (pièce) |
| un cabinet                                 | Praxis/Kanzlei/Toilette                                                              | Kabinett                                                                                       | gouvernement/cabinet ministériel                                                                                        |
| une caméra                                 | Filmkamera                                                                           | Kamera                                                                                         | appareil photo |
| un cavalier                                | Reiter                                                                               | Kavalier (der)                                                                                 | homme galant |
| un cercle (géométrique)                    | Kreis (geom.), (Gesprächs-)Runde                                                     | Zirkel                                                                                         | un compas |
| un champignon                              | Pilz                                                                                 | Champignon                                                                                     | champignon de Paris; [bot.] psalliote (Gattung)                                                                         |
| une chance                                 | auch: Glück                                                                          | Chance                                                                                         | chance |
| une chicorée (légume)                      | Endivie, Endiviensalat                                                               | Chicorée                                                                                       | endive; (Belgien und Nordfrankreich:) chicon                                                                            |
| un chrétien                                | Christ                                                                               | Kretin                                                                                         | crétin |
| Christ                                     | Christus                                                                             | Christ (der)                                                                                   | chrétien |
| le classicisme                             | Französische Klassik                                                                 | Klassizismus                                                                                   | néo-classicisme |
| un clavier                                 | (Schreibmaschinen-, Computer-)Tastatur                                               | Klavier                                                                                        | un piano |
| un cloître                                 | Kreuzgang                                                                            | Kloster                                                                                        | un monastère |
| un coffre                                  | Kofferraum                                                                           | Koffer                                                                                         | une valise |
| un compas                                  | Zirkel                                                                               | Kompass                                                                                        | boussole |
| un concours (d'école)                      | Wettbewerb, Aufnahmeprüfung                                                          | Konkurs                                                                                        | une faillite |
| coquet                                     | eitel                                                                                | kokett                                                                                         | flirteur |
| un cordon-bleu                             | auch: ein guter Koch                                                                 | Cordonbleu                                                                                     | cordon-bleu |
| un costume                                 | (Herren-)Anzug, Tracht                                                               | Kostüm                                                                                         | un tailleur (habit) |
| un couvert (de table)                      | Gedeck                                                                               | Kuvert (das)                                                                                   | une enveloppe (postale)                                                                                                 |
| crépir                                     | (Wand) verputzen                                                                     | krepieren („verrecken“)                                                                        | crever |
| curieux                                    | neugierig                                                                            | kurios                                                                                         | étrange |
| la délicatesse                             | Feingefühl                                                                           | Delikatesse                                                                                    | plat exquis |
| une démonstration                          | Vorführung                                                                           | Demonstration                                                                                  | manifestation |
| désintéressé                               | uneigennützig                                                                        | desinteressiert                                                                                | indifférent/peu intéressé                                                                                               |
| un dirigeant                               | Leiter, Machthaber                                                                   | Dirigent (Musik)                                                                               | chef d’orchestre |
| une dissertation                           | Aufsatz                                                                              | Dissertation                                                                                   | thèse |
| un dôme                                    | Kuppelbau                                                                            | Dom                                                                                            | cathédrale |
| une dose                                   | Dosis                                                                                | Dose                                                                                           | canette, boite |
| un dossier (de chaise)                     | auch: Rückenlehne                                                                    | Dossier (Akten)                                                                                | un dossier (sur un thème)                                                                                               |
| une émission                               | (meist) (Fernseh-)Sendung, (Fernseh-)Show; [phys.] Strahlung; (Teilchen-)Emission    | (Schadstoff-)Emission                                                                          | émission (de substances toxiques)                                                                                       |
| une endive                                 | s. u. chicorée                                                                       |                                                                                                | |
| un état, l'État                            | Zustand, Staat                                                                       | Etat                                                                                           | budget |
| extra (super)                              | klasse                                                                               | Extra                                                                                          | à part, en plus, exprès                                                                                                 |
| un facteur                                 | auch: Briefträger, Postbote, Klavierbauer (constructeur de pianos); das Moment       | Faktor                                                                                         | un facteur à la Poste                                                                                                   |
| un feuilleton                              | Fortsetzungsroman                                                                    | Feuilleton                                                                                     | rubrique culture |
| une fibre (tissu), la fibre (informatique) | Faser, Ader                                                                          | Fieber                                                                                         | fièvre |
| fidèle                                     | treu                                                                                 | fidel                                                                                          | enjoué |
| une figure                                 | Gesicht; Figur (Spielf., histor. F., rhetorische F. u. a.)                           | Figur (eines Menschen)                                                                         | taille, ligne |
| fleurir                                    | blühen                                                                               | florieren                                                                                      | prospérer |
| la folie                                   | Verrücktheit                                                                         | Folie                                                                                          | feuille, film |
| une fricadelle                             | frittierte Wurst (in Belgien und Nordfrankreich)                                     | Frikadelle                                                                                     | boulette de viande hachée (gleicht fricadelle in Lothringen und Elsass)                                                 |
| friser                                     | kräuseln                                                                             | frisieren                                                                                      | se faire coiffer/trafiquer un véhicule                                                                                  |
| un gage                                    | Pfand                                                                                | Gage                                                                                           | un cachet (rémunération)                                                                                                |
| un garage                                  | Autowerkstatt                                                                        | Unterstellplatz für Auto                                                                       | remise, abri |
| une glace                                  | Eis; Spiegel                                                                         | Glas                                                                                           | verre |
| gros, grosse                               | dick, fett                                                                           | groß                                                                                           | grand |
| un gymnase                                 | Turnhalle                                                                            | Gymnasium                                                                                      | lycée |
| l'Hôtel de ville                           | Rathaus                                                                              | städtisches Hotel                                                                              | hôtel municipal |
| l'humeur                                   | Laune, Stimmung                                                                      | Humor                                                                                          | humour |
| ignorer                                    | auch: nicht wissen, nicht kennen (keine Absicht)                                     | ignorieren                                                                                     | |
| impotent                                   | machtlos                                                                             | impotent                                                                                       | impuissant |
| indiscutable                               | unbestreitbar                                                                        | indiskutabel                                                                                   | inadmissible |
| une infusion                               | Aufguss, Kräutertee                                                                  | Infusion                                                                                       | perfusion (médicale) |
| irriter                                    | ärgern, reizen (wird im Bairischen richtig verwendet)                                | irritieren (verwirren)                                                                         | gêner/égarer |
| licencier                                  | entlassen, hinauswerfen, (jmdm.) kündigen, (ugs.) feuern                             | lizenzieren                                                                                    | (Rechtswesen) concéder une licence; (IT (z. B. Soft-/Hardware)) enrégistrer la licence                                  |
| une ligne                                  | die Zeile                                                                            | Linie (die)                                                                                    | ligne de bus, métro |
| un limon (dans une rivière)                | Schlamm, Schlick                                                                     | Limone                                                                                         | lime; auch limon |
| une location                               | Vermietung                                                                           | Location, Ort                                                                                  | localité |
| luxurieux                                  | lüstern, sexuell anzüglich                                                           | luxuriös                                                                                       | luxueux |
| un magasin                                 | Kaufhaus                                                                             | Magazin, Zeitschrift                                                                           | un magazine (lecture)                                                                                                   |
| une mamie                                  | Oma                                                                                  | Mami                                                                                           | maman |
| une marmelade                              | Mus, Kompott                                                                         | Marmelade                                                                                      | une confiture |
| un médecin                                 | Arzt                                                                                 | Medizin                                                                                        | médicament ; remède |
| une messe                                  | Gottesdienst, Messe (nur im Sinne von Gottesdienst)                                  | Messe (als Verkaufsveranstaltung oder Leistungsschau)                                          | foire professionnelle / salon                                                                                           |
| un militant                                | Aktivist                                                                             | Militanter                                                                                     | une personne violente                                                                                                   |
| la modération                              | Mäßigung                                                                             | Moderation                                                                                     | présentation |
| la mousse                                  | Schaum                                                                               | Mus                                                                                            | compote, marmelade |
| négligé                                    | nachlässig, unordentlich                                                             | Negligé                                                                                        | déshabillé |
| le néoclassicisme                          | Klassizismus                                                                         | Neoklassizismus                                                                                | |
| net                                        | sauber / rein                                                                        | nett                                                                                           | gentil / sympathique / joli                                                                                             |
| noble                                      | auch: adelig                                                                         | nobel                                                                                          | chic, noble |
| novelle (rare)                             | Gesetzesnovelle                                                                      | Novelle (literarische Gattung)                                                                 | nouvelle |
| un oblat                                   | Laienbruder (kath. Kirche)                                                           | Oblate                                                                                         | hostie |
| ordinaire                                  | gewöhnlich, üblich                                                                   | ordinär                                                                                        | vulgaire |
| un papi                                    | Opa                                                                                  | Papi                                                                                           | papa |
| un paragraphe                              | Absatz                                                                               | Paragraph                                                                                      | l’article |
| un parfum (odeur/goût d'un produit)        | im kulinarischen Bereich: Geschmacksnote, -richtung („aux trois parfums“)            | Parfüm                                                                                         | un parfum (liquide odorant)                                                                                             |
| parisien                                   | aus Paris / Baguette                                                                 | Pariser                                                                                        | un préservatif |
| une parole                                 | Wort                                                                                 | Parole (Losung)                                                                                | le mot d’ordre |
| un parterre                                | Parkett (Theater)                                                                    | Erdgeschoss                                                                                    | rez-de-chaussée |
| partout                                    | überall                                                                              | partout (um jeden Preis)                                                                       | à tout prix |
| une patente                                | Gewerbeerlaubnis/-steuer                                                             | Patent                                                                                         | brevet |
| pénible                                    | schwer                                                                               | Penibel                                                                                        | méticuleux |
| un pilot (pieu)                            | (dicker) Pfahl, Pfosten                                                              | Pilot (z. B. Flugzeug)                                                                         | pilote |
| une pincette                               | Feuerzange, Ofenzange                                                                | Pinzette                                                                                       | pince à épiler |
| un plateau (avec des aliments)             | auch: Tableau, Tablett                                                               | Plateau                                                                                        | un plateau (en géographie)                                                                                              |
| un pratiquant                              | Kirchgänger                                                                          | Praktikant                                                                                     | un stagiaire |
| la pratique (sport)                        | Ausübung (Sport)                                                                     | Praxis (die)                                                                                   | cabinet de médecin |
| un professeur                              | auch: Lehrer, Studienrat                                                             | Professor                                                                                      | professeur (universitaire)                                                                                              |
| la promiscuité                             | Zusammenleben                                                                        | Promiskuität                                                                                   | changement fréquent de partenaire                                                                                       |
| une pute (f)                               | Nutte (f)                                                                            | Pute (f)                                                                                       | une dinde |
| radical                                    | radikal                                                                              | radikal (polit.)                                                                               | extrême/extrémiste |
| une radio                                  | auch: Röntgenaufnahme                                                                |                                                                                                | |
| les raisins (pl.)                          | Weintrauben                                                                          | Rosinen                                                                                        | raisins secs (pl.) |
| une raquette (de tennis)                   | der Schläger                                                                         | Rakete (die)                                                                                   | une fusée |
| une recette (de cuisine)                   | Kochrezept                                                                           | Rezept (das)                                                                                   | une ordonnance médicale                                                                                                 |
| un régal                                   | Festmahl                                                                             | Regal                                                                                          | une étagère |
| un régisseur                               | Regieassistent                                                                       | Regisseur                                                                                      | metteur en scène, réalisateur                                                                                           |
| un rôle (de théâtre)                       | (Theater-)Rolle                                                                      | Rolle, Walze                                                                                   | rouleau |
| un rouleau (compresseur)                   | Rolle, Walze                                                                         | Rouleau (Rollvorhang)                                                                          | store, rideau roulant                                                                                                   |
| une route                                  | Straße / Weg                                                                         | Route                                                                                          | un itinéraire |
| une salope (argot)                         | Schlampe                                                                             | salopp                                                                                         | décontracté(e) |
| une sellerie                               | Sattlerei                                                                            | Sellerie (Gemüse)                                                                              | céleri |
| s’envoyer en l’air                         | beischlafen (vulgär)                                                                 | in die Luft gehen, wütend sein                                                                 | tempêter |
| une serviette                              | auch: Handtuch, Mappe                                                                | Serviette                                                                                      | serviette (de table) |
| la sodomie                                 | Analverkehr                                                                          | Sodomie (seit ca. 1850, r.k. Kirche erst nach 1945 im Sinn von zoophilen sexuellen Handlungen) | zoophilie, bestialiste                                                                                                  |
| sortir                                     | hinausgehen                                                                          | sortieren                                                                                      | assortir; trier |
| supporter                                  | ertragen; dulden                                                                     | unterstützen                                                                                   | soutenir |
| une taille (de mesure)                     | auch: (Körper-)Größe; Statur; Konfektionsgröße                                       | Taille                                                                                         | taille (allure physique)                                                                                                |
| un tank                                    | Panzer                                                                               | Tank (der)                                                                                     | réservoir |
| une tablette                               | Ablage                                                                               | Tablette                                                                                       | cachet, comprimé |
| une tapette                                | Schwuler                                                                             | Tapete                                                                                         | tapisserie |
| terminer quelque chose                     | beenden                                                                              | terminieren                                                                                    | fixer une date de fin                                                                                                   |
| une thèse (de médecine)                    | Dissertation, Divergenz, (These)                                                     | These                                                                                          | affirmation, assertion; auch: thèse                                                                                     |
| une tour (de château)                      | Turm                                                                                 | Tour, Rundfahrt                                                                                | (le) tour (de table) |
| un tract                                   | Flug-, Werbeblatt                                                                    | Trakt (Gebäudeteil)                                                                            | partie; dépendance |
| le tricot                                  | Strickzeug; auch: Unterhemd                                                          | Trikot                                                                                         | maillot |
| un trésor                                  | Schatz                                                                               | Tresor                                                                                         | coffre-fort |
| la variété                                 | Auswahl; Vielfalt                                                                    | Varieté (Theater)                                                                              | music-hall; spectacle de variétés                                                                                       |
| ventille (rare)                            | Getreidesieb                                                                         | Ventil                                                                                         | soupape, vanne |
| une veste                                  | Jacke / Sakko                                                                        | Weste                                                                                          | gilet |
| un violon                                  | Violine, Geige                                                                       | (hist.:) Violone (m.) (Bassgambe) Violoncello                                                  | violone violoncelle |
| un violoniste                              | Violinist, Geiger                                                                    | (hist.:) Violonist (Bassgambist)                                                               | violoniste |
| une vogue                                  | Ruf, Ansehen, Beliebtheit, Mode                                                      | Woge, Welle                                                                                    | vague |

#### Italienisch
| Italienisches Wort | Bedeutet (auch)                                                                           | Ähnelt dem deutschen         | Freund übersetzt        |
| ------------------ | ----------------------------------------------------------------------------------------- | ---------------------------- | ----------------------- |
| alt                | halt!                                                                                     | alt                          | vecchio                 |
| alto               | hoch                                                                                      | alt                          | vecchio                 |
| analcolici         | alkoholfreie Getränke                                                                     | Analkoliken                  | analcoliche             |
| arma               | Waffe                                                                                     | Arm, arm                     | braccio, povero         |
| asce               | Äxte                                                                                      | Asche                        | cenere                  |
| autista            | Fahrer                                                                                    | Autist                       | autistico               |
| avvocato           | Rechtsanwalt                                                                              | Avocado                      | avocado                 |
| azione f.          | auch: Aktie                                                                               | Aktion                       | operazione f.           |
| blindato           | gepanzert                                                                                 | blind                        | cieco                   |
| brillo             | beschwipst                                                                                | Brille                       | occhiali                |
| caldo              | warm, heiß                                                                                | kalt                         | freddo                  |
| camera             | Zimmer                                                                                    | Kamera                       | macchina fotografica    |
| cantina            | Keller                                                                                    | Kantine                      | mensa                   |
| casino             | Bordell, Durcheinander                                                                    | Kasino                       | casinò                  |
| cazzo              | Penis (vulg. Schwanz)                                                                     | Katze                        | gatto                   |
| circolo            | Kreis, Verein, Club                                                                       | Zirkel                       | compasso                |
| compasso           | Zirkel                                                                                    | Kompass                      | bussola                 |
| concorso           | Wettbewerb                                                                                | Konkurs                      | fallimento              |
| confetti           | Konfekt                                                                                   | Konfetti                     | coriandoli              |
| cozze f. pl.       | Miesmuscheln. Ital. Restaurants in Deutschland bieten meist „Vongole“ (Venusmuscheln) an. | Kotze                        | vomito                  |
| cucce f. pl.       | Hundelager                                                                                | Kutsche                      | carrozza                |
| decente            | schicklich; taktvoll                                                                      | dezent                       | discreto                |
| dilettante         | überwiegend: Amateur (Sport), Laie                                                        | Dilettant                    | persona incapace        |
| direttore          | Leiter/Dirigent                                                                           | Direktor (Schule)            | preside                 |
| dirigente m./f.    | leitender Angestellter                                                                    | Dirigent                     | direttore (d’orchestra) |
| dirigibile         | Luftschiff                                                                                | dirigierbar, lenkbar (adj.)  | guidabile               |
| ente m.            | Amt                                                                                       | Ente                         | anatra                  |
| fetta              | (Brot)scheibe                                                                             | Fett                         | grasso                  |
| fiera              | Jahrmarkt/Messe (Wirtschaftsschau)                                                        | Fähre                        | traghetto               |
| firma              | Unterschrift                                                                              | Firma                        | ditta                   |
| folla              | Menschenmenge                                                                             | voll                         | pieno                   |
| fresco             | frisch                                                                                    | Fresko                       | affresco                |
| grosso             | dick                                                                                      | groß                         | grande                  |
| importo            | Betrag, Summe                                                                             | Import                       | importazione            |
| lampo              | Blitz                                                                                     | Lampe                        | lampada                 |
| latte              | Milch                                                                                     | Latte                        | listello                |
| lussurioso         | ausschweifend, lüstern, geil                                                              | luxuriös                     | lussuoso                |
| matto              | verrückt                                                                                  | Matte                        | stuoia                  |
| mondo              | Welt                                                                                      | Mond                         | luna                    |
| nonne f.pl.        | Großmütter                                                                                | Nonne                        | suora, monaca           |
| papa               | Papst                                                                                     | Papa                         | papà                    |
| pappa              | Brei                                                                                      | Papa                         | papà                    |
| patente f.         | Führerschein                                                                              | Patent                       | brevetto                |
| Po                 | Po (Fluss)                                                                                | Po (ugs. für Gesäß)          | sedere                  |
| prima              | vorher                                                                                    | prima                        | ottimo                  |
| regalo             | Geschenk                                                                                  | Regal (Möbelstück)           | scaffale                |
| salato, -a         | gesalzen                                                                                  | Salat                        | insalata                |
| scalpellino        | Steinmetz                                                                                 | (kleines) Skalpell           | (piccolo) scalpello     |
| sole m.            | Sonne                                                                                     | Sole; Sohle                  | acqua salata; suola     |
| speziale m./f.     | Drogist, Gewürzhändler                                                                    | spezial                      | speciale                |
| statista m.        | Staatsmann                                                                                | Statist                      | comparsa                |
| stufa              | Ofen                                                                                      | Stufe (einer Treppe)         | scalino                 |
| tante              | viele                                                                                     | Tante                        | zia                     |
| tappeto            | Teppich                                                                                   | Tapete                       | tappezzeria             |
| tassa              | Gebühr, Steuer(n)                                                                         | Tasse                        | tazza                   |
| teca               | Vitrine, Schaukasten                                                                      | Theke                        | bancone                 |
| tempo              | Zeit, Wetter                                                                              | Tempo (i.S. Geschwindigkeit) | velocità                |
| tinta              | Farbe                                                                                     | Tinte                        | inchiostro              |
| volpe f.           | Fuchs                                                                                     | Wolf                         | lupo                    |
| zanna              | Reißzahn                                                                                  | Zahn                         | dente                   |
| zucca              | Kürbis                                                                                    | Zucker                       | zucchero                |

#### Iberoromanische Sprachen
| Das Wort                        | Bedeutet (auch)                                                                          | Ähnelt dem deutschen | Freund übersetzt                                                    |
| ------------------------------- | ---------------------------------------------------------------------------------------- | --- | ------------------------------------------------------------------- |
| abogado (sp), advogado (po)     | Rechtsanwalt, Advokat                                                                    | Avocado | aguacate (sp), palta (sp.) [Arg., Chile, Peru, Urug.], abacate (po) |
| afecto (sp)                     | Zuneigung                                                                                | Affekt | arrebato pasional                                                   |
| auge (sp), (po)                 | Boom, (Wirtschaft) Aufschwung                                                            | Auge | ojo (sp), olho (po)                                                 |
| batería (sp), bateria (po)      | Kochtopfset, Schlagzeug, Batterie (Militär), Akkumulator                                 | Batterie | pila (sp), pilha (po)                                               |
| baño (sp),                      | Badezimmer, Toilette                                                                     | Banjo | banyo                                                               |
| bimbo (br)                      | (vulg.) Pimmel, Schwanz [in Mexiko und Spanien aber eine verbreitete Sandwich-Brotmarke] | Bimbo |                                                                     |
| blanco (sp)                     | weiß                                                                                     | blank | puro, limpio                                                        |
| bombero (sp), bombeiro (po)     | Feuerwehrmann                                                                            | Bomber | bombardero (sp), bombadeiro (po)                                    |
| bravo (sp), (po)                | wild, tapfer; verärgert, böse (Mex. ZentralAm.)                                          | brav | bueno (sp), honrado (sp), bom (po)                                  |
| cálido (sp)                     | warm (Farbe), heiß                                                                       | kalt | frío                                                                |
| carta (sp)                      | Brief                                                                                    | Karte (Postkarte; Landkarte) | (tarjeta) postal; mapa                                              |
| compás (sp)                     | Zirkel (Gerät), Rhythmus                                                                 | Kompass | brújula                                                             |
| delicado (sp), (po)             | zart; zartbesaitet; empfindlich                                                          | delikat | delicioso                                                           |
| demostración (sp)               | Vorführung                                                                               | Demonstration (i. S. v. Protestmarsch) | manifestación, marcha                                               |
| dirección (sp), dire(c)ção (po) | Adresse, Anschrift; Richtung                                                             | Direktion | oficina principal                                                   |
| éxito (sp)                      | Erfolg                                                                                   | Ausgang (Exit) | salida                                                              |
| firma (sp)                      | Unterschrift                                                                             | Firma | empresa, compañía                                                   |
| follar (sp)                     | ficken (nur Span.)                                                                       | Feuer | fuego, lumbre                                                       |
| freir (sp)                      | frittieren, braten, backen                                                               | frieren | tener frio                                                          |
| gimnasio (sp)                   | Fitnessstudio                                                                            | Gymnasium | Gymnasium, liceo                                                    |
| hermano (sp)                    | Bruder                                                                                   | Hermann (Vorname) | Arminio                                                             |
| idioma (sp)                     | meist (Landes-)Sprache                                                                   | Idiom (Sprechweise; Redensart; Dialekt) | expresión; locución; manera de hablar                               |
| irritar (sp), (po)              | aufregen, reizen                                                                         | irritieren | confundir; desorientar                                              |
| já (po), ya (sp)                | schon                                                                                    | ja | sí (sp), sim (po)                                                   |
| legal (br)                      | toll, klasse, in Ordnung                                                                 | legal | legítimo                                                            |
| mantel (sp)                     | Tischdecke                                                                               | Mantel | abrigo                                                              |
| noble (sp)                      | adelig, edel                                                                             | nobel | generoso                                                            |
| presidio (sp), presídio (br)    | Gefängnis; Festung                                                                       | Präsidium | Presidencia, jefatura (sp)                                          |
| plátano (sp)                    | Banane (Span., Chi.)                                                                     | Platane | plátano, platanero                                                  |
| profesor (po, sp)               | Lehrer                                                                                   | Professor | catedrático (sp)                                                    |
| puta (po, sp)                   | (vulg.) Nutte                                                                            | Pute | perúa (po), pava (sp)                                               |
| regalo (sp)                     | Geschenk                                                                                 | Regal | estante                                                             |
| saco (sp)                       | Sack                                                                                     | Sakko | chaqueta; saco (Arg.)                                               |
| sin compromiso (sp)             | unverbindlich (unverbindliches Angebot)                                                  | Kompromiss | el acuerdo (sp)                                                     |
| só (po)                         | allein, nur, erst                                                                        | so | assim                                                               |
| tapete (po)                     | Teppich                                                                                  | Tapete | papel de parede                                                     |
| técnico (br, sp)                | Trainer                                                                                  | Techniker |                                                                     |
| tênis (br)                      | Turnschuh                                                                                | Tennis | tênis                                                               |
| tricô (po)                      | Stricken                                                                                 | Trikot | camiseta                                                            |
| una media hora (sp)             | ungefähr eine halbe Stunde                                                               | eine halbe Stunde | media hora                                                          |
| vaso (sp)                       | (Trink-)Glas, Becher                                                                     | (Blumen-)Vase | florero, jarrón (de florés); (allg.) Behälter, Behältnis            |
| viola (po), violão (br)         | viola: in Portugal neben der eigentlichen Bedeutung „Bratsche“ ugs. auch: Gitarre        | Viola (Bratsche). (In brasilianischem Portugiesisch ist mit einer „guitarra“ immer eine E-Gitarre gemeint; die akustische/klassische Gitarre heißt violão.) | –                                                                   |

#### Rumänisch
| Rumänisches Wort | Bedeutet (auch)                   | Ähnelt dem deutschen | Freund übersetzt   |
| ---------------- | --------------------------------- | -------------------- | ------------------ |
| cald             | warm                              | kalt                 | frig, rece         |
| chef             | Lust                              | Chef                 | șef                |
| concurs          | Wettbewerb, Wettkampf, Wettstreit | Konkurs              | bancrută, faliment |
| cot              | Ellbogen                          | Kot                  | excrement          |
| cur              | Arsch, Hintern                    | Kur                  | cură, tratament    |
| da               | Ja                                | da (dort)            | acolo              |
| prost            | Dummkopf                          | Prost!               | Noroc!             |

### Latein
| Lateinisches Wort    | Bedeutet (auch)   | Ähnelt dem deutschen | Freund übersetzt   |
| -------------------- | ----------------- | -------------------- | ------------------ |
| altus                | hoch, tief        | alt                  | antiquus, vetus    |
| ars (Genitiv: artis) | Kunst             | Art                  | genus              |
| calidus              | warm              | kalt                 | frigidus           |
| comis                | freundlich        | komisch              | comicus, ridiculus |
| fallere              | täuschen          | fallen               | cadere             |
| fascinare            | verhexen          | faszinieren          | mente vincire      |
| ignorare             | nicht kennen      | ignorieren           | non animadvertere  |
| legere               | lesen, wählen     | legen                | ponere             |
| mens                 | Geist, Verstand   | Mensch               | homo               |
| papa                 | Papst             | Papa (Vater)         | pater, auch papa   |
| plaudere             | Beifall klatschen | plaudern             | fabulari, garrire  |
| praesidium           | Schutz, Leibwache | Präsidium            | praesidis munus    |
| selachius            | Haifisch          | Seelachs             | pollachius         |
| sortiri              | auslosen          | sortieren            | disponere          |
| vertragus            | Windhund          | Vertrag              | pactum             |

### Neugriechisch
| Neugriechisches Wort    | Bedeutet (auch)     | Ähnelt dem deutschen | Freund übersetzt              |
| ----------------------- | ------------------- | -------------------- | ----------------------------- |
| apothiki (αποθήκη)      | Lagerraum           | Apotheke             | farmakio (φαρμακείο)          |
| asbestos (άσβεστος)     | Kalk                | Asbest               | amiantos (αμίαντος)           |
| atoma (άτομα)           | Personen            | Atome                | nuklear auch: πυρηνικός       |
| esoterikos (εσωτερικός) | intern              | esoterisch           | esoteristikos (εσωτεριστικός) |
| idiotis (ιδιώτης)       | Privatmann          | Idiot                | vlakodis (βλακώδης)           |
| idiotikos (ιδιωτικός)   | persönlich / privat | idiotisch            | vlakodis (βλακώδης)           |
| kureas (κουρέας)        | der Frisör          | Kurier               | Tachidromos (ταχυδρόμος)      |
| kanonas (κανόνας)       | die Regel           | Kanone               | Pirovolo (πυροβόλο)           |
| logikos (λογικός)       | vernünftig          | logisch              | evlogos (εύλογος)             |
| ne (ναι)                | ja                  | nein                 | ochi (όχι)                    |
| penis (πένης)           | mittelloser Mann    | Penis (Organ)        | peos (πέος)                   |
| persona (περσόνα)       | Maske               | Person               | anthropos (άνθρωπος)          |
| servieta (σερβιέτα)     | Damenbinde          | Serviette            | chartopetseta (χαρτοπετσέτα)  |
| techni (τέχνη)          | Kunst               | Technik              | technologia (τεχνολογία)      |
| trapeza (τράπεζα)       | Bank                | Trapez               | trapezio (τραπέζιο)           |
| trapezi (τραπέζι)       | Tisch               | Trapez               | trapezio (τραπέζιο)           |

### Albanisch
| Albanisches Wort | Bedeutet (auch) | Ähnelt dem deutschen | Freund übersetzt |
| ---------------- | --------------- | -------------------- | ---------------- |
| gjelbër          | grün            | gelb                 | verdhë           |
| hunda            | Nase            | Hund                 | qeni             |
| jo               | nein            | ja                   | po               |

### Armenisch
| Armenisches Wort | Bedeutet (auch) | Ähnelt dem deutschen | Freund übersetzt |
| ---------------- | --------------- | -------------------- | ---------------- |
| bad (բադ)        | Ente            | Bad                  | logank (լոգանք)  |

### Slawische Sprachen
| Das Wort                                                              | Bedeutet (auch)                                                                          | Ähnelt dem deutschen                   | Freund übersetzt                                                                                |
| --------------------------------------------------------------------- | ---------------------------------------------------------------------------------------- | -------------------------------------- | ----------------------------------------------------------------------------------------------- |
| akademik (академик) (ru)                                              | Akademiemitglied                                                                         | Akademiker                             | человек с высшим образованием                                                                   |
| akurat (pl)                                                           | ausgerechnet                                                                             | akkurat                                | staranny, dokładny                                                                              |
| alfons (pl)                                                           | Zuhälter                                                                                 | Alfons (Vorname)                       | Alfons                                                                                          |
| bereg (берег) (ru)                                                    | Ufer, Küste                                                                              | Berg                                   | гора (gora)                                                                                     |
| blázen (cs)                                                           | Narr, Irre, Verrückte                                                                    | blasen                                 | foukat                                                                                          |
| bůh (cs)                                                              | Gott                                                                                     | Buch                                   | kniha                                                                                           |
| buterbrod (бутерброд) (ru)                                            | belegtes Brot                                                                            | Butterbrot                             | бутерброд с маслом (Buterbrod s Maslom)                                                         |
| da (да) (ru)                                                          | ja (Antwortpartikel)                                                                     | da (Adverb; dort)                      | там (tam)                                                                                       |
| dáme (cs)                                                             | wir geben                                                                                | Dame                                   | dáma                                                                                            |
| detektiw (детектив) (ru)                                              | Krimi (Roman, Film)                                                                      | Detektiv                               | сыщик (syschtschik)                                                                             |
| diwision (дивизион) (ru)                                              | Abteilung beim Militär                                                                   | Division beim Militär                  | дивизия (diwisija)                                                                              |
| dom (дом) (pl, ru, sk, hsb, dsb)                                      | Haus                                                                                     | Dom                                    | katedra, tum (pl); собор (sobór) (ru); dóm (sk); dom, katedrala, hłowna cyrkej (hsb); dom (dsb) |
| dort (cs)                                                             | Torte                                                                                    | dort                                   | tam                                                                                             |
| eskimo (эскимо, ru)                                                   | Eis am Stiel                                                                             | Eskimo                                 | эскимос                                                                                         |
| etat (pl)                                                             | Arbeitsstelle                                                                            | Etat                                   | budżet                                                                                          |
| familija (фамилия) (ru)                                               | Familienname                                                                             | Familie                                | семья (semja)                                                                                   |
| furt (cs)                                                             | in einem fort, stets                                                                     | Furt                                   | brod                                                                                            |
| hoch (cs)                                                             | Junge, Bub                                                                               | hoch                                   | vysoký                                                                                          |
| já (cs)                                                               | ich                                                                                      | ja                                     | ano                                                                                             |
| jede (cs)                                                             | er/sie/es fährt                                                                          | jede                                   | každá                                                                                           |
| jeden (pl, cs, sk), jedan (hr)                                        | eins (Zahl)                                                                              | jeden                                  | każdym                                                                                          |
| judasz (pl)                                                           | auch: Türspion                                                                           | Judas                                  | Judasz                                                                                          |
| kantor (pl)                                                           | auch: Wechselstube                                                                       | Kantor (Chorleiter)                    | dyrektor choru                                                                                  |
| kleryk (pl)                                                           | auch: Priesterseminarist                                                                 | Kleriker                               | ksiądz, duchowny                                                                                |
| komunikacja (pl)                                                      | auch: Verkehr                                                                            | Kommunikation                          | komunikacja                                                                                     |
| konkurs (pl, cs), конкурс (ru)                                        | Wettkampf (cs und ru: auch Konkurs)                                                      | Konkurs                                | bankructwo, plajta (pl), bankrot (cs), банкротство (bankrotstwo) (ru)                           |
| kost (cs)                                                             | Knochen                                                                                  | Kost                                   | strava                                                                                          |
| krach (cs)                                                            | Bankrott, Pleite                                                                         | Krach                                  | rámus (cs)                                                                                      |
| круг (ru)                                                             | Kreis                                                                                    | Krug                                   | кувшин (ru)                                                                                     |
| kryminalista (pl), kriminalista (cs)                                  | Verbrecher, Krimineller                                                                  | Kriminalist                            | kryminalistyk                                                                                   |
| kus (cs)                                                              | Stück, Teil                                                                              | Kuss                                   | polibek                                                                                         |
| liceum (pl)                                                           | Gymnasium, erweiterte Oberschule                                                         | Lyzeum                                 | wyższa szkoła dla dziewczyn                                                                     |
| list (cs)                                                             | Blatt                                                                                    | List                                   | lest                                                                                            |
| magasin (магазин) (ru, bg), magazyn (pl)                              | Geschäft, Magazin                                                                        | Magazin                                | журна́л (Schurnal) (ru), списание (spissanije) (bg), czasopismo (pl)                             |
| mapa (pl, cs, hsb)                                                    | Landkarte                                                                                | Mappe                                  | teczka (pl); desky na spisy, složka (cs); mapa (hsb)                                            |
| maslo (hr, sk, slo), máslo (cs), masło (pl), масло (ru, bg, bel, ukr) | Butter                                                                                   | Massel                                 | –                                                                                               |
| mast                                                                  | Salbe                                                                                    | Mast                                   | stožár                                                                                          |
| no (pl, cs)                                                           | ja, doch (ugs.)                                                                          | nö                                     | nie (pl, sk), ne (не) (cs, hr, slo, bg, bel)                                                    |
| pęseta (pl)                                                           | Pinzette                                                                                 | Peseta                                 | peseta                                                                                          |
| pilot (pl)                                                            | auch: Fernsteuerung/-bedienung, Betreuer, Reiseführer, Schrittmacher (beim Sport), Lotse | Pilot                                  | pilot, operator, kapitan samolotu (Flugkapitän)                                                 |
| pole (cs)                                                             | Feld                                                                                     | Pole                                   | polák                                                                                           |
| post (пост) (bel, hr, pl, ru), půst (cs)                              | Fasten                                                                                   | Post                                   | pošta (пошта, Poschta) (bel, cs, hr), poczta (почта, Potschta) (pl, ru)                         |
| prezencja (pl)                                                        | Erscheinung                                                                              | Präsenz                                | obecność                                                                                        |
| robota (pl, cs), работа (rabota) (ru)                                 | Arbeit (pl, ru); Frondienst (cs)                                                         | Roboter                                | robot (робот) (pl, cs, ru)                                                                      |
| roh (cs)                                                              | Ecke, Horn                                                                               | roh                                    | syrový                                                                                          |
| rosa (pl, cs, hsb, dsb)                                               | Tau                                                                                      | Rosa, rosa, Rose                       | Róża, różowy, róża (pl); růžový (cs); róža (hsb); roža (dsb)                                    |
| schtrich (штрих) (ru), strych (pl)                                    | Eigenschaft, Zug, Charakteristikum (ru); Dachboden (pl)                                  | Strich                                 | черта (Tscherta) (ru); kreska (pl)                                                              |
| sekret (pl), секрет (ru)                                              | Geheimnis                                                                                | Sekret                                 | mocz (pl), моча (Motscha) (ru)                                                                  |
| sirene (сирене) (bg)                                                  | Käse                                                                                     | Sirene                                 | sirena (сирена)                                                                                 |
| sklep (pl)                                                            | Geschäft, Laden                                                                          | склеп (ru)                             | Grabkammer, Gruft                                                                               |
| šlag (hr)                                                             | Schlagsahne                                                                              | Schlag                                 | udar                                                                                            |
| Slovensko (cs, sk)                                                    | Slowakei                                                                                 | Slowenien                              | Slovinsko                                                                                       |
| smutny (pl), smutný (cs)                                              | traurig                                                                                  | schmutzig                              | brudny (pl), špinavý (cs)                                                                       |
| spektakl (pl)                                                         | (Theater-, Opern-)Vorstellung                                                            | Spektakel                              | awantura                                                                                        |
| štír (cs)                                                             | Skorpion                                                                                 | Stier                                  | býk                                                                                             |
| strom (cs)                                                            | Baum                                                                                     | el. Strom                              | proud                                                                                           |
| stůl (cs), stół (pl), стол (stol) (ru)                                | Tisch                                                                                    | Stuhl                                  | židle (cs), krzesło (pl), стул (stul) (ru)                                                      |
| sud (cs)                                                              | Fass                                                                                     | Sud                                    | odvar                                                                                           |
| szpaner (pl)                                                          | Angeber                                                                                  | Spanner (Voyeur, mechanisches Bauteil) | podglądacz, napinacz                                                                            |
| Szwecja (pl), Швеция (Schwezija) (ru)                                 | Schweden                                                                                 | Schweiz                                | Szwajcaria (pl), Швейцария (Schweizarija) (ru)                                                  |
| tank (танк) (cs, ru)                                                  | Panzer                                                                                   | Tank                                   | nádrž (cs), bak (pl), (бак) (ru)                                                                |
| tor (pl)                                                              | Gleis, Bahn (Straße, Sport, Physik), Trajektorie                                         | Tor                                    | brama, bramka, gol                                                                              |
| trup (pl)                                                             | Leiche                                                                                   | Trupp(e)                               | oddział (wojskowy)                                                                              |
| vor (cs)                                                              | Floß                                                                                     | vor                                    | před                                                                                            |
| weter (ветер) (ru), wiatr (pl)                                        | Wind                                                                                     | Wetter                                 | pogoda (погода) (ru, pl)                                                                        |

### Baltische Sprachen

#### Litauisch
| Litauisches Wort | Bedeutet (auch) | Ähnelt dem deutschen | Freund übersetzt |
| ---------------- | --------------- | -------------------- | ---------------- |
| kalba            | Sprache         | Kalb                 | veršelis         |
| man              | mir             | man (die Leute)      | (žmonės)         |
| misti            | sich nähren     | Mist                 | mėšlas           |
| mina             | Miene           | Mine                 | rūdynas          |
| meilė            | Liebe           | Meile                | mylia            |

## Finno-ugrische Sprachen
| Das Wort                   | Bedeutet (auch)                           | Ähnelt dem deutschen | Freund übersetzt       |
| -------------------------- | ----------------------------------------- | -------------------- | ---------------------- |
| aas (est)                  | Wiese                                     | Aas                  | raibe                  |
| alá (un)                   | unter ihn (hin)                           | Allah                | Allah                  |
| barack (un)                | Pfirsich, Aprikose                        | Baracke              | barakk                 |
| ebbe (un)                  | in diesen hinein                          | die Ebbe             | apály                  |
| és (un)                    | und                                       | es                   | ő                      |
| fal (un)                   | die Mauer, die Wand                       | der Fall             | eset, esés, bukás      |
| fáradt (un)                | müde                                      | das Fahrrad          | kerékpár               |
| fenn (un)                  | oben, oberhalb                            | der Fan              | rajongó                |
| föld (un)                  | das Feld; (auch) die Erde                 | das Feld             |                        |
| fül (un)                   | das Ohr                                   | fühlen               | érez                   |
| gulyás (un)                | die Gulaschsuppe                          | das Gulasch          | pörkölt                |
| hat (un)                   | sechs                                     | (er, sie, es) hat    | neki van               |
| hol? (un)                  | wo?                                       | hol!                 | hozz!                  |
| hold (un)                  | der Mond                                  | hold                 | irgalmas, kecses       |
| huomiseksi (fi)            | morgen (nächster Tag)                     | homosexuell          | homoseksuaali          |
| ír (un)                    | (er, sie, es) schreibt; irisch            | ihr                  | ti                     |
| ja (est, fi)               | und                                       | ja                   | jah (est), kyllä (fi)  |
| kanál (un)                 | der Löffel                                | der Kanal            | csatorna               |
| käsi (fi), kéz (un)        | Hand                                      | Käse                 | juusto (fi), sajt (un) |
| ketten (un)                | zu zweit                                  | Ketten               | láncok (un)            |
| kinn (un)                  | draußen                                   | das Kinn             | áll                    |
| kint (un)                  | draußen                                   | das Kind             | gyermek                |
| kool (< mnd. schole) (est) | Schule                                    | Kohl                 | kapsas                 |
| meer (< frz. maire) (est)  | Bürgermeister                             | Meer                 | meri; ookean           |
| orr (un)                   | die Nase                                  | das Ohr              | fül                    |
| öl (un)                    | töten, schlachten; der Schoß; das Klafter | das Öl               | olaj                   |
| paraszt (un)               | der Bauer                                 | der Parasit          | élősködő               |
| patent (un)                | der Druckknopf                            | das Patent           | szabadalom             |
| praht (est)                | Müll                                      | Pracht               | suurepärasus, ilu      |
| régen (un)                 | lange her, ehemals                        | der Regen            | eső                    |
| reggel (un)                | der Morgen; früh                          | die Regel            | szabály, norma         |
| só (un)                    | das Salz                                  | die Show             | showműsor              |
| sydän (fi)                 | Herz                                      | Süden                | etelä                  |
| szó (un)                   | das Wort                                  | so                   | így                    |
| szoknya (un)               | der Rock                                  | die Socken           | zokni                  |
| strand (un)                | der Strand, auch: öffentliches Schwimmbad | der Strand           |                        |
| tál (un)                   | die Schüssel                              | das Tal              | völgy                  |
| tej (un)                   | die Milch                                 | der Tee              | tea                    |
| toll (un)                  | die Feder                                 | toll                 | eszeveszett            |
| vald (est)                 | der Landkreis                             | der Wald             | mets                   |
| vár (un)                   | die Burg; warten                          | (er, sie, es) war    | volt                   |
| villa (un)                 | auch: die Gabel; die Villa (großes Haus)  | die Villa            |                        |
| víz (un)                   | das Wasser                                | die Wiese            | mező                   |
| virts (est)                | Dung                                      | Wirt                 | peremees               |

## Austronesische Sprachen

### Indonesisch
| Indonesisches Wort | Bedeutet (auch)                 | Ähnelt dem deutschen | Freund übersetzt                  |
| ------------------ | ------------------------------- | -------------------- | --------------------------------- |
| haus               | durstig                         | Haus                 | rumah                             |
| kantor             | Büro, Dienststelle, Amt, Kontor | Kantor/(Vor-)Sänger  | penyanyi                          |
| kursi              | Stuhl                           | Kurs                 | kursus                            |
| lama               | alt                             | Lama                 | llama                             |
| laut               | Meer                            | laut                 | bunyi (Nomen), berisik (Adjektiv) |
| maut               | Tod                             | Maut                 | tol                               |
| negeri             | Nation                          | Neger                | negro                             |
| segel              | Siegel                          | Segel                | layar                             |

## Semitische Sprachen

### Arabisch
| Arabisches Wort | Bedeutet (auch)   | Ähnelt dem deutschen | Freund übersetzt      |
| --------------- | ----------------- | -------------------- | --------------------- |
| fīl (فيل)       | Elefant           | viel                 | kathīr (كثير)         |
| hūt (حوت)       | Wal               | Hut                  | qabʿa (قبعة)          |
| kāmil (كامل)    | vollständig, ganz | Kamel                | dschamal (جمل)        |
| kalb (كلب)      | Hund              | Kalb                 | ʿidschl (عجل)         |
| mauz (موز)      | Bananen           | Maus                 | faʾr (قأر)            |
| nūr (نور)       | Licht             | nur                  | faqat (فقط)           |
| scharm (شرم)    | Bucht             | Charme               | dschādhabīya (جاذبية) |
| tabaq (طبق)     | Teller            | Tabak                | tabgh (تبغ)           |
| kamīn (كمين)    | Hinterhalt, Falle | Kamin                | mustalan (مصطلى)      |

### Hebräisch
| Hebräisches Wort | Bedeutet (auch) | Ähnelt dem deutschen | Freund übersetzt |
| ---------------- | --------------- | -------------------- | ---------------- |
| kisse (כיסא)     | Stuhl           | Kissen               | kar (כר)         |
| regel (רגל)      | Fuß             | Regel                | klal (כלל)       |

## Sonstige natürliche Sprachen

### Türkisch
| Türkisches Wort                                                  | Bedeutet (auch)                                                                | Ähnelt dem deutschen       | Freund übersetzt                                                                             |
| ---------------------------------------------------------------- | ------------------------------------------------------------------------------ | -------------------------- | -------------------------------------------------------------------------------------------- |
| abi (kurz für: ağabey)                                           | großer Bruder                                                                  | Abi (kurz für: Abitur)     | annähernd: YGS-LYS                                                                           |
| alt                                                              | unten                                                                          | alt                        | yaşlı, eski                                                                                  |
| armut                                                            | Birne                                                                          | Armut                      | fakirlik                                                                                     |
| apartman                                                         | Apartmenthaus, Mehrfamilienhaus                                                | Apartment                  | daire, apartman dairesi                                                                      |
| araba                                                            | Auto, Wagen                                                                    | Araber                     | Arap                                                                                         |
| artist                                                           | Schauspieler                                                                   | Artist                     | sirk cambazı                                                                                 |
| ay                                                               | Mond, Monat                                                                    | Ei                         | yumurta                                                                                      |
| bal                                                              | Honig                                                                          | Ball                       | top                                                                                          |
| biber                                                            | Pfeffer                                                                        | Biber                      | kunduz                                                                                       |
| bir                                                              | ein, eins                                                                      | Bier                       | bira                                                                                         |
| bok                                                              | Scheiße                                                                        | Bock                       | (eril hayvan), (Ziegen-)Bock: erkeç, teke, (Schaf-)Bock: koç                                 |
| bot                                                              | Stiefel                                                                        | Boot                       | kayık, sandal                                                                                |
| dam                                                              | Dach                                                                           | Damm                       | set, baraj                                                                                   |
| dil                                                              | Zunge, Sprache                                                                 | Dill                       | dere otu                                                                                     |
| direksiyon                                                       | Lenkrad                                                                        | Direktion                  | müdürlük                                                                                     |
| eleman                                                           | Mitarbeiter, Bestandteil                                                       | Element                    | element, unsur                                                                               |
| element                                                          | chemisches Element                                                             | Element                    | unsur, chemisches Element                                                                    |
| engel                                                            | Hindernis, Problem                                                             | Engel                      | melek                                                                                        |
| er                                                               | Soldat (niedrigster Mannschaftsdienstgrad), Mann                               | Er                         | O                                                                                            |
| fil                                                              | Elefant                                                                        | viel                       | çok                                                                                          |
| fotoğraf                                                         | Fotografie                                                                     | Fotograf                   | fotoğrafçı                                                                                   |
| hal                                                              | 1: Zustand, 2: (Markt-)Halle                                                   | Hall                       | ses, (Echo:) yankı                                                                           |
| haşhaş                                                           | Schlafmohn                                                                     | Hasch(isch)                | esrar, haşiş                                                                                 |
| inmek                                                            | aussteigen                                                                     | (»in« etw.) einsteigen     | binmek                                                                                       |
| kader                                                            | Schicksal                                                                      | Kader                      | kadro                                                                                        |
| kalender                                                         | (bettelnder Wander-)Derwisch, adj.: anspruchslos, unbekümmert, unkonventionell | Kalender                   | takvim                                                                                       |
| kalp                                                             | Herz                                                                           | Kalb                       | dana                                                                                         |
| Kamil                                                            | (Vorname) ausgereift, vollendet                                                | Kamille                    | Papatya                                                                                      |
| kan                                                              | Blut                                                                           | Khan                       | Han                                                                                          |
| kaplan                                                           | Tiger                                                                          | Kaplan                     | (Papaz yardımcısı)                                                                           |
| kasten                                                           | absichtlich                                                                    | Kasten                     | kutu                                                                                         |
| kayak                                                            | Ski                                                                            | Kajak                      | kayık                                                                                        |
| kral (Lehnwort aus dem Slawischen: vgl. poln. król, ung. király) | König                                                                          | Kralle                     | pençe                                                                                        |
| keser                                                            | Beil, Axt, Hammer                                                              | Käser                      | peynirci                                                                                     |
| kol                                                              | Arm (Körperteil)                                                               | Kohl                       | lahana                                                                                       |
| komposto                                                         | Kompott                                                                        | Kompost                    | gübre                                                                                        |
| konferans                                                        | Konferenz, auch: Vortrag                                                       | Konferenz                  | toplantı, konferans, zirve (toplantısı) (= Gipfelkonferenz, kurz auch Gipfel oder Konferenz) |
| kot                                                              | Jeanshose, Denim                                                               | Kot                        | bok                                                                                          |
| konser                                                           | Konzert (Musikveranstaltung)                                                   | Konzert                    | konçerto (Musikstück), konser (Musikveranstaltung)                                           |
| kurt                                                             | 1: Wolf, 2: Made, Wurm                                                         | Kurde                      | Kürt                                                                                         |
| leğen                                                            | (Wasch-)Becken, Eimer, Schüssel                                                | legen                      | koymak                                                                                       |
| mal                                                              | Ware, Vieh                                                                     | Mahl                       | yemek                                                                                        |
| mayo                                                             | Badehose                                                                       | Mayo (ugs. für Mayonnaise) | mayonez                                                                                      |
| mis                                                              | Moschus, mis gibi: wie Moschus, wohlriechend                                   | Mist                       | (hayvanların) bok(u), gübre                                                                  |
| mus                                                              | Elch                                                                           | Muss (< müssen)            | mecburiyet                                                                                   |
| muz                                                              | Banane                                                                         | Mus                        | ezme, püre                                                                                   |
| not                                                              | Notiz                                                                          | Not                        | (zor durum), darlık, yoksulluk                                                               |
| ödeme                                                            | Zahlung                                                                        | Ödeme                      | ödemler                                                                                      |
| oje                                                              | Nagellack                                                                      | Oje! (Interjektion)        | eyvah!                                                                                       |
| pasta                                                            | Kuchen                                                                         | Pasta (Teigwaren)          | makarna                                                                                      |
| politik                                                          | politisch                                                                      | Politik                    | politika                                                                                     |
| portakal                                                         | Apfelsine, Orange                                                              | Portugal                   | Portekiz                                                                                     |
| randevu                                                          | Termin, Rendezvous                                                             | Rendezvous                 | buluşma, randevu                                                                             |
| Rum                                                              | (Ost-)Römer, Byzantiner, Grieche (vor allem von außerhalb Griechenlands)       | Rum                        | rom                                                                                          |
| Roman                                                            | Rom (Ethnie), „Zigeuner“                                                       | Rumäne, Romane             | Rumen/Romen, Latin milletlerine ait kiși                                                     |
| saat                                                             | Uhr, Stunde                                                                    | Saat                       | ekin                                                                                         |
| saz                                                              | 1. Schilf, 2. Saz, türkische Laute                                             | Satz                       | cümle (Grammatik), takım (zusammengehörige Dinge)                                            |
| sahne                                                            | Bühne                                                                          | Sahne                      | kaymak, krema                                                                                |
| seksen                                                           | achtzig                                                                        | sechzehn                   | on altı                                                                                      |
| sigara                                                           | Zigarette                                                                      | Zigarre                    | sigar, yaprak sigarası                                                                       |
| tabak                                                            | Teller                                                                         | Tabak                      | tütün                                                                                        |
| terzi                                                            | Schneider                                                                      | Terz                       | tiyers                                                                                       |
| tür                                                              | Art                                                                            | Tür                        | kapı                                                                                         |
| zar                                                              | Trommelfell; Würfel                                                            | Zar                        | Çar                                                                                          |
| zil                                                              | Klingel                                                                        | Ziel                       | hedef                                                                                        |
| ziyaret                                                          | Besuch (meist in der Wendung ziyaret etmek = besuchen, einen Besuch abstatten) | Zigarette                  | sigara                                                                                       |

Durch die Beugung oder im Zusammenspiel mit den zahlreichen Endungen ergeben sich noch weitere falsche Freunde wie etwa öl (stirb, Imperativ von ölmek sterben) oder senden (von dir, Ablativ von sen du).

### Japanisch
| Japanisches Wort    | Bedeutet (auch)                                               | Ähnelt dem deutschen     | Freund übersetzt |
| ------------------- | ------------------------------------------------------------- | ------------------------ | ---------------- |
| アルバイト arubaito | Nebenjob (Lehnwort aus dem Deutschen)                         | Arbeit                   | 仕事 shigoto     |
| ボンベ bombe        | Gasflasche (Lehnwort aus dem Deutschen, fachsprachlich Bombe) | Bombe                    | 爆弾 bakudan     |
| 昨日 kinō           | gestern                                                       | Kino                     | 映画館 eigakan   |
| まんこ manko        | Vulva                                                         | Manko                    | 欠点 ketten      |
| 虫 mushi            | Insekt, Wurm, Krabbeltier                                     | Muschi (ugs. für: Vulva) | まんこ manko     |

### Koreanisch
| Koreanisches Wort       | Bedeutet (auch)                                                                       | Ähnelt dem deutschen | Freund übersetzt       |
| ----------------------- | ------------------------------------------------------------------------------------- | -------------------- | ---------------------- |
| areubaiteu (아르바이트) | Nebenjob, Lehnwort aus dem Deutschen über das japanische Wort „arubaito“ (アルバイト) | Arbeit               | il (일), nodong (노동) |

### Georgisch
| Georgisches Wort        | Bedeutet (auch) | Ähnelt dem deutschen | Freund übersetzt          |
| ----------------------- | --------------- | -------------------- | ------------------------- |
| diversia (დივერსია)     | Sabotage        | divers               | schwadaschwa (სხვადასხვა) |
| mama (მამა)             | Vater           | Mama                 | deda (დედა)               |
| simpatiuri (სიმპათიური) | gutaussehend    | sympathisch          | megobruli (მეგობრული)     |

## Plansprachen

### Esperanto
| Esperanto-Wort | Bedeutet (auch)        | Ähnelt dem deutschen                                | Freund übersetzt             |
| -------------- | ---------------------- | --------------------------------------------------- | ---------------------------- |
| alta           | hoch                   | alt                                                 | maljuna, malnova, malfreŝa   |
| arta           | künstlich, kunstvoll   | artig                                               | ĝentila                      |
| betulo         | Birke                  | Bettler                                             | almozpetanto                 |
| bruli          | brennen                | brüllen                                             | kriegi                       |
| buŝo           | Mund                   | Busch                                               | arbusto                      |
| domo           | Haus                   | Dom                                                 | katedralo                    |
| ducent         | zweihundert            | Dutzend                                             | dekdu                        |
| forpasi        | vergehen, verstreichen | verpassen                                           | maltrafi                     |
| forta          | stark                  | fort                                                | for                          |
| frago          | Erdbeere               | Frage                                               | demando                      |
| fraŭlo         | Junggeselle            | Frau                                                | virino                       |
| glacio         | Eis                    | Glatze                                              | kalvaĵo                      |
| graso          | Fett                   | Gras                                                | herbo                        |
| jarcento       | Jahrhundert            | Jahrzehnt                                           | jardeko                      |
| konkurso       | Wettkampf, Wettbewerb  | Konkurs                                             | bankroto                     |
| lango          | Zunge                  | Länge                                               | longeco                      |
| legi           | lesen                  | legen                                               | meti                         |
| medio          | Umwelt                 | Medium                                              | komunikilo, mediumo (Person) |
| oro            | Gold                   | Ohr                                                 | orelo                        |
| papo           | Papst                  | Papa (im Sinne von Vater, nicht im Sinne von Papst) | patro                        |
| sorto          | Schicksal              | Sorte                                               | specio, tipo                 |
| stari          | stehen                 | starren                                             | fiksrigardi, rigide rigardi  |
| trafi          | treffen (Schuss, Wurf) | treffen (begegnen)                                  | renkonti                     |
| sunbrilo       | Sonnenschein           | Sonnenbrille                                        | sunprotektaj okulvitroj      |

### Interlingua
| Interlingua-Wort | Bedeutet (auch) | Ähnelt dem deutschen | Freund übersetzt |
| ---------------- | --------------- | -------------------- | ---------------- |
| sex              | Sechs           | Sex                  | sexo             |

### Lojban
| Lojban-Wort             | Bedeutet | Ähnelt dem deutschen | Freund übersetzt |
| ----------------------- | -------- | -------------------- | ---------------- |
| cmalu (sprich: /ʃmalu/) | klein    | schmal               | jarki            |